# Liste der Namen ehemals ostpreußischer Orte in Polen
Diese Liste der Namen ehemals ostpreußischer Orte in Polen stellt die bis 1945 geltenden Ortsnamen den heutigen polnischen Ortsnamen gegenüber. In Masuren im südlichen Ostpreußen hatten die meisten Orte Namen, die einen masurischen oder slawischen Ursprung hatten. Einige Ortsnamen waren auch altpreußischen oder deutschen Ursprungs. Vor 1933 ist in Einzelfällen eine Änderung zu einem germanisierten Namen vorgenommen worden. Nach der nationalsozialistischen Machtergreifung wurden, vor allem im Jahr 1938, alle Ortsnamen masurischen oder altpreußischen Ursprungs geändert.
Nach 1945 erhielten diese Ortschaften polnische Ortsnamen, die aber – im Gegensatz zu den in der heutigen Oblast Kaliningrad geänderten Ortsnamen – häufig einen Bezug zu den masurischen Ortsnamen haben, auch wenn sie nicht damit identisch sind. Einigen Orten aus der Zeit vor dem Zweiten Weltkrieg lässt sich heute kein polnischer Name mehr zuordnen, denn bei heftigen Kämpfen in Masuren sind manche Ortschaften völlig zerstört oder so weit dezimiert worden, dass sie nur noch als Teil benachbarter Orte fortbestehen.
Zu Masuren gehören die folgenden Ortschaften, in einer fast vollständigen Zusammenstellung, wobei zuerst der historische masurische oder deutsche Name mit dem Kreis, dann der eingedeutschte Name und schließlich der heutige polnische Name genannt ist:

## A
- Abrahamsruh, Kreis Goldap - / - Jabramowo
- Abschermeningken, Kreis Darkehmen/Angerapp - Almental - Obszarniki
- Abstich, Kreis Allenstein - / - Łupstych (Gietrzwałd) sowie Łupstych (Olsztyn)
- Achodden, Kreis Ortelsburg - Neuvölklingen (Ostpr.) - Ochódno
- Achthuben, Kreis Preußisch Eylau - / - Reszkowo
- Adamsgut, Kreis Osterode - / - Jadaminy
- Adamsheide, Kreis Osterode - / - Jadamowo
- Adamshof, Kreis Rößel - / - Adamowo
- Adamsverdruß, Kreis Ortelsburg - / - Szklarnia
- Adlersbude, Kreis Osterode - / - Orlik
- Adlersfelde, Kreis Goldap - / - Orliniec
- Adlershorst, Kreis Neidenburg - / - Moczysko
- Adlig Bergfriede, Kreis Osterode - / - Samborówko
- Adlig Bialla, Kreis Lötzen - Bleichenau - Biała Giżycka
- Adlig Borken, Kreis Johannisburg - / - Borki
- Adlig Borowo, Kreis Neidenburg - / - Borowo
- Adlig Dietrichsdorf, Kreis Neidenburg - / - Wietrzychowo
- Adlig Kamiontken, Kreis Neidenburg - (ab 1932:) Steintal - Kamionki
- Adlig Kessel, Kreis Johannisburg - / - Kociołek Szlachecki
- Adlig Lichteinen (Lichteinen b. Osterode), Kreis Osterode - (seit 1931:) Lichteinen - Lichtajny
- Adlig Neufelde, Kreis Oletzko/Treuburg - / - Bialskie Pole
- Adlig Ober Plehnen, Kreis Rastenburg - / - Równina Górna
- Adlig Plienkeim, Kreis Rastenburg - / - Plinkajmy Małe
- Adlig Queetz, Kreis Heilsberg - / - Kwiecewo
- Adlig Rakowen (Domäne), Kreis Johannisburg - Raken - Rakowo
- Adlig Rakowen (Dorf), Kreis Johannisburg - Raken (Ostpr.) - Rakowo Piskie
- Adlig Stumplack, Kreis Rastenburg - / - Stąpławki
- Adlig Unter Plehnen, Kreis Rastenburg - / - Równina Dolna
- Adlig Wolka, Kreis Rößel - Adlig Wolken - Wólka Szlachecka
- Adlig Wolla, Kreis Lötzen - Freihausen - Pańska Wola
- Adolfshof, Kreis Gerdauen - / - Goszczewo
- Aftinten, Kreis Gerdauen - / - Aptynty
- Agstein, Kreis Braunsberg - / - Augustyny
- Albertinhausen, Kreis Rastenburg - / - Staniszewo
- Albertshof, Kreis Braunsberg - / - Działy
- Albertshof, Kreis Heilsberg - / - Dobrujewo
- Albinshof, Kreis Neidenburg - / - Łączki
- Albrechtau, Kreis Neidenburg - / - Podgórzyn
- Albrechtsdorf, Kreis Heilsberg - / - Wojciechowo
- Albrechtsdorf, Kreis Preußisch Eylau - / - Wojciechy
- Allendorf, Kreis Neidenburg - / - Łyna
- Allenstein, Kreis Allenstein, ab 1910 Stadtkreis / - Olsztyn
- Allmoyen, Kreis Sensburg - / - Jełmuń
- Alt Allenstein, Kreis Allenstein - / - Stary Olsztyn
- Alt Bagnowen, Kreis Sensburg - Althöfen - Bagienice
- Alt Ballupönen, Kreis Darkehmen/Angerapp - Schanzenhöh - Stare Gajdzie
- Alt Czayken, Kreis Ortelsburg - (ab 1933:) Alt Kiwitten - Stare Czajki
- Alt Czymochen, Kreis Lyck - (ab 1929:) Finsterwalde - Stare Cimochy
- Alt Garschen, Kreis Heilsberg - / - Garzewo
- Alt Gehland, Kreis Sensburg - / - Stary Gieląd
- Alt Görlitz, Kreis Osterode - / - Stara Gierłoż
- Alt Jablonken, Kreis Osterode - Altfinken - Stare Jabłonki
- Alt Jäglack, Kreis Rastenburg - / - Stare Jegławki
- Alt Kaletka, Kreis Allenstein - Teerwalde - Stara Kaletka
- Alt Kelbonken, Kreis Sensburg - Altkelbunken - Stare Kiełbonki
- Alt Kermuschienen, Kreis Darkehmen/Angerapp - Kermenau - Kiermuszyny Małe
- Alt Keykuth, Kreis Ortelsburg - / - Stare Kiejkuty
- Alt Kockendorf, Kreis Allenstein - / - Stare Kawkowo
- Alt Krzywen, Kreis Lyck - (ab 1936:) Alt Kriewen - Stare Krzywe
- Alt Kußfeld, Kreis Preußisch Holland - / - Stare Kusy
- Alt Mertinsdorf, Kreis Allenstein - (ab 1939:) Alt Märtinsdorf - Marcinkowo
- Alt Münsterberg, Kreis Braunsberg - / - Stare Monasterzysko
- Alt Ramuck, Kreis Allenstein - / - Stary Ramuk
- Alt Rudowken, Kreis Sensburg - (ab 1939:) Hammerbruch - Stara Rudówka
- Alt Sadlucken, Kreis Braunsberg - / -  Stare Sadłuki
- Alt Schabienen, Kreis Darkehmen/Angerapp - Altlautersee - Stary Żabin
- Alt Schöneberg, Kreis Allenstein - / - Wrzesina
- Alt Suchoroß, Kreis Ortelsburg - Ostfließ - Stary Suchoros
- Alt Uszanny, Kreis Johannisburg - (ab 1905:) Grünheide - Uściany Stare
- Alt Vierzighuben, Kreis Allenstein - / - Stare Włóki
- Alt Wartenburg, Kreis Allenstein - / - Barczewko
- Alt Werder, Kreis Ortelsburg - / - Ostrowy
- Altenbude, Kreis Goldap - / - Siedlisko
- Altfelde, Kreis Lötzen - / - Staropole
- Althagel, Kreis Gerdauen - / - Gradowo
- Althof (Dorf), Kreis Allenstein - / - Stary Dwór
- Althof (Forst), Kreis Allenstein - / - Stary Dwór
- Althof, Kreis Braunsberg - / - Stary Dwór
- Althof, Kreis Heilsberg - / - Stary Dwór
- Althof, Kreis Preußisch Holland - / - Stary Dwór
- Althof Barten, Kreis Rastenburg - / - Stary Dwór Barciański
- Althöfen, Kreis Ortelsburg - / - Dzierki
- Althütte, Kreis Osterode - / - Kukła
- Altkirch, Kreis Heilsberg - / - Praslity
- Altstadt, Kreis Osterode - / - Stare Miasto
- Amalienberg, Kreis Friedland/Bartenstein - / - Maliniak
- Amalienhof, Kreis Angerburg - / - Bogumiły
- Amalienhof, Kreis Neidenburg - / - Malinowo
- Amalienhof, Kreis Osterode - / - Malinowo
- Amalienhof, Kreis Preußisch Eylau - / - Malinowo
- Amalienruh, Kreis Osterode - / - Malinnik
- Amberg, Kreis Goldap - / - Podgórze
- Andreaswalde, Kreis Johannisburg - / - Kosinowo
- Angelika, Kreis Gerdauen - / - Anielin
- Angerapp, Kreis Darkehmen/Angerapp - Kleinangerapp - Rapa
- Forsthaus Angerapp, Kreis Darkehmen/Angerapp - / - Węgorapa
- Angerburg (Stadt) - / - Węgorzewo
- Angerburg (Gut) - / - Węgorzewko
- Anhaltsberg, Kreis Ortelsburg - / - Łysa Góra
- Ankendorf, Kreis Heilsberg - / - Jankowo
- Annaberg, Kreis Ortelsburg - / - Annowo
- Annafeld, Kreis Rastenburg - / - Polany
- Annafelde, Kreis Johannisburg - / - Iłki
- Annahof, Kreis Rößel - / - Mojkowo
- Annahöhe, Kreis Rastenburg - / - Góra
- Annenhorst, Kreis Osterode - / - Gruda
- Annussewen, Kreis Johannisburg - Brennerheim - Anuszewo
- Anticken, Kreis Braunsberg - / - Antyki
- Antmeschken, Kreis Darkehmen/Angerapp - Meßken - Antomieszki
- Antonowen, Kreis Lötzen - Antonsdorf - Antonowo
- Ardappen, Kreis Preußisch Eylau/Bartenstein - / - Ardapy
- Arklitten, Kreis Gerdauen - / - Arklity
- Arnau, Kreis Osterode - / - Ornowo
- Arndtshof, Kreis Friedland/Bartenstein - / - Domkowo
- Arnsdorf, Kreis Heilsberg - / - Lubomino
- Arthurswalde, Kreis Friedland/Bartenstein - / - Kadyki
- Arys, Kreis Johannisburg - / - Orzysz
- Assaunen, Kreis Gerdauen - / - Asuny
- Aßmanns, Kreis Friedland/Bartenstein - / - Witki
- Atkamp, Kreis Rößel - / - Kępa Tolnicka
- Audinischken, Kreis Darkehmen/Angerapp - Hilpertswerder - Audyniszki
- Augam, Kreis Preußisch Eylau - / - Augamy
- Augarshof, Kreis Sensburg - / - Ugiertowo
- Augusthof, Kreis Ortelsburg - / - Augustowo
- Augustthal, Stadt Allenstein - / - Augustówka
- Augustwalde, Kreis Rößel - / - Augustówka
- Auhof, Kreis Braunsberg - / - Ułowo
- Australien, Kreis Johannisburg - / - Szczęsne-Australia
- Auxkallen, Kreis Goldap – Bergerode – Wysoki Garb
- Aweyden, Kreis Sensburg - / - Nawiady

## B
- Baarwiese, Kreis Osterode - / - Staszkowo
- Babanten, Kreis Ortelsburg - / - Babięty
- Babienten, Kreis Sensburg - Babenten - Babięta
- Babken, Kreis Goldap - Steinbrück - Babki
- Babken (Ksp. Gonsken), Kreis Oletzko/Treuburg - Babeck - Babki Gąseckie
- Babken (Ksp. Marggrabowa/Treuburg), Kreis Oletzko/Treuburg - Legenquell - Babki Oleckie
- Babrosten, Kreis Johannisburg - / - Babrosty
- Babziens, Kreis Rastenburg - / - Babieniec
- Bärenbruch, Kreis Allenstein - / - Niedźwiedź
- Bärenbruch, Stadt Allenstein - / - Niedźwiedź
- Bärenbruch, Kreis Ortelsburg - / - Niedźwiedzie
- Bärenwinkel, Kreis Johannisburg - / - Niedźwiedzi Róg
- Bärenwinkel, Kreis Ortelsburg - / - Niedźwiedzi Kąt
- Bärenwinkel, Kreis Osterode - / - Niedźwiady
- Bäslack, Kreis Rastenburg - / - Bezławki
- Bäslackshof, Kreis Rastenburg - / - Bezławecki Dwór
- Bagensken, Kreis Johannisburg - Lehmannsdorf - Bagieńskie
- Baginsken, Stadt Liebemühl, Kreis Osterode - Bürgersee - Bagieńsko
- Bagnowenwolka, Kreis Sensburg - (ab 1929:) Tiefendorf - Wólka Bagnowska
- Bagnower Wald, Kreis Sensburg - Althöfen (Gut) - Bagnowski Dwór
- Baitkowen, Kreis Lyck - Baitenberg - Bajtkowo
- Bajohrental, Kreis Gerdauen - Blankental - Bajorki
- Bajohrenwalde, Kreis Gerdauen - Blankenwalde - Bajorski Gaj
- Balden, Kreis Neidenburg - / - Bałdy
- Baldenofen, Kreis Neidenburg - / - Bałdzki Piec
- Ballamutowen, Kreis Lyck - (ab 1934:) Giersfelde - Bałamutowo
- Ballau, Kreis Sensburg - / - Bałowo
- Ballingen, Kreis Allenstein - / - Bałąg
- Ballupönen (Ksp. Goldap), Kreis Goldap - Ballenau - Bałupiany
- Balzen, Kreis Osterode - / - Bałcyny
- Bandels, Kreis Preußisch Eylau - / - Bądle
- Bansen, Kreis Rößel - / - Bęsia
- Barannen, Kreis Lyck - Keipern - Barany
- Barannen, Kreis Oletzko/Treuburg - Barnen - Barany
- Baranowen, Kreis Ortelsburg - Neufließ - Baranowo
- Bardtken, Kreis Osterode - / - Bartki
- Bardungen, Kreis Osterode - / - Barduń
- Barkehmen, Kreis Goldap - Barkau - Barkowo
- Barkeim, Kreis Allenstein - Barkheim - Bark
- Barranowen, Kreis Sensburg - Hoverbeck - Baranowo
- Bartelsdorf, Kreis Preußisch Eylau - / - Barciszewo
- Bartken, Kreis Oletzko/Treuburg - / - Bartki
- Bartkenguth, Kreis Neidenburg - / - Bartki
- Bartkenhof, Kreis Oletzko/Treuburg - / - Bartkowski Dwór
- Bartlickshof, Kreis Lötzen - / - Bartlikowo-Owczarnia
- Bartlowo, Kreis Sensburg - Barteln - Bartlewo
- Bartoschken, Kreis Neidenburg - Bartzdorf (Ostpr.) - Bartoszki
- Bartossen, Kreis Lyck - Bartendorf - Bartosze
- Barwienen, Kreis Allenstein - / - Barwiny
- Basien, Kreis Braunsberg - / - Bażyny
- Battatron, Kreis Heilsberg - / - Barcikowo
- Baudehof, Kreis Braunsberg - / - Bauda
- Baumgarten, Kreis Rastenburg - / - Ogródki
- Bednarken, Kreis Osterode - / - Bednarki
- Begnitten, Kreis Rößel - / - Biegonity
- Bellienen, Kreis Friedland/Bartenstein - / - Bieliny
- Belzonzen, Kreis Johannisburg - Großdorf - Bełcząc
- Bendauken, Kreis Braunsberg - / - Banduki
- Benern, Kreis Heilsberg - / - Bieniewo
- Benkheim, Kreis Angerburg - / - Banie Mazurskie
- Bensee, Kreis Mohrungen, Ostpreußen - / - Bądze
- Bensen, Kreis Preußisch Eylau, Ostpreußen - / - Bądze
- Berg, Kreis Gerdauen - / - Górki
- Bergensee, Kreis Rastenburg - / - Pieczarki
- Bergental (bis 1928: Kamszarden), Kreis Insterburg - / - (nicht mehr existent)
- Bergenthal, Stadtkreis Allenstein - / - Nagórki
- Bergenthal, Kreis Gerdauen - / -  Zielony Ostrów
- Bergenthal, Kreis Rößel - / - Górowo
- Bergfriede, Kreis Allenstein - / - Barkweda
- Bergfriede, Kreis Osterode - / - Samborowo
- Bergheim, Stadt Osterode - / - Górka
- Berghof, Kreis Lötzen - / - Berkowo
- Berghof, Kreis Neidenburg - / - Tatary
- Bergling, Kreis Mohrungen - / - Brzeźno
- Bergling, Kreis Osterode - / - Brzeźno Mazurskie
- Bertienen, Kreis Rastenburg - / - Bertyny
- Betkendorf, Kreis Braunsberg - / - Biedkowo
- Beutnerdorf, Kreis/Stadt Ortelsburg - / - Bartna Strona
- Bewernick, Kreis Heilsberg - / - Bobrownik
- Beyditten, Kreis Friedland/Bartenstein - / - Bajdyty
- Bialla, Kreis Johannisburg - Gehlenburg - Biała Piska
- Bialla, Kreis Lötzen - Bleichenau - Biała Giżycka
- Bialla, Kreis Oletzko - (ab 1903:) Billstein - Biała Olecka
- Biallojahnen, Kreis Lyck - (ab 1935:) Weißhagen - Białojany
- Bialutten, Kreis Neidenburg - / - Białuty
- Bialygrund, Kreis Ortelsburg - (ab 1934:) Weißengrund - Biały Grunt
- Bieberstein, Kreis Gerdauen - / - Bobrowo
- Bieberstein, Kreis Sensburg - / - Wólka Baranowska
- Bieberswalde, Kreis Osterode - / - Liwa
- Biedaschken, Kreis Angerburg - Wieskoppen - Biedaszki
- Bienau, Kreis Osterode - / - Bynowo
- Bienien, Kreis Lyck - Binien - Bienie
- Bienken, Kreis Sensburg - Bönigken - Bieńki
- Biessellen, Kreis Osterode - / - Biesal
- Biestern, Kreis Lötzen - / - Bystry
- Bilsken, Kreis Lötzen - Billsee - Bielskie
- Bilitzen, Kreis Johannisburg - Waldenfried - Bielice
- Billstein, Kreis Oletzko/Treuburg - / - Biała Olecka
- Binien, Kreis Lyck - / - Bienie
- Birkenau, Kreis Rößel - / - Brzezina
- Birkenfeld, Kreis Gerdauen - / - Brzeźnica
- Birkenort, Kreis Oletzko/Treuburg - / - Skowronki
- Birkental, Kreis Angerburg - / - Parowa
- Birkenwalde (Forsthaus), Kreis Lyck - / - Pisanica
- Birkenwerder, Kreis Rastenburg - / - Brzeźnica
- Birkmannshöfen, Kreis Braunsberg - / - Brzeziniak
- Bischdorf, Kreis Braunsberg - / - Biskupie
- Bischdorf, Kreis Rößel - / - Sątopy-Samulewo
- Bischofsburg, Kreis Rößel - / - Biskupiec
- Bittkowen, Kreis Oletzko/Treuburg - Bittkau (Ostpr.) - Bitkowo
- Blandau, Kreis Gerdauen - / - Błędowo
- Blankenberg, Kreis Heilsberg - / - Gołogóra
- Blaustein, Kreis Rastenburg - / - Siniec
- Bleichenbarth, Kreis Heilsberg - / - Bartniki
- Blieshöfen, Kreis Braunsberg - / - Bliżewo
- Blindgallen, Kreis Goldap - Schneegrund - Błąkały
- Blindischken, Kreis Goldap - Wildwinkel - Błędziszki
- Blumberg, Kreis Braunsberg - / - Mikołajewo
- Blumenau, Kreis Heilsberg - / - Czarny Kierz
- Blumenthal, Kreis Gerdauen - / - Maciejki
- Blumenthal, Kreis Pillkallen/Schloßberg - / - (nicht mehr existent)
- Blumstein, Kreis Preußisch Eylau - / - Kwiatkowo
- Blunken, Kreis Bartenstein - / - Błonie
- Bobern (I), Kreis Lyck - / - Bobry
- Bobern (II), Kreis Lyck - / - Bobry
- Bodschwingken, Kreis Goldap - Herandstal - Boćwinka
- Bodschwingken Mühle, Kreis Goldap - Herandstaler Mühle - Boćwiński Młyn
- Bodzianowo, Kreis Rößel - (ab 1930:) Buchental - Bocianowo
- Bogatzewen (Dorf), Kreis Lötzen - Reichensee (Dorf) - Bogaczewo
- Bogatzewen (Gut), Kreis Lötzen - Reichensee (Gut) - Wola Bogaczkowska
- Bogatzko, Kreis Lötzen - Rainfeld - Bogacko
- Bogdainen, Kreis Allenstein - / - Bogdany
- Bogen, Kreis Heilsberg - / - Bugi
- Bogumillen, Kreis Johannisburg - Brödau - Bogumiły
- Bogunschöwen, Kreis Osterode - Ilgenhöh - Boguszewo
- Böhmenhöfen, Kreis Braunsberg - / - Bemowizna
- Bolleinen, Kreis Osterode - / - Bolejny
- Bollendorf, Kreis Rastenburg - / - Bykowo
- Bollgudden, Kreis Braunsbergm, Stadt Wormditt - / - Międzyrzecze
- Bonschen, Kreis Friedland/Preußisch Eylau - / - Bąsze
- Borawsken, Kreis Oletzko/Treuburg - Deutscheck - Borawskie
- Borchersdorf, Kreis Neidenburg - / - Burkat
- Borchertsdorf, Kreis Preußisch Eylau - / - Burkarty
- Borczymmen, ab 1936: Borschymmen, Kreis Lyck - Borschimmen - Borzymy
- Boritten, Kreis Friedland/Bartenstein - / - Boryty
- Borken, Kreis Angerburg - / - Borki
- Borken, Kreis Lyck  - / - Borki
- Borken, Kreis Oletzko/Treuburg - / - Borki
- Borken bei Farienen, Kreis Ortelsburg - Wildheide - Borki Rozowskie
- Borken bei Willenberg, Kreis Ortelsburg - Borkenheide - Borki Wielbarskie
- Borken, Kreis Preußisch Eylau - / - Borki
- Borken, Kreis Rastenburg - / - Borki
- Borken, Kreis Sensburg, ab 1928: Kreis Lötzen - / - Borki
- Borkenhof, Kreis Lyck - / - Borecki Dwór
- Borkowinnen, Kreis Oletzko/Treuburg - Jarken - Borkowiny
- Bormanshof, Kreis Braunsberg - / - Wólka Tolkowiecka
- Bornitt, Kreis Braunsberg - / - Bornity
- Borowen, Kreis Sensburg - Prausken - Borowe
- Borowerwald, Kreis Sensburg - Prauskenwalde - Borowski Las
- Borrishof, Kreis Oletzko/Treuburg - Borishof - Borysowo
- Borrowitzmühle, Kreis Neidenburg - Dobeneckmühle - Borowiec
- Borschenen, Kreis Rastenburg - / - Borszyny
- Borwalde, Kreis Braunsberg - / - Borowiec
- Bosemb, Kreis Sensburg - Bussen - Boże
- Bosembwolka, Kreis Sensburg - Dreißighuben - Boża Wólka
- Bothau, Kreis Sensburg - / - Bałowo
- Bothoslust, Kreis Friedland/Bartenstein - / - Borzęty
- Bothoswalde, Kreis Preußisch Eylau - / - Bodzewo
- Bottowen, Kreis Ortelsburg - Bottau - Botowo
- Boyen, Kreis Lötzen - / - Twierdza Boyen
- Brämerhafen, Kreis Friedland/Bartenstein - / - Dąbrowa
- Braunsberg, Kreis Braunsberg - / - Braniewo
- Braunswalde, Kreis Allenstein - / - Brąswałd
- Braynicken, Kreis Neidenburg - / - Brajniki
- Bredinken, Kreis Rößel - / - Bredynki
- Breitenheide, Kreis Johannisburg - / - Szeroki Bór
- Briensdorf, Kreis Preußisch Holland - / - Borzynowo
- Brodau, Kreis Neidenburg - / - Brodowo
- Brödienen, Kreis Sensburg - / - Brejdyny
- Brodowen, Kreis Lyck - Broden - Brodowo
- Brosowen, Kreis Angerburg - Hartenstein - Brzozowo
- Brosowken, Kreis Angerburg - Birkenhöhe - Brzozówko
- Brosowkenberg, Kreis Angerburg - Birkenstein - Brzozowska Góra
- Brostkersten, Kreis Friedland/Bartenstein - / - Brzostkowo
- Broszaitschen, Kreis Darkehmen/Angerapp - Brosen - Brożajcie
- Browienen, Kreis Neidenburg - Froben - Browina
- Bruchwalde, Kreis Allenstein - / - Bruchwałd
- Brückendorf, Kreis Osterode - / - Mostkowo
- Bubrowko, Kreis Sensburg - Biebern - Bobrówko
- Buchau, Kreis Friedland/Bartenstein - / - Bukowo
- Buchenwald, Kreis Allenstein - / - Kolonia Tuławki
- Buchholz, Kreis Preußisch Eylau - / - Bukowiec
- Buchwald, Kreis Braunsberg - / - Grabniak
- Buchwalde, Kreis Osterode - / - Kajkowo
- Buchwalde (Dorf), Kreis Preußisch Holland - / - Buczyniec
- Buchwalde (Forst), Kreis Preußisch Holland - / - Buczyniec (Osada leśna)
- Buchwalde (Geneigte Ebene), Kreis Preußisch Holland - / - Buczyniec
- Buczken, Kreis Lyck - Kleinseliggen - Buczki
- Buddern, Kreis Angerburg - / - Budry
- Budweitschen, Ksp. Dubeningken, Kreis Goldap - Elsgrund - Budwiecie
- Budzisken, Kreis Angerburg - Herbsthausen C - Budziska
- Budzisken, Kreis Sensburg - Wachau - Budziska
- Bujaken, Kreis Osterode - / - Bujaki
- Bukowagurra, Kreis Rößel - (ab 1927:) Buchenberg - Bukowa Góra
- Bundien, Kreis Heilsberg - / - Budniki
- Bunkenmühle, Kreis Osterode - / - Buńki
- Burdungen, Kreis Neidenburg - / - Burdąg
- Burgdorf, Kreis Johannisburg - / - Grodzisko
- Bürgerdorf, Kreis Rößel - / - Miejska Wieś
- Bürgerwalde, Kreis Braunsberg - / - Miejska Wola
- Burggarten, bis 1908: Grodzisken, Kreis Ortelsburg - / - Grodziska
- Burgmühle, Kreis Rößel - / - Grodzki Młyn
- Bursch, Kreis Neidenburg - / - Bursz
- Burschewen, Kreis Sensburg - Prußhöfen - Burszewo
- Buttken, Kreis Oletzko/Treuburg - / - Budki
- Buttkuhnen, Kreis Goldap - Bodenhausen - Botkuny
- Buwelno, Kreis Johannisburg - Vorwerk Ublick - Buwełno
- Bystrz, Kreis Ortelsburg - Brücknersmühl - Bystrz
- Bzurren, Kreis Johannisburg - Surren - Bzury

## C
- Camerau, Kreis Neidenburg - Großmuckenhausen - Komorowo
- Canditten, Kreis Preußisch Eylau - / - Kandyty
- Charlotten, Kreis Sensburg - / - Szarłaty
- Charlottenberg, Kreis Friedland/Bartenstein - / - Klekotki
- Charlottenberg, Stadt Rastenburg - / - Wymiarki
- Charlottenhof, Kreis Angerburg - / - Dziaduszyn
- Charlottenhof, Kreis Mohrungen - / - Giślinek
- Charlottenhof, Kreis Osterode - / - Wólka Majdańska
- Charlottenhof, Kreis Preußisch Holland - / - Sakówko
- Chelchen, Kreis Lyck - Kelchendorf - Chełchy
- Chelchen (Ksp. Schareyken), Kreis Oletzko/Treuburg - Vorbergen - Chełchy
- Chelchen (Ksp. Schwentainen), Kreis Oletzko/Treuburg - Kelchen - Chełchy
- Chmielewen, Kreis Johannisburg - Talau - Chmielewo
- Chmielowken, Kreis Ortelsburg - Neumoithienen - Chmielówka
- Chorapp, Kreis Neidenburg - / - Chorab (auch: Chorap)
- Chostka, Kreis Sensburg - (ab 1930:) Walddorf - Chostka
- Choszewen, Kreis Sensburg - (ab 1936:) Hohensee - Choszczewo
- Christburg, Kreis Stuhm - Dzierzgoń
- Chroscziellen, Kreis Lyck - Kreuzfeld - Chruściele
- Chrzanowen, Kreis Lyck - (ab 1933:) Kalkofen - Chrzanowo
- Collnischken, Kreis Goldap - Burgfelde - Kolniszki
- Corpellen, Kreis Ortelsburg - (wohl ab 1928:) Korpellen - Korpele
- Czarnen, Kreis Goldap - Scharnen - Czarne
- Czarnen, Kreis Johannisburg - Herzogsdorf - Czarne
- Czarnowken, Kreis Lötzen - Grundensee - Czarnówka
- Czemna Dombrowka, Kreis Ortelsburg - Finsterdamerau - Ciemna Dąbrowska
- Czenczel, Kreis Ortelsburg - (ab 1928:) Rodefeld - Ścięciel
- Czernien, Kreis Johannisburg - (ab 1930:) Dornberg - Ciernie
- Czerwanken, Kreis Sensburg - (ab 1930:) Rotenfelde - Czerwonki
- Czerwonken, Kreis Lyck - (ab 1932:) Rotbach - Czerwonka
- Cziernien, Kreis Lyck - (ab 1929:) Dorntal - Ciernie
- Czierspienten, Kreis Johannisburg - (ab 1905:) Seehöhe - Cierzpięty
- Czierspienten, Kreis Osterode - (ab 1902:) Treuwalde - Cierzpięty
- Czierspienten, Kreis Sensburg - (ab 1906:) Zollernhöhe - Cierzpięty
- (Groß) Czymochen, Kreis Oletzko - Reuß - Cimochy
- Cziessen, Kreis Lyck - (ab 1908:) Seeheim - Cisy
- Czukten, Kreis Oletzko/Treuburg - Schuchten - Czukty
- Czyborren, Kreis Johannisburg - Steinen - Cibory
- Czybulken, Kreis Lötzen - Richtenfeld - Cybulki
- Czybulken, Kreis Lyck - / - (nicht mehr existent)
- Czychen, Kreis Oletzko/Treuburg - Bolken - Cichy
- Czynczen, Kreis Lyck - Zinschen - Czyńcze
- Czyprken, Kreis Johannisburg - (ab 1930:) Kolbitz - Czyprki
- Czyprken, Kreis Lötzen - (ab 1928:) Freiort - Czyprki

## D
- Dagutschen, Kreis Goldap - Zapfengrund - Degucie
- Damerau, Kreis Friedland/Bartenstein - / - Dąbrowa
- Damerau, Kreis Ortelsburg - / - Dąbrowa
- Damerau, Kreis Rößel - / - Dąbrowa
- Damerauwald, Kreis Rößel - / - Dębnik
- Damerauwolka, Kreis Ortelsburg - (ab 1928:) Damerau - Dąbrowa
- Daniellen, Kreis Oletzko/Treuburg - Kleinreimannswalde - Daniele
- Dannowen, Kreis Johannisburg - Siegenau - Danowo
- Dannowen, Kreis Lötzen - Dannen - Danowo
- Darethen, Kreis Allenstein - / - Dorotowo
- Darethenhof (auch: Daretenhof), Kreis Braunsberg - / - Dorotówka
- Dargels, Kreis Braunsberg - / _ Dargiele
- Daumen, Kreis Allenstein - / - Tumiany
- Davidshof, Kreis Ortelsburg - / - Jęcznik
- Dawerwalde, Kreis Gerdauen - / - Dobrzykowo
- Debrong, Kreis Allenstein - / - Dobrąg
- Dembenofen, Kreis Osterode - / - Dąb
- Dembowitz, Kreis Neidenburg - (ab 1935:) Eichenau - Dębowiec
- Dembowo, Forsthaus, Kreis Rößel - (ab 1930:) Stockhausen, Forsthaus - Dębowo
- Dembowo, Kolonie, Kreis Rößel - Diborn, Kolonie - Dębowo
- Demuth, Kreis Braunsberg - / - Demity
- Dweppen, Kreis Heilsberg - / - Dąbrówka
- Derz, Kreis Allenstein - / - Derc
- Deuthen, Kreis Allenstein - /- Dajtki
- Diebowen, Kreis Oletzko/Treuburg - Diebauen - Dybowo
- Diebowen, Kreis Sensburg - Dommelhof - Dybowo
- Dietrichsdorf, Kreis Gerdauen - / - Dzietrzychowo
- Dietrichsdorf, Kreis Neidenburg - / - Wietrzychowo
- Dietrichswalde, Kreis Allenstein - / - Gietrzwałd
- Dietrichswalde (Kirchspiel Gallingen), Kreis Friedland/Bartenstein - / - Ciemna Wola
- Dietrichswalde, Kreis Sensburg - / - Wólka
- Dimmern, Kreis Ortelsburg - / - Dymer
- Dimmernwiese, Kreis Ortelsburg - / - Łąka Dymerska
- Dittchenhöfen, Kreis Preußisch Eylau - / - Trojaczek
- Dittersdorf, Kreis Btaunsberg - / - Krzywiec
- Dittersdorf, Kreis Mohrungen - / - Wielowieś
- Dittrichsdorf, Kreis Heilsberg - / - Biała Wola
- Diwitten, Kreis Allenstein - / - Dywity
- Dixen, Kreis Preußisch Eylau - / - Deksyty
- Dlotowken, Kreis Ortelsburg - / - Nowe Dłutówko
- Dlottowen, Kreis Johannisburg - Fischborn (Ostpr.) - Dłutowo
- Dluggen, Kreis Lyck - Langenhöh - Długie
- Dlugigrund, Kreis Sensburg - (ab 1930:) Langengrund - Długi Grąd
- Dlugikont, Kreis Johannisburg - (ab 1903:) Klarheim - Długi Kąt
- Dlugochorellen, Kreis Lyck - (ab 1897:) Langsee - Długochorzele
- Dlugossen, Kreis Lyck - Langheide - Długosze
- Dlusken, Kreis Osterode - Seebude - Dłużki
- Dluszek, Kreis Neidenburg - (ab 1932:) Hartigswalde - Dłużek
- Dmussen, Kreis Johannisburg - Dimussen - Dmusy
- Doben, Kreis Angerburg - / - Doba
- Dobrowolla, Kreis Lyck - (ab 1935:) Willenheim - Dobra Wola
- Döhlau, Kreis Osterode - / - Dylewo
- Döhringen, Kreis Osterode - / - Durąg
- Döhrings, Kreis Rastenburg - / - Suliki
- Doliwen, Kreis Oletzko/Treuburg - Teichwalde - Doliwy
- Dom Frauenburg, Kreis Braunsberg - / - Frombork
- Dombehnen, Kreis Rastenburg - / - Dębiany
- Dombrowa, Kreis Ortelsburg - Neudankheim - Dąbrowa
- Dombrowen, Kreis Oletzko - Eichtal - Dobrowo
- Dombrowken (Kirchspiel Drygallen), Kreis Johannisburg - Altweiden - Dąbrówka Drygalska
- Dombrowken (Kirchspiel Eckersberg), Kreis Johannisburg - (ab 1929:) Eichendorf - Dąbrówka
- Dombrowken, Kreis Ortelsburg - / - Dąbrówka Kobułcka
- Dombrowken, Kreis Osterode - (ab 1933: Eichdamm (Ostpr.)) - Dąbrówka
- Dombrowsken, Kreis Lyck - (ab 1927:) Eichensee - Dąbrowskie
- Dombrowsken, Kreis Oletzko/Treuburg - Königsruh - Dąbrowskie
- Domkau, Kreis Osterode - / - Domkowo
- Dompendehl, Kreis Friedland/Bartenstein - / - Domarady
- Dongen, Kreis Allenstein - / - Dągi
- Dönhofstädt, Kreis Rastenburg - / - Drogosze
- Dopken, Kreis Oletzko/Treuburg - Markgrafsfelde - Dobki
- Dorotheental, Kreis Osterode - / - Zaskwierki
- Dorschen, Kreis Goldap - / - Dorsze
- Dorschen, Kreis Lyck - / - Dorsze
- Dörsen, Kreis Preußisch Eylau - / - Dzierżno
- Dowiaten, Kreis Angerburg - / - Dowiaty
- Doyen, Kreis Gerdauen - Dugen - Duje
- Drachenstein, Kreis Rastenburg - / - Smokowo
- Draglitz, Kreis Osterode - / - Dragolice
- Drausenhof, Kreis Preußisch Holland - / - Drużno
- Dreihöfen, Kreis Rastenburg - / - Trezciaki
- Drengfurth, Kreis Rastenburg - / - Srokowo
- Drengfurthshof, Kreis Rastenburg - / - Srokowski Dwór
- Drewenz, Kreis Braunsberg - / - Drwęca
- Drewsdorf, Kreis Braunsberg - / - Drewnowo
- Dröbnitz, Kreis Osterode - / - Drwęck
- Drosdowen, Kreis Johannisburg - Drosselwalde - Drozdowo
- Drosdowen, Kreis Oletzko/Treuburg - Drosten - Drozdowo
- Drygallen, Kreis Johannisburg - Drigelsdorf - Drygały
- Dubeningken, Kreis Goldap - Dubeningen - Dubeninki
- Dublienen, Kreis Rastenburg - / - Dubliny
- Dullen, Kreis Oletzko/Treuburg - / - Duły
- Dulzen, Kreis Preußisch Eylau - / - Dulsin
- Duneyken, Kreis Oletzko/Treuburg - Duneiken - Dunajek
- Duneyken (Groß Duneyken), Kreis Goldap - Duneiken - Dunajek
- Dungen, Kreis Osterode - / - Dąg
- Dunkelwalde, Kreis Osterode - / - Ciemniak
- Dupken, Kreis Johannisburg - Lindensee - Lipowskie
- Dürwangen, Kreis Rößel - / - Wola
- Duttken, Kreis Lyck - Petzkau - Dudki
- Duttken, Kreis Oletzko/Treuburg - Sargensee - Dudki
- Dworatzken, Kreis Oletzko/Treuburg - Herrendorf - Dworackie
- Dybowen (Gemeinde), Kreis Johannisburg - Diebau (Gemeinde) - Dybowo
- Dybowen (Gut), Kreis Johannisburg - Diebau (Gut) - Dybówko
- Dziadowen, Kreis Johannisburg - (ab 1905:) Königstal - Dziadowo
- Dziadtken, Kreis Johannisburg - Jagdwiesen - Dziadki
- Dziergunken, Kreis Allenstein - Kiebitzbruch - Dzierzgunka
- Dziersken, Kreis Neidenburg - (ab 1936:) Althöfen - Dzierzki
- Dzingellen, Kreis Goldap - Widmannsdorf - Dzięgele
- Dzingellen, Kreis Oletzko - Dingeln - Dzięgiele Oleckie
- Dziubiellen, Kreis Johannisburg - (ab 1904:) Zollerndorf - Dziubiele
- Dzuchen, Kreis Allenstein - Grabenau Wald - Dziuchy
- Dzwiersnia, Kreis Neidenburg - / - Dźwierznia

## E
- Eberstein, Kreis Rastenburg - / - Dzikowina
- Eckberg, Kreis Goldap - / - Janowo
- Eckersberg, Kreis Johannisburg - / - Okartowo
- Eckersdorf, Kreis Mohrungen - / - Florczaki
- Eckertsdorf, Kreis Sensburg - / - Wojnowo
- Eckschilling, Kreis Osterode - / - Szeląg
- Eduardshof, Kreis Rößel - / - Edwardowo
- Egdeln, Kreis Preußisch Eylau - / - Ejdele
- Egloffstein, Kreis Gerdauen - / - Główczyno
- Eichberg, Kreis Osterode - / - Dębowa Góra
- Eichelswalde, Kreis Sensburg - / - Świnie Oko
- Eichen, Kreis Preußisch Eylau - / - Dęby
- Eichenau, Kreis Rastenburg - / - Dąb
- Eichenbruch, Stadt Bartenstein - / - Dębówko
- Eichenort, Kreis Goldap - / - Dąbie
- Eichenstein, Kreis Allenstein - / - Dębno
- Eichenwalde, Kreis Johannisburg - / - Dębniak
- Eichhorn (bis 1916: Sczeczinken), Kreis Oletzko/Treuburg - / - Szczecinki
- Eichhorn, Kreis Preußisch Eylau - / - Wiewiórki
- Eichhorst, Kreis Johannisburg - / - Oko
- Eichthal, Kreis Ortelsburg - / - Dębówko
- Eichwerder, Kreis Neidenburg - / - Trzciano
- Elditten, Kreis Heilsberg - / - Ełdyty Wielkie
- Elgenau, Kreis Osterode - / - Elgnowo
- Elisenhof, Kreis Allenstein - / - Ostrzeszewo
- Elisenhof, Kreis Osterode - / - Dylewko
- Elisenhof, Kreis Preußisch Eylau - / - Lisiak
- Elisenhöhe, Kreis Oletzko/Treuburg - / - Siejnik
- Elisenthal, Kreis Lyck - / - Konieczki
- Elisenthal, Kreis Rastenburg - / - Niedziały
- Elmswalde, Kreis Heilsberg - / - Elmina
- Elsau, Kreis Rößel - / - Olszewnik
- Emilienthal, Stadt Liebemühl, Kreis Osterode - / - Zatoka
- Engelstein, Kreis Angerburg - / - Węgielsztyn
- Engelswalde, Kreis Braunsberg - / - Sawity
- Erben, Kreis Ortelsburg - / - Orzyny
- Erbmühle, Kreis Sensburg - / - / -
- Erdmannen, Kreis Johannisburg - / - Ciesina
- Erdmannsdorf, Kreis Rößel - / - Rozwady
- Erdmannshof, Stadt Bartenstein - / - Okopa
- Erlenhof, Kreis Rastenburg - / - Olchowo
- Ernestinenhöhe, Kreis Allenstein - / - Biedówko
- Ernstfelde, Kreis Lötzen - / - Ernstowo
- Ernsthof, Stadt Bartenstein - / - Ceglarki
- Ernsthof, Kreis Friedland/Bartenstein - / - Lipina
- Ernsthof, Kreis Gerdauen - / - Zalesie
- Ernstwalde, Kreis Preußisch Eylau - / - Zabłocie
- Erwienen, Kreis Friedland/Bartenstein - / - Jarkowo
- Eschenau, Kreis Braunsberg - / - Jesionowo
- Eschenau, Kreis Heilsberg - / - Jesionowo
- Eszergallen/Eschergallen (Ksp. Dubeningken), Kreis Goldap - Äschenbruch - Kiepojcie
- Eulenhof, Kreis Rastenburg - / - Sówka
- Eylingshöh, Stadt Liebemühl, Kreis Osterode - / - Iląg

## F
- Falentzino, Kreis Johannisburg - Valenzinnen - Falęcin
- Falkenau, Kreis Friedland/Bartenstein - / - Sokolica
- Falkenstein, Kreis Osterode - / - Zajączkowo
- Faltianken, Kreis Osterode - / - Faltyjanki
- Farienen, Kreis Ortelsburg - / - Faryny
- Faszen, Kreis Sensburg - Fasten - Faszcze
- Faulbruch, Kreis Johannisburg - / - Imionek
- Faulbruchswerder, Kreis Johannisburg - / - Czarny Róg
- Faulen, Kreis Osterode - / - Ulnowo
- Faulhöden, Kreis Lötzen - / - Fuleda
- Fauthshof, Stadt Bartenstein - / - Falczewo
- Fedorwalde-Peterhain, Kreis Sensburg - / - Osiniak-Piotrowo
- Fehlau, Kreis Braunsberg - / - Wielewo
- Fehlau, Kreis Rößel - / - Wielewo
- Felsenhof, Kreis Lyck - / - Skup
- Ferdinandsfelde, Kreis Friedland/Bartenstein - / - Gajek
- Fichtenwalde, Kreis Neidenburg - / - Drzazgi
- Figehnen, Stadt/Kreis Osterode - / - Fiugajny
- Fingatten, Kreis Rastenburg - / - Fiugaty
- Finsterdamerau, Kreis Ortelsburg - / - Ciemna Dąbrowa
- Fischbach, Kreis Rastenburg - / - Niewodnica
- Fischerhof, Kreis Ortelsburg - / - Sarnówko
- Fittigsdorf, Kreis Allenstein - / - Wójtowo
- Fiugaiken, Kreis Osterode - / - Fiugajki
- Flammberg, Kreis Ortelsburg - / - Opaleniec
- Fleming, Kreis Rößel - / - Frączki
- Flösten, Kreis Goldap - Bornberg - Włosty
- Födersdorf, Kreis Braunsberg - / - Piórkowo
- Folungen, Kreis Osterode - / - Folągi
- Forsthaus Wenden, Kreis Rastenburg - / - Niedziały
- Franken, Kreis Friedland/Bartenstein - / - Frączki
- Frankenau, Kreis Neidenburg - / - Frąknowo
- Frankenau, Kreis Rößel - / - Franknowo
- Frankenort, Kreis Angerburg - / - Jeleni Róg
- Franziskowen, Kreis Lötzen - Freihausen - Franciszkowo
- Frauendorf, Kreis Heilsberg - / - Babiak
- Frauenwalde, Kreis Heilsberg - / - Świętno
- Freihagen, Kreis Braunsberg - / - Brzostki
- Freimarkt, Kreis Heilsberg - / - Wolnica
- Freiwalde, Kreis Osterode - Lichteinen - Wólka Lichtajńska
- Freudenberg, Kreis Rastenburg - / - Radosze
- Freudenbergswalde, Kreis Rastenburg - / - Radoski Dwór
- Freudenthaler Mühle, Kreis Osterode - / - Ruda Waplewska
- Freyhof, Kreis Angerburg - / - Wola
- Freynowen, Kreis Sensburg - Freihof - Dobroszewo
- Freythen, Kreis Ortelsburg - Freithen - Siedliska
- Friedenau, Kreis Rastenburg - / - Gościeradowo
- Friedensdorf, Kreis Oletzko/Treuburg - / - Kilianki
- Friedenshof, Kreis Gerdauen - / - Wyskok
- Friedensruh, Kreis Johannisburg - / - Szkody-Kolonia
- Friedental, Kreis Angerburg - / - Suchodoły
- Friedenthal, Kreis Osterode - / - Kaczeniec
- Friedenthal, Kreis Rastenburg - / - Suchodoły
- Friedrichowen, Kreis Goldap - Friedrichau - Wrotkowo
- Friedrichsberg, Kreis Oletzko/Treuburg - / - Puchowica
- Friedrichsberg, Kreis Rastenburg - / - Wilcza Wólka
- Friedrichsberg, Kreis Sensburg - / - Witomin
- Friedrichsfelde (Ksp. Dombrowken), Kreis Darkehmen/Angerapp - Sandenfelde - Pochwałki
- Friedrichsfelde, Kreis Ortelsburg - / - Chochół
- Friedrichsheide, Kreis Heilsberg - / - Poborowo
- Friedrichsheyde, Kreis Oletzko/Treuburg - Friedrichsheide - Gajrowskie
- Friedrichshof, Kreis Gerdauen - / - Oleszka
- Friedrichshof, Kreis Goldap - / - Stachowięta, jetzt: Piastowo
- Friedrichshof, Kreis Ortelsburg - / - Rozogi
- Friedrichshof, Kreis Preußisch Eylau - / - Wierbięcin
- Friedenshöhe, Kreis Osterode - / - Owczarnia
- Friedrichstädt, Kreis Allenstein - / - Pokrzywy
- Friedrichsthal, Kreis Ortelsburg - / - Cis
- Friedrichsthal, Kreis Rastenburg - / - Podgórzyn
- Friedrichswalde, Kreis Goldap - / - Cicholaski
- Friedrichswiese, Kreis Rastenburg - / - Glinka
- Friedrikenberg, Kreis Ortelsburg - / - Byki
- Fritzchen, Kreis Osterode - / - Łącko
- Fritzendorf, Kreis Gerdauen - / - Frączkowo
- Frödau, Kreis Osterode - / - Sławkowo
- Frögenau, Kreis Osterode - / - Frygnowo
- Fröhlichen, Kreis Johannisburg - / - Myśliki
- Fröhlichswalde, Kreis Ortelsburg - / - Wesołówko
- Fuchsberg, Kreis Braunsberg - / - Lisek
- Fuchshöfen, Kreis Friedland/Bartenstein - / - Lisówka
- Fünfhuben, Kreis Rastenburg - / - Niedziałki
- Fürstenau, Kreis Preußisch Holland - / - Księżno
- Fürstenau, Kreis Rastenburg - / - Leśniewo
- Fürstenau, Kreis Rößel - / - Księżno
- Fürstenhof, Kreis Rastenburg - / - Księży Dwór
- Fürstenwalde, Kreis Ortelsburg - / - Księży Lasek
- Fürstenwalde, Kreis Rastenburg - / - Kaczory
- Fuledi, Kreis Lötzen - Faulhöden - Fuleda
- Fylitz, Kreis Neidenburg - / - Filice

## G
- Gabelwald, Kreis Braunsberg - / - Wyręby
- Gahlkeim, Kreis Friedland/Bartenstein - / - Gulkajmy
- Gajowken, Kreis Neidenburg - / - Gajówki
- Galitten, Kreis Heilsberg - / - Gajlity
- Galkowen-Nikolaihorst, Kreis Sensburg - Nickelshorst - Gałkowo
- Gallehnen, Kreis Preußisch Eylau - / - Gałajny
- Gallinden, Kreis Osterode - / - Gledy
- Ganglau, Kreis Allenstein - / - Gągławki
- Gansenstein, Kreis Angerburg - / - Brożówka
- Ganshorn (b. Gilgenburg), Kreis Osterode - / - Gąsiorowo
- Ganshorn (b. Hohenstein), Kreis Osterode - / - Gąsiorowo Olsztyneckie
- Ganthen, Kreis Sensburg - / - Gant
- Garbassen, Kreis Oletzko/Treuburg - / - Garbas Drugi
- Garben, Kreis Preußisch Eylau - / - Garby
- Garbnick, Kreis Rastenburg - / - Garbnik
- Garbnicken, Kreis Preußisch Eylau - / - Garbniki
- Gardienen, Kreis Neidenburg - / - Gardyny
- Garten, Kreis Sensburg - / - ?
- Gartenberg (bis 1909: Gortzitzen), Kreis Oletzko/Treuburg - / - Gorczyce
- Gassöwen, Kreis Angerburg - Heidenberg B - Gąsewo
- Gauden, Kreis Braunsberg - / - Gaudyny
- Gawrzialken, Kreis Ortelsburg - (ab 1928:) Wilhelmsthal - Gawrzyjałki
- Gay am Wittigwalde, Kreis Osterode - Neuhain (ab 1932) - Gaj
- Gay bei Hohenstein, Kreis Osterode - Gärtringen - Nowy Gaj
- Gayhof, Kreis Allenstein - / - Gaj
- Gayl, Kreis Braunsberg - / - Gajle
- Gaylowken, Kreis Lyck - Gailau - Gajlówka
- Gaynen, Kreis Sensburg - / - Gajne
- Gedaithen, Kreis Allenstein - / - Giedajty
- Gedauten, Kreis Braunsberg - / - Gieduty
- Gedilgen, Kreis Braunsberg - / - Giedyle
- Gehlfeld, Kreis Mohrungen - / - Białka
- Gehlweiden, Kreis Goldap - / - Galwiecie
- Gehsen, Kreis Johannisburg - / - Jeże
- Geierswalde, Kreis Osterode - / - Gierzwałd
- Geislingen, Kreis Ortelsburg - / - Gisiel
- Gelbsch, Kreis Rastenburg - / - Giełpsz
- Gelguhnen, Kreis Allenstein - / - Jełguń
- Gembalken, Kreis Angerburg - / - Gębałka
- Gembalken, Kreis Lötzen - / - Gębałki
- Gensken, Kreis Osterode - / - Gąski
- Gentken, Kreis Johannisburg - / - Giętkie
- Georgenau, Kreis Angerburg - / - Jerzykowo
- Georgenberg, Kreis Rastenburg - / - Jurki
- Georgenfelde, Kreis Rastenburg - / - Wymiary
- Georgensguth, Kreis Ortelsburg - / - Jurgi
- Georgenthal, Kreis Osterode - / - Wólka Klonowska
- Georgenthal, Kreis Sensburg - / - Urwitałt
- Gerehlischken, Kreis Goldap - Gerwalde - Gieraliszki
- Gerkiehnen, Kreis Gerdauen - / - Gierkiny
- Gerthen, Kreis Rößel - / - Kokoszewo
- Gertrudshof, Kreis Friedland/Bartenstein - / - Gierczyn
- Giballen, Kreis Osterode - / - Gibała
- Giesen, Kreis Lyck - / - Giże
- Giesen, Kreis Oletzko/Treuburg - / - Giże
- Giesewen, Kreis Sensburg - Giesenau - Gizewo
- Gilgenau, Kreis Ortelsburg - / - Elganowo
- Gilgenau, Kreis Osterode - / - Elgnówko
- Gilgenburg, Kreis Osterode - / - Dąbrówno
- Gillau, Kreis Allenstein - / - Giławy
- Gimmendorf, Kreis Neidenburg - / - Zgniłocha
- Gingen, Kreis Lyck - / - Ginie
- Gisbertshof, Kreis Sensburg - / - Godzikowo
- Gisöwen, Kreis Ortelsburg - / - Nowe Gizewo
- Glamslack, Kreis Preußisch Eylau - / - Głamsławki
- Glandau, Kreis Preußisch Eylau - / - Glądy
- Glanden, Kreis Braunsberg, - / - Glądy
- Glanden, Kreis Osterode - / - Glądy
- Glashütte, Kreis Sensburg - / - Szklarnia
- Glaubensfeld, Kreis Heilsberg - / - Gliniak
- Glaubitten, Kreis Rastenburg - / - Głowbity
- Gleisgarben, Kreis Darkehmen/Angerapp - / - Jagoczany
- Glinken, Kreis Lyck - / - Glinki
- Glinken, Kreis Neidenburg - / - Glinki
- Glittehnen, Kreis Friedland/Bartenstein - / - Glitajny
- Glittehnen, Kreis Rastenburg - / - Glitajny
- Glockstein, Kreis Rößel - / - Unikowo
- Glodowen, Kreis Johannisburg - (ab 1935:) Spirdingshöhe - Głodowo
- Glodowen, Kreis Sensburg - Hermannsruh - Głodowo
- Glognau, Kreis Sensburg - / - Głogno
- Glombowen, Kreis Lötzen - Leithof - Głąbowo
- Glommen, Kreis Friedland/Kreis Preußisch Eylau - / - Głomno
- Glomsienen, Kreis Preußisch Eylau - / - Głamsiny
- Glottau, Kreis Heilsberg - / - Głotowo
- Glowken, Kreis Goldap - Thomasfelde - Główka
- Glauch, Kreis Ortelsburg - / - Głuch
- Glubenstein, Kreis Rastenburg - / - Głobie
- Gnadenfeld, Kreis Johannisburg - / - Zakątki
- Gneist, Kreis Lötzen - / - Knis
- Gneisthöhe, Kreis Lötzen - / - Knis-Podewsie
- Gniadtken, Kreis Neidenburg - Grenzhof - Gniadki
- Godocken, Kreis Rastenburg - / - Gudziki
- Goldap, Kreis Goldap - / - Gołdap
- Goldenau, Kreis Lyck - / - Kopijki
- Goldsberg, Stadt Liebemühl, Kreis Osterode - / - Ziemaki
- Goldstein, Kreis Rastenburg - / - Kamień
- Gollingen, Kreis Sensburg - / - Goleń
- Gollubien, Kreis Goldap - Unterfelde - Golubie
- Gollubien (A/B), Kreis Lyck - Gollen - Golubie
- Gollubien Ksp. Czychen, Kreis Oletzko/Treuburg - Friedberg - Golubie Wężewskie
- Gollubien Ksp. Marggrabowa, Kreis Oletzko/Treuburg - Kalkhof - Golubki
- Gollupken, Kreis Lyck - Lübeckfelde - Golubka
- Gomtehnen, Kreis Friedland/Preußisch Eylau - / - Ganitajny
- Gonschor, Kreis Sensburg - Gonscher - Gąsior
- Gonschorowen, Kreis Ortelsburg - Lichtenstein - Gąsiorowo
- Gonsken, Kreis Oletzko/Treuburg - Herzogskirchen - Gąski
- Gonswen, Kreis Sensburg - Gansen - Gązwa
- Gorczitzen, Kreis Lyck - (ab 1928:) Deumenrode - Gorczyce
- Gordeyken, Kreis Oletzko/Treuburg - Gordeiken - Gordejki
- Görkendorf, Kreis Rößel - / - Górkowo
- Gorlen, Kreis Lyck - Aulacken - Gorło
- Görlitz, Kreis Osterode - / - Gierłoż
- Görlitz, Kreis Rastenburg - / - Gierłoż
- Gorlowken, Kreis Lyck - Gorlau - Gorłówko
- Gorrau, Kreis Neidenburg - Gorau - Górowo
- Görschen, Kreis Osterode - / - Gardejki
- Gorzekallen, Kreis Lyck - Gortzen - Gorzekały
- Gottesgnade, Kreis Heiligenbeil - / - Strzeszkowo
- Gottesgnade, Kreis Preußisch Eylau - / - Gniewkowo
- Gotthilf, Kreis Friedland/Bartenstei - / - Bożkowo
- Gottken, Kreis Allenstein - / - Godki
- Göttkendorf, Kreis Allenstein - / - Gutkowo
- Goullonshof, Kreis Johannisburg - / - Piaski
- Grabitzken, Kreis Osterode - Geierseck - Grabiczki
- Grabniak, Kreis Osterode - Ohmenhöh - Grabniak
- Grabnick, Kreis Lyck - / - Grabnik
- Grabnick, Kreis Sensburg - / - Grabnik
- Grabowen, Kreis Goldap - Arnswald - Grabowo
- Grabowen, Kreis Sensburg - Grabenhof - Grabowo
- Grabowken, Kreis Sensburg - (ab 1929:) Buchenhagen - Grabówka
- Grabowo, Kreis Allenstein - Buchental - Grabowo
- Grabowo, Kreis Neidenburg - Hasenheide - Grabowo Leśne
- Gradda, Kreis Allenstein - (ab 1930:) Ganglau, Forst - Grada
- Gradtken, Kreis Allenstein - / - Gradki
- Grallau, Kreis Neidenburg - / - Gralewo
- Grallau Bahnhof, Kreis Neidenburg - / - Gralewo-Stacja
- Grammen, Kreis Ortelsburg - / - Grom
- Grappendorf, Kreis Oletzko/Treuburg - Kleinbolken - Cicha Wólka
- Graskau, Kreis Allenstein - / - Groszkowo
- Grasnitz, Kreis Osterode - / - Grazymy
- Grauschienen (Dorf), Kreis Preußisch Eylau - / - Gruszyny
- Grauschienen (Gut), Kreis Preußisch Eylau - / - Gruszynki
- Graywen, Kreis Lötzen - Graiwen - Grajwo
- Gregersdorf, Kreis Johannisburg - / - Grzegorze
- Gregersdorf, Kreis Neidenburg - / - Grzegórzki
- Greisenau, Kreis Osterode - / - Dziadyk
- Grenzwacht, Kreis Lyck - / - Zawady-Tworki
- Griesen, Kreis Oletzko/Treuburg - / - Gryzy
- Griesgirren, Kreis Darkehmen/Angerapp - Grieswalde - Gryżewo
- Grieslack, Kreis Angerburg - / - Gryzławki
- Grieslienen, Kreis Allenstein - / - Gryźliny
- Grilskehmen, Kreis Goldap - Grilsen - Grygieliszki
- Grobka, Kreis Neidenburg - Mittenwald - Grobka
- Grodtken, Kreis Neidenburg - / - Gródki
- Grodzisken, Kreis Ortelsburg - Burggarten - Grodzisko
- Grodzisko, 1925 bis 1938: Schloßberg, Kreis Angerburg - Heidenberg - Grodzisko
- Grodzisko, Kreis Johannisburg - (ab 1932:) Burgdorf - Grodzisko
- Grommels, Kreis Friedland/Bartenstein - / - Gromki
- Gronau, Kreis Heilsberg - / - Gronowo
- Gronau, Kreis Sensburg - Grunau - Gronowo
- Gronden, Kreis Angerburg - / - Grądy Węgorzewskie
- Gronden, Kreis Johannisburg - Grunden - Grądy
- Gronden, Kreis Ortelsburg - / - Grądy
- Grondzken, Kreis Lötzen - Funken - Grądzkie
- Gronitten, Kreis Allenstein - / - Gronity
- Gronsken, Kreis Lyck - Steinkendorf - Grądzkie Ełckie
- Groschken, Kreis Osterode - / - Groszki
- Groß Altendorf, Kreis Rastenburg - / - Starynia
- Groß Altenhagen, Kreis Osterode - / - Majdany Wielkie
- Groß Bajohren, Kreis Gerdauen - Großblankenfelde - Bajory Wielkie
- Groß Bartelsdorf, Kreis Allenstein - / - Bartołty Wielkie
- Groß Bertung, Kreis Allenstein - (ab 1928:) Bertung - Bartąg
- Groß Blaustein (Dorf), Kreis Rastenburg - / - Dolny Siniec
- Groß Blaustein (Gut), Kreis Rastenburg - / - Siniec
- Groß Bloßkeim, Kreis Rastenburg - / - Błuskajmy Wielkie
- Groß Bludszen/Bludschen - Forsthausen - Bludzie Wielkie
- Groß Blumenau, Kreis Ortelsburg - / - Kwiatuszki Wielkie
- Groß Bogslack, Kreis Rastenburg - / - Bogusławki
- Groß Borken, Kreis Ortelsburg - / - Borki Wielkie
- Groß Bössau, Kreis Rößel - Groß Bößau - Biesowo
- Groß Brzosken, Kreis Johannisburg -  (ab 1932:) Birkenberg - Brzózki Wielkie
- Groß Buchwalde, Kreis Allenstein - / - Bukwałd
- Groß Budschen, Kreis Angerburg - / - Budzewo
- Groß Cronau, Kreis Allenstein - (ab 1929:) Cronau - Kronowo
- Groß Damerau, Kreis Allenstein - / - Dąbrówka Wielka
- Groß Eschenort, Kreis Angerburg - / - Jasieniec
- Groß Gablick, Kreis Lötzen - / - Gawliki Wielkie
- Groß Gardienen, Kreis Neidenburg - / - Gardyny
- Groß Gehlfeld, Kreis Osterode - / - Gil Wielki
- Groß Gemmern, Kreis Allenstein - / - Gamerki Wielkie
- Groß Gonschorowen, Kreis Oletzko/Treuburg - Klinken - Gąsiorowo
- Groß Grabowen, Kreis Neidenburg - Großeppingen - Grabowo
- Groß Grieben, Kreis Osterode - Grieben - Grzybiny
- Groß Gröben, Kreis Osterode - (ab 1928:) Gröben - Grabin
- Groß Grünheide, Kreis Braunsberg - / - Lejławki Wielkie
- Groß Guja, Kreis Angerburg - / - Guja
- Groß Jagodnen, Kreis Lötzen - Großkrösten - Jagodne Wielkie
- Groß Jahnen, Kreis Goldap - / - Jany
- Groß Jauer, Kreis Lötzen - / - Jora Wielka
- Groß Jerutten, Kreis Ortelsburg - / - Jeruty
- Groß Jesziorken, Kreis Goldap - ab 1930: Schöntal - Jeziorki Wielkie
- Groß Jodupp, Kreis Goldap - Holzeck - Czarnowo Wielkie
- Groß Kamionken, Kreis Sensburg - Großsteinfelde - Kamionka Wielka (nicht mehr existent)
- Groß Karnitten, Kreis Mohrungen - Karnitten - Karnity
- Groß Kärthen, Kreis Friedland/Bartenstein - / - Kiertyny Wielkie
- Groß Kemlack, Kreis Rastenburg - / - Kiemławki Wielkie
- Groß Kessel, Kreis Johannisburg - / - Kocioł
- Groß Kirsteinsdorf, Kreis Osterode - / - Kiersztanowo
- Groß Klaussitten, Kreis Heilsberg - / - Kłusity Wielkie
- Groß Kleeberg, Kreis Allenstein - / - Klebark Wielki
- Groß Konopken, Kreis Lötzen - Hanffen - Konopki Wielkie
- Groß Korpen, Kreis Braunsberg - / - Kierpajny Wielkie
- Groß Kosarken-Dönhoffstädt, Kreis Sensburg - Köhlersgut - Kozarek Wielki
- Groß Kosarken-Wehlack, Kreis Sensburg - Köhlershof - Kozarek Mały
- Groß Koschlau, Kreis Neidenburg - Koschlau - Koszelewy
- Groß Köskeim, Kreis Rastenburg - / - Kaskajmy
- Groß Koslau, Kreis Neidenburg - Großkosel - Kozłowo
- Groß Kosuchen, Kreis Lötzen - Allenbruch - Kożuchy Wielkie
- Groß Langwalde, Kreis Rastenburg - / - Dłużec Wielki
- Groß Lasken, Kreis Lyck - / - Laski Wielkie
- Groß Lauben, Kreis Osterode - / - Lubian
- Groß Lattana, Kreis Ortelsburg - Großheidenau - Łatana Wielka
- Groß Lehwalde, Kreis Osterode - / - Lewałd Wielki
- Groß Lemkendorf, Kreis Allenstein - / - Lamkowo
- Groß Lenkuk, Kreis Angerburg - / - Łękuk Wielki
- Groß Lensk, Kreis Neidenburg - / - Wielki Łęck
- (Groß) Lepacken, Kreis Lyck - Ramecksfelde - Lepaki Wielkie
- Groß Leschienen, Kreis Ortelsburg - / - Lesiny Wielkie
- Groß Leschno, Kreis Allenstein - Leschnau (Dorf) - Leszno
- Groß Malinowken, Kreis Lyck - Großschmieden - Malinówka Wielka
- Groß Maransen, Kreis Osterode - / - Maróz
- Groß Maraunen, Kreis Allenstein - / - Maruny
- Groß Maulen, Kreis Braunsberg - / - Muły
- Groß Medunischken, Kreis Darkehmen/Angerapp - Großmedien - Mieduniszki Wielkie
- Groß Mönsdorf, Kreis Rößel - / - Mnichowo
- Groß Mrosen, Kreis Lyck - (ab 1929:) Mrossen, (ab 1938:) Schönhorst - Mrozy Wielkie
- Groß Nappern, Kreis Osterode - / - Naprom
- Groß Nattatsch, Kreis Neidenburg - Großseedorf - Natać Wielka
- Groß Neuhof, Kreis Rastenburg - / - Biedaszki
- Groß Notisten, Kreis Lötzen - / - Notyst Wielki
- Groß Olschau, 1935–1938: Olschau, Kreis Neidenburg - Struben - Olszewo
- Groß Ottern, Kreis Rößel - (ab 1928:) Ottern - Otry
- Groß Parleese, Kreis Rößel - / - Parleza Wielka
- Groß Pasken, Kreis Johannisburg - Abbau Königstal - Paski Wielkie
- Groß Peisten, Kreis Preußisch Eylau - Peisten - Piasty Wielkie
- Groß Pillacken, Kreis Angerburg - seit 1923: Steinwalde - Piłaki Wielkie
- Groß Piwnitz, Kreis Ortelsburg - Großalbrechtsort - Piwnice Wielkie
- Groß Pogorzellen, Kreis Johannisburg - (ab 1907:) (Groß) Brennen - Pogorzel Wielka
- Groß Poninken, Kreis Friedland/Bartenstein - / - Poniki
- Groß Pötzdorf, Kreis Osterode - / - Pacółtowo
- Groß Przellenk, Kreis Neidenburg - / - Przełęk
- Groß Przesdzienk, Kreis Ortelsburg - (ab 1900:) Groß Dankheim - Przeździęk Wielki
- Groß Purden, Kreis Allenstein - / - Purda
- Groß Ramsau, Kreis Allenstein - (ab 1928:) Ramsau - Ramsowo
- Groß Rauschken, Kreis Ortelsburg - / - Rusek Wielki
- Groß Rautenberg, Kreis Braunsberg - / - Wielkie Wierzno
- Groß Retzken, Kreis Oletzko/Treuburg - / - Raczki Wielkie
- Groß Rogallen, Kreis Johannisburg - / - Rogale Wielkie
- Groß Rosinsko, Kreis Goldap - Großfreiendorf - Rożyńsk Wielki
- Groß Rosinsko, Kreis Johannisburg - Großrosen - Rożyńsk Wielki
- Groß Sackautschen, Kreis Angerburg - Großsackau - Zakałcze Wielkie
- Groß Sakrau, Kreis Neidenburg - / - Zakrzewo
- Groß Schatten, Kreis Rastenburg - / - Szaty Wielkie
- Groß Schiemanen, Kreis Ortelsburg - / - Szymany
- Groß Schläfken, Kreis Neidenburg - / - Sławka Wielka
- Groß Schmückwalde, Kreis Osterode - Schmückwalde - Smykowo
- Groß Schöndamerau, Kreis Ortelsburg - / - Trelkowo
- Groß Schrankheim, Kreis Rastenburg - ab 1928: Schrankheim - Sajna Wielka
- Groß Schwansfeld, Kreis Friedland/Bartenstein - / - Łabędnik
- Groß Schwaraunen, Kreis Friedland/Bartenstein - / - Szwaruny
- Groß Schweykowen, Kreis Johannisburg - Scharnhorst - Szwejkowo
- Groß Schwignainen, Kreis Sensburg - / - Śwignajno Wielkie
- Groß Sobrost, Kreis Darkehmen/Angerburg - / - Zabrost Wielki
- Groß Söllen, Kreis Friedland/Bartenstein - Söllen - Szylina Wielka
- Groß Sonnenburg, Kreis Friedland/Bartenstein - / - Drawa
- Groß Spalienen, Kreis Ortelsburg - Neuwiesen - Spaliny Wielkie
- Groß Stamm, Kreis Sensburg - / - Stama
- Groß Steegen, Kreis Preußisch Eylau - / - Stega Wielka
- Groß Steinort, Kreis Angerburg - ab 1928: Steinort - Sztynort
- Groß Steinort, Kreis Elbing - / - Kamionek Wielki
- Groß Strengeln, Kreis Angerburg - / - Stręgiel
- Groß Stürlack, Kreis Lötzen - / - Sterławki Wielkie
- Groß Sunkeln, Kreis Angerburg - / - Sąkieły Wielkie
- Groß Tauersee, Kreis Neidenburg - / - Turza Wielka
- Groß Trinkhaus, Kreis Allenstein - / - Trękus
- Groß Tromp, Kreis Braunsberg - / - Trąby
- Groß Werder, Kreis Osterode - / - Ostrów Wielki
- Groß Wessolowen, Kreis Angerburg - Raudensee - Wesołowo
- Groß Winkeldorf, Kreis Rastenburg - / - Wiklewo
- Groß Wolka, Kreis Rößel - Großwolken - Wólka Wielka
- Groß Wolla, Kreis Preußisch Eylau - Großwallhof - Wola
- Groß Wronken, Kreis Goldap - Winterberg - Wronki Wielkie
- Groß Wronnen, Kreis Lötzen - Großwarnau - Wrony
- Groß Zechen, Kreis Johannisburg - / - Szczechy Wielkie
- Groß Zwalinnen (1932–1938: Zwalinnen), Kreis Johannisburg - Schwallen - Cwaliny
- Großendorf, Kreis Heilsberg, Dorf, Ostpreußen: Wielochowo
- Großendorf, Kreis Heilsberg, Forst, Ostpreußen: Jagodów
- Grudshöfchen, Kreis Friedland/Bartenstein  - / - Gruda
- Gruhsen, Kreis Johannisburg - / - Gruzy
- Grunau, Kreis Heiligenbeil - / - Gronowo
- Grunau, Kreis Sensburg - / - Gronowo
- Grunau, Waldhaus/Forsthaus, Kreis Sensburg - / - Gronowo
- Grünau, Kreis Allenstein - / Zielonowo
- Grünberg, Kreis Allenstein - / - Zielona Górka
- Grunden, Kreis Angerburg - / - Grądy Kruklaneckie
- Grundhof, Kreis Braunsberg - / - Grądek
- Grundmühle, Kreis Friedland/Bartenstein - / - Grąd
- Grundmühle, Kreis Preußisch Eylau - / - Grądowy Młyn
- Grundmühle, Kreis Preußisch Holland - / - Grądowy Młyn
- Gruneyken, Kreis Darkehmen/Angerapp - Gruneiken - Grunajki
- Grüneberg, Kreis Johannisburg - / - Matyszczyki
- Grüneberg, Kreis Oletzko/Treuburg - / - Zielonówek
- Grüneberge, Kreis Ortelsburg - / - Leśny Dwór
- Grünfelde, Kreis Osterode - / - Grunwald
- Grünfließ, Kreis Neidenburg - / - Napiwoda
- Grunenberg, Kreis Braunsberg - / - Gronkowo
- Grünheide, Kreis Allenstein - / - Zielonka
- Grünheide, Kreis Johannisburg - / - Kulik
- Grünheide, Kreis Sensburg - / - Zielony Lasek
- Grünheyde (Dorf), Kreis Oletzko/Treuburg - Grünheide - Jelonek
- Grünheyde (Forst), Kreis Oletzko/Treuburg - Grünheide - Jelonek
- Grünhof, Kreis Gerdauen - / - Gaj
- Grünhof, Stadt Lötzen - / - Gajewo
- Grünhof, Kreis Ortelsburg - / - Dąbrowa
- Grünhof, Kreis Rößel - / - Zieleńce
- Grünhof, Kreis Sensburg - / - Leśny Dwór
- Grünhöfchen, Kreis Angerburg - / - Zbytki (nicht mehr existent)
- Grünhöfchen, Kreis Preußisch Eylau - / - Grądzik
- Grünort, Kreis Osterode - / - Lubień
- Grünthal, Kreis Lyck - / - Kolonia Ogródek
- Grünthal, Kreis Rastenburg - / - Bocian
- Grünwalde, Kreis Angerburg - / - Zielony Lasek
- Grünwalde, Kreis Lötzen - / - Zielony Lasek
- Grünwalde, Kreis Ortelsburg - / - Kolonia
- Grünwalde, Kreis Preußisch Eylau - / - Zielenica
- Grützau, Kreis Rastenburg - / - Gnojewo
- Grzybowen, Kreis Lötzen - (ab 1929:) Birkensee - Grzybowo
- Gubitten, Kreis Mohrungen - / - Gubity
- Gudnick, Kreis Mohrungen - / - Gudniki
- Gudnick, Kreis Rastenburg - / - Gudniki
- Guhsen, Kreis Oletzko/Treuburg - / - Guzy
- Gunten, Kreis Preußisch Eylau - / - Guntkajmy
- Güntlau, Kreis Osterode - / - Giętlewo
- Gurkeln, Kreis Sensburg - / - Górkło
- Gurnen, Kreis Goldap - Górne
- Gurra, Kreis Johannisburg - Gebürge - Góra
- Gurren, Kreis Angerburg - / - Góry
- Gursken, Kreis Johannisburg - / - Gorskie
- Gusenofen, Kreis Osterode - / - Guzowy Piec
- Gusken, Kreis Johannisburg - / - Guzki
- Gusken, Kreis Lyck - / - Guzki
- Guszianka, Kreis Sensburg - Guschienen - Guzianka
- Gut Eichental, Kreis Johannisburg - / - Kaliszki
- Gut Kobilinnen, Kreis Lyck - / - PGR Kobylin
- Gutfeld (bis 1877: Dobrzienen), Kreis Neidenburg - / - Dobrzyń
- Gutten, Kreis Lötzen - / - Guty
- Gutten, Kreis Oletzko/Treuburg - / - Guty
- Gutten, Kirchspiel Eckersberg (Gutten E), Kreis Johannisburg - Seegutten - Nowe Guty
- Gutten, Kirchspiel Johannisburg (Gutten J), Kreis Johannisburg - / - Stare Guty
- Gutten, Kirchspiel Rosinsko (Gutten R), Kreis Johannisburg - Reitzenstein - Guty Rożyńskie
- Guttenfeld, Kreis Preußisch Eylau - / - Dobrzynka
- Guttenwalde, Kreis Sensburg - / - Dobry Lasek
- Gut Wilkassen, Kreis Lötzen - Gut Wolfsee - Wilkaski

## H
- Haarszen, Kreis Angerburg - (ab 1936:) Haarschen / - Harsz
- Haasenberg, Kreis Ortelsburg - / - Labuszewo
- Haasenberg, Kreis Osterode - / - Zajączki
- Habichtsberg, Kreis Neidenburg - / - Jastrzębiec
- Hagenhorst, Kreis Angerburg - / - Jurkówko
- Halbendorf, Kreis Preußisch Eylau - / - Półwiosek
- Hamerudau, Kreis Ortelsburg - / - Rudka
- Hansburg, Kreis Neidenburg - / - Janowo
- Hanshagen, Kreis Preußisch Eyla - / _ Janikowo
- Hartels, Kreis Rastenburg - / - Dzierżążnik
- Haschnen, Kreis Oletzko - / - Zamoscie
- Hasenheide, Kreis Lyck - / - Kosewo
- Hasselbusch, Kreis Preußisch Holland - / - Leszczyna
- Hausberg, Kreis Heilsberg/Stadt Guttstadt - / - Chałupki
- Hedwigshöhe, Kreis Osterode - / - Klonówko
- Heering, Kreis Ortelsburg - / - Śledzie
- Heeselicht, Kreis Osterode - / - Leszcz
- Hegelingen, Kreis Goldap - / - Pogorzel
- Heide, Kreis Rößel - / - Boreczek
- Heidemühl, Kreis Osterode - / - Młyn Borowy
- Heidemühle (Heydemühle), Kreis Neidenburg - / - Borowy Młyn
- Heiligelinde, Kreis Rastenburg - / - Święta Lipka
- Heiligenfelde, Kreis Heilsberg - / - Świętnik
- Heiligenstein, Kreis Gerdauen - / - Święty Kamień
- Heiligenthal, Kreis Heilsberg - / - Świątki
- Heinrichau, Kreis Osterode - / - Jędrychowo
- Heinrichsbruch, Kreis Preußisch Eylau - / - Szklarnia
- Heinrichsdorf, Kreis Braunsberg - / - Jędrychowo
- Heinrichsdorf, Kreis Osterode - / - Gębiny
- Heinrichsdorf, Kreis Rößel - / - Wojkowo
- Heinrichshöfen, Kreis Rastenburg - / - Gromki
- Heinrichshöfen, Kreis Sensburg - / - Jędrychowo
- Heinrichshöhe, Kreis Sensburg - / - Tyszkowo
- Heinrichssorge, Kreis Rastenburg - / - Henrykowo
- Heinrichssorge, Kreis Sensburg - / - Gniewkowo
- Heinriettenhof, Kreis Rastenburg - / - Wygoda
- Heinrikau, Kreis Braunsberg - / - Henrykowo
- Heistern, Kreis Braunsberg - / - Kajnity
- Helmahnen, Kreis Lyck - Hellmahnen - Helmany
- Henriettenfeld, Kreis Gerdauen - / - Sławosze
- Henriettenhof, Kreis Osterode - / - Szafranki
- Henriettenhof, Kreis Rastenburg - / - Chmielnik
- Herbsthausen A, Kreis Angerburg - / - Zawady
- Herbsthausen B, Kreis Angerburg - / - Mieczkówka
- Herbsthausen C, Kreis Angerburg - / - Budziska
- Hermanawolla, Kreis Lötzen - (ab 1929:) Hermannshorst - Hermanowa Wola
- Hermannsdorf, Kreis Braunsberg - / - Glinka
- Hermenhagen, Kreis Friedland/Bartenstein - / - Osieka
- Hermsdorf, Kreis Allenstein - / - Cegłowo
- Heybutten, Kreis Lötzen - / - Hejbuty
- Heydik, Kreis Johannisburg - Heidig - Hejdyk
- Heydtwalde, Kreis Angerburg - / - Budziska Leśne
- Hilff, Kreis Friedland/Bartenstein - / - Gile
- Hinter Lippa, Kreis Johannisburg - Hinter Oppendorf - Lipa Tylna
- Hinter Pogobien, Kreis Johannisburg - (ab 1933:) Hirschwalde - Pogobie Tylne
- Hinterdamerau, Kreis Ortelsburg - / - Dąbrowa Nadjezierna
- Hinzbruch, Kreis Osterode - / - Strzałkowo
- Hirschberg, Kreis Allenstein - / - Jedzbark
- Hirschberg, Kreis Osterode - / - Idzbark
- Hirschberg-Mühle, Kreis Osterode - / - Idzbarski Młyn
- Hirschfeld, Kreis Braunsberg - / - Jeleniowo
- Hochberg, Kreis Rastenburg - / - Wysoka Góra
- Hochwalde, Kreis Allenstein - / - Ługwałd
- Hogendorf, Kreis Braunsberg - / - Wysoka Braniewska
- Hohenbrück, Kreis Darkehmen/Angerapp - / - Skup
- Hohendorf, Kreis Neidenburg - / - Wysoka
- Hohenfeld, Kreis Heilsberg - / - Wysokie
- Holstein, Kreis Osterode - / - Kamieńczyk
- Honigbaum, Kreis Friedland/Bartenstein - / - Miedna
- Honigswalde, Kreis Allenstein - / - Miodówko
- Hoofe, Kreis Preußisch Eylau - / - Dwórzno
- Hopfental, Kreis Angerburg - / - Chmielewo
- Hoppendorf, Kreis Preußisch Eylau - / - Grotowo
- Hornsberg, Kreis Osterode - / - Rogowo
- Horst, Kreis Friedland/Bartenstein - / - Kierz
- Horst, Kreis Osterode - / - Wyżnice
- Huntenberg, Kreis Braunsberg - / - Podgórze

## I
- Illowo, Kreis Neidenburg - / - I) Iłowo-Osada, II) Iłowo-Wieś
- Ilmonie, Kreis Sensburg - Allmoyen - Jelmun
- Inulzen, Kreis Sensburg - Neufasten - Inulec
- Isnothen, Kreis Sensburg - / - Iznota
- Ittowen, Kreis Neidenburg - (ab 1927:) Gittau - Witowo
- Ittowken, Kreis Neidenburg - Ittau - Witówko
- Ivenhof, Kreis Rastenburg - / - Leśny Rów
- Iwanowen, Kreis Sensburg - (Schlößchen) - Iwanowo
- Iwaschken, Kreis Lyck - Hansbruch - Iwaśki

## J
- Jablon, Kreis Johannisburg - Wasserborn - Jabłoń
- Jablonken, Kreis Neidenburg - Seehag - Jabłonka
- Jablonken, Kreis Ortelsburg - Wildenau - Jabłonka
- Jablonken, Kreis Osterode - / - Jabłonka
- Jablonowo, Kreis Osterode - Dreililien - Jabłonowo
- Jacubowo, Kreis Osterode - Wellhausen - Jakubowo
- Jadden, Kreis Allenstein - / - Gady
- Jägersdorf, Kreis Neidenburg - / - Jagarzewo
- Jägerswalde, Kreis Sensburg - / - Rosocha
- Jaggeln, Kreis Darkehmen/Angerapp - Kleinzedmar - Jagiele
- Jagielleck, Kreis Osterode - Forsthaus Hohenstein - Jagiełek
- Jäglack, Kreis Rastenburg - / - Jegławki
- Jagotschen, Kreis Darkehmen/Angerapp - / Gleisgarben - Jagoczany
- Jakobsberg, Stadt Allenstein - / - Jakubowo
- Jakobsdorf, Kreis Sensburg - / - Jakubowo
- Jakobswalde, Kreis Ortelsburg - / - Jakubowy Borek
- Jakubben, Kreis Johannisburg - / - Jakuby
- Jakubowiborek, Kreis Ortelsburg - Jakobswalde - Jakubowy Borek
- Jakunowen, Kreis Angerburg - (ab 1929:) Angertal - Jakunowo
- Jakunowken, Kreis Angerburg - Jakunen - Jakunówko
- Jakunowkenberg, Kreis Angerburg - Jakunenberg - Jakunowska Góra
- Jankendorf, Kreis Preußisch Holland - / - Jankowo
- Jankendorf, Kreis Rastenburg - / - Jankowo
- Jankenwalde, Kreis Rastenburg - / - Jankowice
- Jankowen, Kreis Ortelsburg - Wildenort - Jankowo
- Jankowitz, Kreis Osterode - Sassendorf (Ostpr.) - Jankowice
- Janowen, Kreis Sensburg - Heinrichsdorf - Janowo
- Januschkau, Kreis Osterode - Osterschau - Januszkowo
- Jaschken, Kreis Oletzko/Treuburg - Jesken - Jaśki
- Jaschkowen, Kreis Johannisburg - Reiherswalde - Jaśkowo
- Jawer, Kreis Lötzen - Groß Jauer + Klein Jauer - Jora Wielka + Jora Mala
- Jeblonsken, Kreis Goldap - Urbansdorf - Jabłońskie
- Jebrammen, Kreis Johannisburg - Bachort - Jebramki
- Jedamken, Kreis Lötzen - Stenzeln - Jedamki
- Jedwabno, Kreis Neidenburg - Gedwangen - Jedwabno
- Jeglinnen, Kreis Johannisburg - Wagenau - Jeglin
- Jegodnen, Kreis Johannisburg - Balkfelde - Jagodne
- Jegothen, Kreis Heilsberg - / - Jagoty
- Jelittken, Kreis Oletzko/Treuburg - Gelitten - Jelitki
- Jellinowen, Kreis Ortelsburg - Gellen (Ostpr.) - Jeleniowo
- Jenczik, Kreis Ortelsburg - Davidshof - Jecznik
- Jendreyken, Kreis Lyck - Andreken - Jędrzejki
- Jeromin, Kreis Ortelsburg - / - Jerominy
- Jeruttki, Kreis Ortelsburg - Klein Jerutten - Jerutki
- Jeschen, Kreis Johannisburg - Gehsen - Jeze
- Jeschonowitz, Kreis Ortelsburg - (ab 1930:) Eschenwalde - Jesionowiec
- Jesziorken, Kreis Lötzen - Preußenburg - Jeziorko
- Jesziorken, Kreis Goldap - Schöntal - Jeziorki Wielkie
- Jesziorowsken, Kreis Angerburg - (ab 1927:) Seehausen - Jeziorowskie
- Jesziorowsken, Kreis Lyck - (ab 1926:) Seedorf - Jeziorowskie
- Joachimowen, Kreis Sensburg - Joachimshuben - Joachimowo
- Jodupp, Kreis Goldap - Holzeck - Czarnowo Wielkie
- Johanneshof, Kreis Angerburg - / - Janówko
- Johannisberg, Kreis Goldap - / - Janowo
- Johannisberg, Kreis Lyck - / - Janisze
- Johannisberg, Kreis Osterode - / - Janowo
- Johannisberg, Kreis Rößel, Stadt Bischofsburg: Januszewo
- Johannisberg, Kreis Rößel, Stadt Seeburg - / -  Januszewko
- Johannisburg  - / - Pisz
- Johannishof, Kreis Braunsberg - / - Janowo
- Johannisruhe, Kreis Rößel - / - Janowiec
- Johannisthal, Kreis Ortelsburg - / - Janowo
- Johannisthal, Kreis Sensburg - / - Janiszewo
- Jomendorf, Kreis Allenstein - / - Jaroty (Olsztyn) und Jaroty (Stawiguda)
- Jonasdorf, Kreis Osterode - / - Jankowiec
- Jonkendorf, Kreis Allenstein - / - Jonkowo
- Jörkischken, Kreis Goldap - Jarkental - Jurkiszki
- Jorkowen, Kreis Angerburg - Jorken - Jurkowo
- Josephsau, Kreis Braunsberg - / - Józefowo
- Josephshof, Kreis Rößel - / - Józefowo
- Jucha, Kreis Lyck - Fließdorf - Stare Juchy
- Juckneitschen, Kreis Goldap - Steinhagen - Juchnajcie
- Juden, Kreis Preußisch Holland - (ab 1936:) Buchental - Czarna Góra
- Juditten, Kreis Friedland/Bartenstein - / - Judyty
- Judzicken, Kreis Lyck - Gutenborn - Judziki
- Judzicken, Kreis Oletzko/Treuburg - (ab 1929:) Wiesenhöhe - Judziki
- Jugendfelde, Kreis Osterode - / - Smolanek
- Julienfelde, Kreis Ortelsburg   - / - Julianowo
- Julienhof, Kreis Oletzko/Treuburg - / - Gościrady
- Julienhof, Kreis Ortelsburg - / - Julkowo
- Julienhof, Kreis Osterode - / - Juńcza
- Julienhöh, Kreis Osterode - / - Podlesie
- Julienhöhe, Kreis Braunsberg - / - Biała Góra
- Julienthal, Kreis Sensburg - / - Lelek
- Junien, Kreis Lötzen - Kleinbalzhöfen - Junie
- Jurgasdorf, Kreis Johannisburg - / - Zaskwierki
- Jurgutschen, Kreis Angerburg - Jürgenshof - Jurgucie
- Jurken, Kreis Oletzko/Treuburg - Jürgen - Jurki
- Justusberg, Kreis Lötzen - / - Siejkowo

## K
- Kabienen, Kreis Rößel - / - Kabiny
- Kadicki, Kreis Neidenburg - Klein Sakrau, Abbau - Kadyki
- Kadzidlowen, Kreis Sensburg - Einsiedeln - Kadzidłowo
- Kahlberg, Kreis Rößel - / - Łysek
- Kahlborn, Kreis Osterode - / - Kalbornia
- Kainen, Kreis Allenstein - / - Kajny
- Kälberhaus, Kreis Braunsberg - / - Cielętnik
- Kalborno, Kreis Allenstein - ab 1934: Kalborn - Kaborno
- Kaletka, Kreis Allenstein - / - Kaletka
- Kalkowen, Kreis Goldap - Kalkau - Kalkowo
- Kalkstein, Kreis Heilsberg - / - Wapnik
- Kallenczin, Kreis Ortelsburg - Kallenau - Kałęczyn
- Kallenczynnen, Kreis Lyck - Lenzendorf - Kałęczyny
- Kallenzinnen, Kreis Johannisburg - Dreifelde - Kałęczyn
- Kallinowen, Kreis Lötzen - / - Kalinowo
- Kallinowen, Kreis Lyck - Dreimühlen - Kalinowo
- Kallischken, Kreis Johannisburg - Flockau - Kaliszki
- Kallnischken, Kreis Goldap - Kunzmannsrode - Kalniszki
- Kaltenborn, Kreis Neidenburg - / - Zimna Woda
- Kaltfließ, Kreis Allenstein - / - Żurawno
- Kaltfließmühle, Kreis Allenstein - / - Młyn Żurawno
- Kalthof, Kreris Preußisch Holland - / - Rydzówka
- Kaltken, Kreis Lyck - Kalthagen - Kałtki
- Kaltwangen, Kreis Rastenburg - / - Kałwągi
- Kalwa, Kreis Osterode - Kleintal - Kalwa
- Kamien, Kreis Sensburg - Keilern - Kamień
- Kaminsken, Kreis Johannisburg - Erlichshausen - Kamieńskie
- Kaminskiruh, Kreis Allenstein - / - Kamieńsko
- Kamionken, Kreis Goldap - Eichicht - Kamionki
- Kamionken, Kreis Lötzen - (ab 1928:) Steintal - Kamionki
- Kamionken, Kreis Sensburg - Steinhof - Kamionka
- Kamionken, Kreis Neidenburg - Steinau - Kamionka
- Kämmersdorf, Kreis Neidenburg - / - Komorniki
- Kämmersdorf, Kreis Osterode - / - Komorowo
- Kampen, Kreis Lötzen - / - Kąp
- Kamplack, Kreis Rastenburg - / - Kąpławki
- Kandien, Kreis Neidenburg - / - Kanigowo
- Kanditten, Kreis Preußisch Eylau - / - Kandyty
- Kannwiesen, Kreis Ortelsburg - / - Chwalibogi
- Kanoten, Kreis Gerdauen - / - Kanoty
- Kanthen (Dorf), Kreis Preußisch Holland - / - Kąty
- Kanthen (Geneigte Ebene), Kreis Preußisch Holland - / - Kąty (Osada)
- Kaplitainen, Kreis Allenstein - / - Kaplityny
- Karben, Kreis Braunsberg - / - Karbowo
- Karbowsken, Kreis Lyck - Siegersfeld - Karbowskie
- Karlberg, Kreis Allenstein - / - Wojtkowizna
- Karlewen, Kreis Lyck - Karlshöfen - Grabnik (Osada)dzica
- Karlsberg, Kreis Angerburg - / - Sapieniec
- Karlsberg, Stadt Rastenburg - / - Suchodębie
- Karlsfelde, Kreis Angerburg - / - Radziszewo
- Karlsfelde, Kreis Friedland/Bartenstein - / - Karolewo
- Karlshof, Kreis Angerburg - / - Droglewo
- Karlshof, Kreis Neidenburg - Kleinkarlshof - Wysokie
- Karlshof, Stadt Bartenstein, Kreis Friedland/Bartenstein - / - Karolewka
- Karlshof, Stadt Liebemühl, Kreis Osterode - / - Wydmuch
- Karlshof, Stadt Wormditt, Kreis Braunsberg - / - Biały Dwór
- Karlshöh, Kreis Angerburg - / - Sobin
- Karlshöhe, Kreis Neidenburg - / - Rozdroże
- Karlshorst, Kreis Sensburg - / - Pszczółki
- Karlsrode, Kreis Osterode - / - Świętajńska Karczma
- Karlswalde, Kreis Angerburg - / - Karłowo
- Karolinenhof, Kreis Allenstein - / - Rejczuchy
- Karolinenhof, Kreis Friedland/Preußisch Eylau - / - Karolewko
- Karolinenhof, Kreis Osterode - / - Wólka Durąska
- Karpa, Kreis Johannisburg - Karpen - Karpa
- Karschau, Kreis Braunsberg - / - Karszewo
- Karschau, Kreis Rastenburg - / - Karszewo
- Karwen, Kreis Sensburg - / - Karwie
- Karwik, Kreis Johannisburg - / - Karwik
- Kaschaunen, Kreis Braunsberg - / - Kaszuny
- Kaspersguth, Kreis Ortelsburg - / - Kaspry
- Katharinenhof, Kreis Goldap - / - Zawiszyn
- Katharinenhof, Kreis Osterode - / - Zabłocie
- Katrinowen, Kreis Lyck - Katrinfelde - Katarzynowo
- Kattkeim, Kreis Rastenburg - / - Katkajmy
- Kattlack, Kreis Preußisch Eylau - / - Katławki
- Kattmedien, Kreis Rößel - / - Kocibórz
- Kattreinen, Kreis Rößel - / - Kojtryny
- Katzen, Kreis Heilsberg - / - Kotowo
- Katzendorf, Kreis Mohrungen - / - Kotkowo
- Katzenzagel, Kreis Braunsberg - / - Kocia Kępa
- Kaulbruch, Kreis Osterode - / - Zapieka
- Kayling, Kreis Heiligenbeil - / - Kalina
- Keegels, Kreis Preußisch Eylau - / - Stożek
- Kegelsmühle, Kreis Preußisch Eylau - / - Stożecki Młyn
- Kehlen, Kreis Angerburg - / - Kal
- Kehlerwald, Kreis Angerburg - / - Kalskie Nowiny
- Kehlerwiese, Kreis Angerburg - / - Kalskie Łąki
- Kekitten, Kreis Rößel - / - Kikity
- Kelbassen, Kreis Ortelsburg - (ab 1935:) Wehrberg - Kiełbasy
- Kellaren, Kreis Allenstein - / - Kielary
- Keppurdeggen, Kreis Goldap – Kühlberg – Łysogóra
- Kernsdorf, Kreis Osterode - / - Wysoka Wieś
- Kerrey, Kreis Allenstein - / - Kieruj
- Kerschdorf, Kreis Heilsberg - / - Kiersnowo
- Kerschen, Kreis Heilsberg - / - Kierz
- Kerschken, Kreis Angerburg - / - Kierzki
- Kerschkow, Kreis Lauenburg – / – Kierzkowo
- Kerstinowen, Kreis Sensburg - Kersten - Kiersztanowo
- Kerwienen, Kreis Heilsberg - / - Kierwiny
- Kettenberg, Kreis Goldap - / - Okrasin
- Ketzwalde, Kreis Osterode - / - 1945–1947: Kedzwałd, seit 1947: Jagodziny
- Kiehlen, Kreis Lyck - Kielen - Kile
- Kienberg, Kreis Heilsberg - / - Drzazgi
- Kilienhof, Kreis Braunsberg - / - Kilie
- Killianen, Kreis Oletzko/Treuburg - Kilianen - Kiliany
- Kinkeim, Kreis Friedland/Bartenstein - / - Kinkajmy
- Kinnwangen, Kreis Friedland/Bartenstein - / - Kinwągi
- Kiöwen, Kreis Oletzko/Treuburg - / - Kijewo
- Kiöwenhorst, Kreis Oletzko/Treuburg - / - Wólka Kijewska
- Kiparren, Kreis Ortelsburg - Wacholderau - Kipary
- Kirsaiten, Kreis Angerburg - / - Kirsajty
- Kirschbaum, Kreis Allenstein - / - Kierzbuń
- Kirschdorf, Kreis Allenstein - / - Kiersztanowo
- Kirschienen, Kreis Braunsberg - / - Kiersiny
- Kirschitten, Kreis Preußisch Eylau - / - Kiersity
- Kirschlainen, Kreis Allenstein - / - Kierzliny
- Kissitten (bei Legden), Kreis Preußisch Eylau - / - Kisity
- Kittlitz, Kreis Angerburg - / - Kietlice
- Kittnau, Kreis Osterode - / - Kitnowo
- Kiwitten, Kreis Heilsberg - / - Kiwity
- Klackendorf, Kreis Rößel - / - Troszkowo
- Klarashof, Kreis Johannisburg - / - Klarewo
- Klaukendorf, Kreis Allenstein - / - Klewki
- Klaussen, Kreis Lyck - / - Klusy
- Klawsdorf, Kreis Rößel - / - Klewno
- Kleeberg, Kreis Goldap - / - Konikowo
- Kleefeld, Kreis Braunsberg - / - Glebiska
- Kleiditten, Kreis Heilsberg - / - Klejdyty
- Klein Altenhagen, Kreis Osterode - / - Majdany Małe
- Klein Amtsmühle, Kreis Braunsberg - / - Bobrowiec
- Klein Bagnowen, Kreis Sensburg - (ab 1929:) Bruchwalde - Bagienice Małe
- Klein Bajohren, Kreis Rastenburg - Kleinblankenfelde - Bajory Małe
- Klein Bartelsdorf, Kreis Allenstein - Kirschbaum - Bartołty Małe
- Klein Bertung, Kreis Allenstein - Bertung - Bartążek
- Klein Blaustein, Kreis Rastenburg - / - Sińczyk-Leśniczówka
- Klein Bloßkeim, Kreis Rastenburg - / - Błuskajmy Małe
- Klein Bludszen/Klein Bludschen, Kreis Goldap - Klein Forsthausen - Bludzie Małe
- Klein Blumenau, Kreis Ortelsburg - Waldburg - Kwiatuszki Małe
- Klein Borawsken, Kreis Oletzko/Treuburg - Kleindeutscheck - Borawskie Małe
- Klein Bössau, Kreis Rößel - (ab 1927:) Klein Bößau - Biesówko
- Klein Brzosken, Kreis Johannisburg - Birkental - Brzózki Małe
- Klein Bürgersdorf, Kreis Rastenburg - / - Poganówko
- Klein Cronau, Kreis Allenstein - / - Kronówko
- Klein Damerau, Kreis Allenstein - / - Dąbrówka Mała
- Klein Damerau, Kreis Braunsberg - / - Dąbrówka
- Klein Dombrowken, Kreis Angerburg - Dammfelde - Dąbrówka Mała
- Klein Duneyken, Kreis Goldap - Klein Duneiken - Dunajek Mały
- Klein Dziubiellen, Kreis Johannisburg - (ab 1904:) Klein Zollerndorf - Dziubiele Małe
- Klein Elditten, Kreis Heilsberg - / - Ełdyty Małe
- Klein Eschenort, Kreis Angerburg - / - Jasieńczyk
- Klein Gablick, Kreis Lötzen - / - Gawliki Małe
- Klein Gallingen, Kreis Friedland/Bartenstein - / - Galinki
- Klein Gardienen, Kreis Neidenburg - / Gardynki
- Klein Gehland, Kreis Sensburg - / - Gieląd Mały
- Klein Gehlfeld, Kreis Osterode - / - Gil Mały
- Klein Gemmern, Kreis Allenstein - / - Gamerki Małe
- Klein Gillau, Kreis Allenstein - / - Giławki
- Klein Gonschorowen, Kreis Oletzko/Treuburg - Kleinkiöwen - Gąsiorówko
- Klein Gordeyken, Kreis Oletzko/Treuburg - Kleingordeiken - Gordejki Małe
- Klein Grabnick, Kreis Sensburg - / - Grabnik Mały
- Klein Grabowen, Kreis Neidenburg - Kleineppingen - Grabówko
- Klein Grieben, Kreis Osterode - / - Grzybiny Małe
- Klein Gröben, Kreis Osterode - Gröben - Grabinek
- Klein Grünheide, Kreis Braunsberg - / - Lejławki Małe
- Klein Jagodnen, Kreis Lötzen - Kleinkrösten - Jagodne Małe
- Klein Jahnen, Kreis Darkehmen/Angerapp - / - Janki
- Klein Jauer, Kreis Lötzen - / - Jora Mała
- Klein Jerutten, Kreis Ortelsburg - / - Jerutki
- Klein Jesziorken, Kreis Goldap - Kleinschöntal - Jeziorki Małe
- Klein Karnitten, Kreis Mohrungen - / - Karnitki
- Klein Kärthen, Kreis Friedland/Bartenstein - / - Kiertyny Małe
- Klein Kemlack, Kreis Rastenburg - / - Kiemławki Małe
- Klein Kirsteinsdorf, Kreis Osterode - / - Kiersztanówko
- Klein Klaussitten, Kreis Braunsberg - / - Kłusity Małe
- Klein Kleeberg, Kreis Allenstein - / - Klebark Mały
- Klein Kohsten, Kreis Preußisch Eylau - / - Kostki
- Klein Köllen, Kreis Rößel - / - Kolenko
- Klein Konopken, Kreis Lötzen - Waldfließ - Konopki Małe
- Klein Körpen, Kreis Braunsberg - / - Kierpajny Małe
- Klein Kosarken, Kreis Sensburg - (ab 1930:) Lindenhof, (ab 1938:) Zweilinden - Kozarek Mały
- Klein Koschlau, Kreis Neidenburg - / - Koszelewki
- Klein Köskeim, Kreis Rastenburg - / - Kaskajmy Małe
- Klein Koslau, Kreis Neidenburg - Kleinkosel (Ostpr.) - Kozłówko
- Klein Kosuchen, Kreis Lötzen - / - Kożuchy Małe
- Klein Krzywen, Kreis Lyck - (ab 1929:) Grünsee - Nowe Krzywe
- Klein Langwalde, Kreis Rastenburg - / - Dłużec Mały
- Klein Lattana, Kreis Ortelsburg - Kleinheidenau - Łatana Mała
- Klein Lasken, Kreis Lyck - / - Laski Małe
- Klein Lassek, Kreis Oletzko/Treuburg - Liebchensruh - Lasek Mały
- Klein Lauben, Kreis Osterode - / - Lubianek
- Klein Lehwalde, Kreis Osterode - / - Okrągłe
- Klein Lemkendorf, Kreis Allenstein - / - Lamkówko
- Klein Lenkuk, Kreis Lötzen - / - Łękuk Mały
- Klein Lensk, Kreis Neidenburg - / - Mały Łęck
- Klein Lepacken, Kreis Lyck - Kleinramecksfelde - Lepaki Małe
- Klein Leschienen, Kreis Ortelsburg - / - Lesiny Małe
- Klein Leunenburg, Kreis Rastenburg - / - Sątoczek
- Klein Lipowitz, Kreis Ortelsburg - (ab 1933:) Klein Lindenort - Lipowiec Mały
- Klein Lissen, Kreis Angerburg - / - Liski
- Klein Lobenstein, Kreis Osterode - / - Lubstynek
- Klein Malinowken, Kreis Lyck - Kleinschmieden - Malinówka Mała
- Klein Maransen, Kreis Osterode - / - Marózek
- Klein Maulen, Kreis Braunsberg - / - Mułki
- Klein Maxkeim, Kreis Preußisch Eylau - / - Maskajmy
- Klein Medunischken, Kreis Darkehmen/Angerapp - Medunen - Mieduniszki Małe
- Klein Mrosen, Kreis Lyck - / - Mrozy Małe
- Klein Nappern, Kreis Osterode - / - Czerlin
- Klein Nattatsch, Kreis Neidenburg - Kleinseedorf - Natać Mała
- Klein Neuendorf, Kreis Rastenburg - / - Nowa Wieś Mała
- Klein Neuhof, Kreis Rastenburg - / - Biedaszki Małe
- Klein Notisten, Kreis Lötzen - / - Notyst Mały
- Klein Oletzko, Kreis Oletzko/Treuburg - Herzogshöhe - Małe Olecko
- Klein Olschau, Kreis Neidenburg - / - Olszewko
- Klein Ottern, Kreis Rößel - / - Oterki
- Klein Parlösen, Kreis Ortelsburg - (ab 1928:) Parlösen - Parleza Mała
- Klein Peisten, Kreis Preußisch Eylau - Peisten - Piasty Małe
- Klein Pillacken, Kreis Angerburg - (ab 1923:) Lindenwiese - Piłaki Małe
- Klein Plautzig, Kreis Allenstein - / - Klekotowo
- Klein Pogorzellen, Kreis Johannisburg - (ab 1930:) Brandau - Pogorzel Mała
- Klein Poninken, Kreis Friedland/Bartenstein - / - Poniki Małe
- Klein Pötzdorf, Kreis Osterode - / - Pacółtówko
- Klein Proberg, Kreis Sensburg - / - Probark Mały
- Klein Przellenk, Kreis Neidenburg - / - Przełęk
- Klein Przesdzienk, Kreis Ortelsburg - (ab 1900:) Klein Dankheim - Przeździęk Mały
- Klein Puppen, Kreis Ortelsburg - / - Spychówko
- Klein Purden, Kreis Allenstein - / - Purdka
- Klein Radzienen, Kreis Ortelsburg - Kleinhügelwalde - Zieleniec Mały
- Klein Ramsau, Kreis Allenstein - / - Ramsówko
- Klein Rauschken, Kreis Ortelsburg - / - Rusek Mały
- Klein Rautenberg, Kreis Braunsberg - / - Małe Wierzno
- Klein Reußen, Kreis Osterode - / - Ruś Mała
- Klein Rogallen, Kreis Johannisburg - / - Rogale Małe
- Klein Rosinsko, Kreis Goldap - Bergershof - Rożyńsk Mały
- Klein Rosinsko, Kreis Johannisburg - Kleinrosen - Rożyńsk Mały (nicht mehr existent)
- Klein Ruttken, Kreis Ortelsburg - Kleinruten - Rutki
- Klein Sakrau, Kreis Neidenburg - / - Zakrzewko
- Klein Sapuhnen, Kreis Allenstein - / - Sapunki
- Klein Sawadden, Kreis Oletzko/Treuburg - Kleinschwalgenort - Zawady Małe
- Klein Schatten, Kreis Rastenburg - / - Szaty Małe
- Klein Schiemanen, Kreis Ortelsburg - / - Szymanki
- Klein Schläfken, Kreis Neidenburg - / - Sławka Mała
- Klein Schmückwalde, Kreis Osterode - / - Smykówko
- Klein Schnittken, Kreis Sensburg - / - Śmietki Małe
- Klein Schöndamerau, Kreis Ortelsburg - / - Trelkówko
- Klein Schrankheim, Kreis Rastenburg - / - Sajna Mała
- Klein Schwalg, Kreis Oletzko/Treuburg - Schwalg - Szwałk
- Klein Schwansfeld, Kreis Friedland/Bartenstein - / - Łabędnik Mały
- Klein Schwaraunen, Kreis Friedland/Bartenstein - / - Szwarunki
- Klein Schwenkitten, Kreis Heilsberg - / _ Świękitki
- Klein Schwignainen, Kreis Sensburg - / - Śwignajno Małe
- Klein Skomatzko, Kreis Lötzen - Skomand - Skomack Mały
- Klein Söllen, Kreis Friedland/Bartenstein - / - Szylina Mała
- Klein Spalienen, Kreis Johannisburg - Spallingen - Spaliny Małe
- Klein Stabigotten, Kreis Allenstein - / - Zarośle
- Klein Stamm, Kreis Sensburg - / - Stamka
- Klein Steegen, Kreis Preußisch Eylau - / - Stega Mała
- Klein Steinort, Kreis Angerburg - / - Sztynort Mały
- Klein Strengeln, Kreis Angerburg - / - Stręgielek
- Klein Stürlack, Kreis Lötzen - / - Sterławki Małe
- Klein Sunkeln, Kreis Angerburg - / - Sąkieły Małe
- Klein Szabienen/Klein Schabienen, Kreis Darkehmen/Angerapp - Kleinlautersee - Żabin
- Klein Tauersee, Kreis Neidenburg - / - Turza Mała
- Klein Trinkhaus, Kreis Allenstein - / - Trękusek
- Klein Tromp, Kreis Braunsberg - / - Trąbki
- Klein Upalten, Kreis Lötzen - / - Upałty Małe
- Klein Wiartel, Kreis Johannisburg - / - Wiartel Mały
- Klein Winkeldorf, Kreis Rastenburg - / - Wiklewko
- Klein Wolfsdorf, Kreis Rastenburg - / - Wilkowo Małe
- Klein Wolka, Kreis Rößel - / - Wólka Wielka#Klein Wolka
- Klein Wolla, Kreis Preußisch Eylau - Kleinwallhof - Wólka
- Klein Wronnen, Kreis Lötzen - Kleinwarnau - Wronka
- Klein Zechen, Kreis Johannisburg - / - Szczechy Małe
- Klein Zwalinnen, Kreis Johannisburg - Kleinschwallen - Cwalinki
- Kleinbrück, Kreis Sensburg - / - Mostek
- Kleinenfeld, Kreis Heilsberg - / - Klony
- Kleinort, Kreis Sensburg - / - Piersławek
- Kleinsruh, Kreis Sensburg - / - Sobięcin
- Kleisack, Kreis Rößel - / - Zarębiec
- Kleitz, Kreis Heilsberg - / - Kłajty
- Klenau, Kreis Braunsberg (Dorf) - / - Klejnowo
- Klenau, Kreis Braunsberg (Gut) - / - Klejnówko
- Klenzkau, Kreis Neidenburg - / - Klęczkowo
- Kleppe, Kreis Preußisch Holland - / - Klepa
- Kleszewen, Kreis Lötzen - (ab 1928:) Brassendorf - Kleszczewo
- Kleszöwen (1936–1938: Kleschöwen), Kreis Oletzko/Treuburg - Kleschen - Kleszczewo
- Klewienen, Kreis Darkehmen/Angerapp - Tannenwinkel - Klewiny
- Klimkau, (Klimkowomühle), Kreis Allenstein - / - Klimkowo
- Klimken, Kreis Angerburg - / - Klimki
- Klingenberg, Kreis Braunsberg - / - Łozy
- Klingerswalde, Kreis Heilsberg - / - Podleśna
- Klonau, Kreis Osterode - / - Klonowo
- Klonn, Kreis Sensburg - Zwerghöfen - Klon
- Klopchen, Kreis Braunsberg - / - Chłopki
- Klotainen, Kreis Heilsberg - / - Klutajny
- Klutkenmühle, Kreis Heilsberg - / - Kłódka
- Klutshagen, Kreis Braunsberg - / - Klusajny
- Klutznick, Kreis Allenstein - Klausen - Klucznik
- Knies, Kreis Lötzen - Gneist - Knis
- Knipprode, Kreis Rastenburg - / - Chojnica
- Knipstein, Kreis Heilsberg - / - Knipy
- Knobbenort, Kreis Angerburg - / - Podleśne
- Knobloch, Kreis Braunsberg - / - Czosnowo
- Knopen, Kreis Heilsberg - / - Knopin
- Knorrwald, Kreis Braunsberg - / - Podbórz
- Kobbelhals, Kreis Ortelsburg - / - Kobyłocha
- Kobeln, Kreis Heilsberg - / - Kobiela
- Kobiel, Kreis Ortelsburg - Seeblick - Kobiel
- Kobulten, Kreis Ortelsburg - / - Kobułty
- Kobylinnen (Dorf), Kreis Lyck - Kobilinnen - Kobylinek
- Kobylinnen (Gut), Kreis Lyck - Kobilennen - Kobylin
- Koggenbusch, Kreis Braunsberg - / - Krze
- Kögskehmen, Kreis Goldap - Kecksheim - Kiekskiejmy
- Kohlgardtshof, Kreis Neidenburg - / - Kolgartowo
- Kohsten, Kreis Preußisch Eylau - / - Kosty
- Koiden, Kreis Osterode - / - Kojdy
- Kokoska, Kreis Sensburg - Kienhausen - Kokoszka
- Kokosken, Kreis Lyck - Hennenberg - Kokoszki
- Kokosken, Kreis Ortelsburg - Kleinlindengrund - Kokoszki
- Kolbiehnen, Kreis Rastenburg - / - Kolwiny
- Kolbitzen, Kreis Rastenburg - / - Chełmiec
- Kollacken, Kreis Allenstein - Kallacken - Kołaki
- Kolleschnicken, Kreis Lyck - Jürgenau - Koleśniki
- Kollkeim, Kreis Rastenburg - / - Kolkiejmy
- Kollmen, Kreis Rastenburg - / - Kałmy
- Köllmisch Dietrichsdorf, Kreis Neidenburg - / - Wietrzychówko
- Köllmisch Plienkeim, Kreis Rastenburg - / - Plinkajmy
- Köllmisch Rakowen, Kreis Johannisburg - Köllmisch Rakau - Rakowo Małe
- Collnischken, Kreis Goldap - Burgfelde - Kolniszki
- Kollodzeygrund, Kreis Ortelsburg - (ab 1933:) Radegrund - Kołodziejowy Grąd
- Kollogienen (Gem. Bubrowko), Kreis Sensburg - Kalgienen - Kołowin
- Kollogienen (Gem. Zollernhöhe), Kreis Sensburg - (ab 1906:) Modersohn - Kosowiec
- Kolm, Kreis Heilsberg - / - Chełm
- Kolpacken, Kreis Allenstein - Kleinpuppen - Kołpaki
- Komainen, Kreis Braunsberg - / - Kumajny
- Komalmen, Kreis Heilsberg - / - Komalwy
- Komienen, Kreis Rößel - / - Kominki
- Kommusin, Kreis Neidenburg - / - Koniuszyn
- Kommorowen, Kreis Johannisburg - Ebhardtshof - Komorowo
- Kompitten, Kreis Osterode - / - Kąpity
- Königlich Bergfriede, Kreis Osterode - (ab 1928:) Bergfriede - Samborowo
- Königlich Kamiontken, Kreis Neidenburg - (ab 1931:) Steinau -  Kamionka
- Königlich Lichteinen (Lichteinen b. Hohenstein), Kreis Osterode - (seit 1931:) Lichteinen - Lichtajny
- Königlich Szabienen (1931–1938 Alt Schabienen), Kreis Darkehmen/Angerapp - Altlautersee - Stary Żabin
- Königs, Kreis Friedland/Bartenstein - / - Króle
- Königsgut, Kreis Osterode - / - Królikowo
- Königshagen, Kreis Neidenburg -/- Zakrzewo
- Königshöhe, Kreis Lötzen - / - Użranki
- Königstal, Kreis Johannisburg - / - Dziadowo
- Königswiese, Kreis Osterode - / - Zawady Małe
- Konitten, Kreis Heilsberg - / - Konity
- Könitzberg, Kreis Oletzko/Treuburg - (ab 1929:) Gertrudenhof - Niemsty
- Konnegen, Kreis Heilsberg - / - Koniewo
- Konnegenhof, Kreis Heilsberg - / - Koniewo-Osada
- Konopken, Kreis Johannisburg - Mühlengrund - Konopki
- Konraden, Kreis Ortelsburg - / - Konrady
- Konradsfelde, Kreis Oletzko/Treuburg - / - Rogowszczyzna
- Konzewen, Kreis Johannisburg - Warnold - Końcewo
- Kopanken, Kreis Allenstein - / - Kopanki
- Kopicken, Kreis Lyck - Goldenau - Kopijki
- Kopitko, Kreis Ortelsburg - Langerdamm - Kopytko
- Korbsdorf, Kreis Braunsberg - / - Karkajmy
- Korittken, Kreis Friedland/Bartenstein - / - Korytki
- Korklack, Kreis Gerdauen - / - Kurkławki
- Körnen, Kreis Preußisch Eylau - / - Kierno
- Korschen, Kreis Rastenburg - / - Korsze
- Korstein, Kreis Osterode - / - Korsztyn
- Kortau, Stadt Allenstein - / - Kortowo
- Kosaken, Kreis Goldap - Rappenhöh - Kozaki
- Koschno, Kreis Allenstein - / - Kośno
- Koskeim, Kreis Gerdauen - / - Koskajmy
- Kosken, Kreis Johannisburg - / - Kózki
- Koslau, Kreis Sensburg - / - Kozłowo
- Köslienen, Kreis Allenstein - / - Kieźliny
- Koslowen, Kreis Johannisburg - Wildfrieden - Kozłowo (nicht mehr existent)
- Kosmeden, Kreis Goldap - / - Kośmidry
- Kossaken, Kreis Johannisburg - Wächtershausen - Kosaki
- Kossen, Kreis Heilsberg - / - Kosyń
- Kossewen, Kreis Sensburg - Rechenberg - Kosewo
- Kossinowken, Kreis Johannisburg - Andreaswalde - Kosinowo
- Kosuchen, Kreis Johannisburg - Kölmerfelde - Kożuchy
- Koszinnen, Kreis Lötzen - Rodenau - Kozin
- Kotittlack, Kreis Rastenburg - / - Kotkowo
- Kotten, Kreis Johannisburg - / - Koty
- Kottla, Kreis Johannisburg - Groß Kessel - Kocioł Duży
- Kotzargen, Kreis Sensburg - Eichhöhe - Koczarki
- Kotzek, Kreis Johannisburg - (ab 1905:) Waldersee - Koczek
- Kotziolken, Kreis Goldap - Langensee - Kociolki
- Kowahlen, Kreis Oletzko/Treuburg - Reimannswalde - Kowale Oleckie
- Kowalken, Kreis Goldap - Beierswalde - Kowalki
- Kowalewen, Kreis Johannisburg - Richtwalde - Kowalewo
- Kowalewsken, Kreis Lötzen - / - Kowalewskie
- Kowallik, Kreis Johannisburg - Müllershof - Kowalik
- Kowallik, Kreis Ortelsburg - (ab 1928:) Waldburg - Kowalik
- Kownatken, Kreis Neidenburg - Kaunen - Kownatki
- Kozienitz, Kreis Neidenburg - Sömmering - Kozieniec
- Kozycken, Kreis Lyck - Selmenthöhe - Koziki
- Kraftshagen, Kreis Friedland/Bartenstein - / - Krawczyki
- Krajewo, Kreis Osterode - Wickersbach - Krajewo
- Kramarka, Kreis Rößel - Krammen - Kramarka
- Krämersdorf, Kreis Allenstein - / - Kromerowo
- Krämersdorf, Kreis Neidenburg - / - Kramarzewo
- Krämersdorf, Kreis Rößel - / - Kramarzewo
- Kranz, Kreis Allenstein - / - Kręsk
- Kraphausen, Kreis Preußisch Eylau - / - Wyręba
- Kraplau, Kreis Osterode - / - Kraplewo
- Kraschewo, Kreis Neidenburg - / - Kraszewo
- Krausen, Kreis Gerdauen - / - Kotki
- Krausen, Kreis Rößel - / - Kruzy
- Krausendorf, Kreis Rastenburg - / - Kruszewiec
- Krausenstein, Kreis Rößel - / - Kukliki
- Krawno, Kreis Sensburg - Kaddig - Krawno
- Krekollen, Kreis Heilsberg - / - Krekole
- Kremitten, Kreis Rastenburg - / - Krzemity
- Kreutzdorf, Kreis Braunsberg - / - Krzyżewo
- Kreuz, Kreis Preußisch Holland - / - Krzyż
- Kreuzofen, Kreis Johannisburg - / - Krzyże
- Kreuzspahn, Kreis Preußisch Eylau - / - Sędziwojewo
- Krickhausen, Kreis Braunsberg - / - Krzykały
- Krimlack, Kreis Rastenburg - / - Krymławki
- Krokau, Kreis Neidenburg - / - Krokowo
- Krokau, Kreis Rößel - / - Krokowo
- Kröligkeim, Kreis Gerdauen - / - Krelikiejmy
- Krolowolla, Kreis Lyck - (ab 1926:) Königswalde - Królowa Wola
- Kromargen, Kreis Preußisch Eylau - / - Kromarki
- Kronau, Kreis Lötzen - / - Kronau
- Kroplainen, Kreis Allenstein - / - Krupoliny
- Krossen, Kreis Braunsberg - / - Krosno
- Krossen, Kreis Preußisch Holland - / - Krosno
- Krossenfelde, Kreis Preußisch Holland - / - Krosienko
- Krugken, Kreis Darkehmen/Angerapp - Krucken - Kruki
- Kruglanken, Kreis Angerburg - / - Kruklanki
- Kruglinnen, Kreis Lötzen - Kraukeln - Kruklin
- Krummendorf, Kreis Sensburg - / - Krzywe
- Krummenort, Kreis Sensburg - / - Krzywy Róg
- Krummfuß, Kreis Ortelsburg - / - Krzywonoga
- Krupinnen, Kreis Lyck - Kleinwittingen - Krupin
- Krupinnen, Kreis Oletzko/Treuburg - / - Krupin
- Krussewen, Kreis Johannisburg - Erztal - Kruszewo
- Kruttinnen, Kreis Sensburg - / - Krutyń
- Kruttinnerofen, Kreis Sensburg - / - Krutyński Piecek
- Krzossowen, Kreis Sensburg - Kreuzeck - Krzesowo
- Krzysahnen, Kreis Lötzen - (ab 1927:) Steinwalde - Krzyżany
- Krzysewen, Kreis Lyck - (ab 1928:) Kreuzborn - Krzyżewo
- Krzysöwken, Kreis Oletzko/Treuburg - (ab 1927:) Kreuzdorf - Krzyżewko
- Krzysy, Kreis Johannisburg - Kreuzofen - Krzyze
- Krzywen, nach 1871 bis vor 1928: Sodrest, Kreis Lötzen - Kriewen - Krzywe
- Krzywen, Kreis Lyck - (ab 1907:) Rundfließ - Krzywe
- Krzywen, Kreis Oletzko/Treuburg - (ab 1934:) Bergenau - Krzywe
- Krzywinsken, Kreis Angerburg - Sonnheim - Krzywińskie
- Krzywinsken, Kreis Johannisburg - Heldenhöh - Krzywińskie
- Krzyzewen, Kreis Lyck - Kreuzborn - Krzyzewo
- Krzyzewken, Kreis Oletzko/Treuburg - Kreuzdorf - Krzyzewko
- Kühnort, Kreis Angerburg - / - Dziewiszewo
- Kuckeln, Kreis Johannisburg - / - Kukły
- Kudippen, Kreis Allenstein - / - Kudypy
- Kudwinnen, Kreis Rastenburg - / - Kudwiny
- Kukowen, Kreis Oletzko/Treuburg - Reinkental - Kukowo
- Kukowken, Kreis Oletzko/Treuburg - Heinrichstal - Kukówko
- Kukukswalde, Kreis Ortelsburg - / - Grzegrzółki
- Kulessen, Kreis Lyck - / - Kulesze
- Kulinowen, Kreis Sensburg - (ab 1930:) Waldesruh - Kulinowo
- Kulk, Kreis Ortelsburg - / - Kulka
- Kullik, Kreis Johannisburg - / - Kulik
- Kulsen, Kreis Angerburg - / - Kulsze
- Kumilsko, Kreis Johannisburg - Morgen - Kumielsk
- Kumkeim, Kreis Preußisch Eylau - / - Kumkiejmy
- Kunchengut, Kreis Osterode - / - Kunki
- Kunkendorf, Kreis Rößel - / - Kalis
- Kunzkeim, Kreis Rößel - / - Droszewo
- Kurau (bis 1911: Curau), Kreis Braunsberg - / - Kurowo Braniewskie
- Kurkau, Kreis Neidenburg - / - Kurki
- Kurken, Kreis Osterode - / - Kurki
- Kurkenmühle, Kreis Osterode - / - Kurecki Młyn
- Kurwien (Dorf), Kreis Johannisburg - / - Karwica
- Kurwien (Bahnhof), Kreis Johannisburg - / - Karwica Mazurska
- Kurwig, Kreis Ortelsburg - Kurwick - Kierwik
- Kurziontken, Kreis Johannisburg - Seeland - Kurzątki
- Kutten, Kreis Angerburg - / - Kuty
- Kutzborn, Kreis Allenstein - / - Studzianek
- Kutzburg, Kreis Ortelsburg - / - Kucbork
- Kutzen (Dorf), Kreis Lyck - / - Kucze
- Kutzen (Gut), Kreis Lyck - / - Kuczki
- Kutzen, Kreis Oletzko/Treuburg - / - Kucze
- Kutzen, Kreis Sensburg - / - Kucze
- Kybissen, Kreis Johannisburg - Kibissen - Kibisy
- Kyiewen, Kreis Oletzko/Treuburg - Kiöwen - Kijewo
- Kyschienen, Kreis Neidenburg - / - Kisiny

## L
- Labab, Kreis Angerburg - / - Łabapa
- Labendzowo, Kreis Rößel - (ab 1932:) Schwanau - Łabędziewo
- Labens, Kreis Allenstein - Gulben - Łabędź
- Lablack, Kreis Rastenburg - / - Łabławki
- Labuch (Dorf), Kreis Rößel - / - Łabuchy
- Labuch (Forst), Kreis Rößel - / - Gęsikowo
- Lackmedien, Kreis Friedland/Bartenstein - / - Dębiany
- Lackmedier Wald, Kreis Rößel - / - Starodębie
- Ladnepole, Kreis Sensburg - Schönfeld - Ladne Pole
- Laggarben, Kreis Gerdauen - / - Garbno
- Lahna, Kreis Neidenburg - / - Łyna
- Lahnamühle, Kreis Neidenburg - /  Łyński Młyn
- Lakellen, Kreis Oletzko/Treuburg - Schönhofen (Ostpr.) - Lakiele
- Lallka, Kreis Allenstein - Kleinramuck - Lalka
- Lamgarben, Kreis Rastenburg - / - Garbno
- Landau, Kreis Rößel - / - Lądek
- Landkeim, Kreis Rastenburg - / - Łękajny
- Landskron, Kreis Friedland/Bartenstein - / - Smolanka
- Langanken, Kreis Sensburg - / - Langanki
- Langbrück, Kreis Angerburg - / - Dłużec
- Langenbrück, Kreis Sensburg - / - Lembruk
- Langendorf, Kreis Bartenstein - / - Długa
- Langendorf, Kreis Sensburg - / - Dłużec
- Langeneck, Kreis Rastenburg - / - Kąty
- Langenreihe, Kreis Preußisch Holland - / - Dłużyna
- Langensee (bis 1910: Kotziolken), Kreis Goldap - / - Kociołki
- Langenwalde, Kreis Ortelsburg - / - Długi Borek
- Langgut, Kreis Osterode - / - Łęguty
- Langgut Mühle, Kreis Osterode - / - Łęgucki Młyn
- Langhanken, Kreis Friedland/Bartenstein - / - Langanki
- Langheim, Kreis Rastenburg - / - Łankiejmy
- Langmichels, Kreis Gerdauen - / - Michałkowo
- Langsee, Kreis Lyck - / - Długochorzele
- Langstein, Kreis Osterode - / - Łęciny
- Langwäldchen, Kreis Rastenburg - / - Długi Lasek
- Langwalde, Kreis Braunsberg - / - Długobór
- Langwiese, Kreis Heilsberg - / - Długołęka
- Lansk, Kreis Allenstein - / - Rybaki
- Lanskerofen, Kreis Allenstein - / - Łańsk
- Lapienus, Kreis Neidenburg - / - Łapinóż
- Lapkaabfindung, Kreis Allenstein - / - Łapka
- Lapkeim, Kreis Friedland/Bartenstein - / - Łapkiejmy
- Lasken, Kreis Sensburg - / - Młynik
- Laszmiaden, Kreis Lyck - 1936: Laschmiaden, 1938: Laschmieden - Łaśmiady
- Lauenhof, Kreis Braunsberg - / - Łojewo
- Launau (Dorf), Kreis Heilsberg - / - Łaniewo
- Launau (Forst), Kreis Heilsberg - / - Łaniewo-Leśnictwo
- Launingken, Kreis Darkehmen/Angerapp - Sanden - Ołownik
- Laurienen, Stadt Bartenstein - / - Wawrzyny
- Lautens, Kreis Osterode - / - Łutynowo
- Lauterhagen, Kreis Heilsberg - / - Samolubie
- Lautern, Kreis Rößel - / - Lutry
- Lauterwalde, Kreis Heilsberg - / - Samborek
- Lawden, Kreis Heilsberg - / - Lauda
- Lawken, Kreis Lötzen - Lauken - Ławki
- Lawnilassek, Kreis Sensburg - Zieglershuben - Ławny Lasek
- Laxdoyen, Kreis Rastenburg - / - Łazdoje
- Layß, Kreis Braunsberg - / - Łajsy
- Layß, Kreis Neidenburg - / - Łajs
- Leegen, Kreis Lyck - / - Lega
- Legahof, Kreis Oletzko/Treuburg - / - Lesk
- Legienen, Kreis Friedland/Bartenstein - / - Leginy
- Legienen, Kreis Rößel - / - Leginy
- Lehlesken, Kreis Ortelsburg - / - Leleszki
- Lehmanen, Kreis Ortelsburg - / - Lemany
- Lehmannsgut, Kreis Osterode - / - Cibory
- Lehnarten, Kreis Oletzko/Treuburg - / - Lenarty
- Lehwaldsruh, Kreis Friedland/Bartenstein - / - Masuńskie Włóki
- Leip, Kreis Osterode - / - Lipowo
- Leitnerswalde, Kreis Rastenburg - / - Osikowo
- Lekitten, Kreis Rößel - / - Lekity
- Lemitten, Kreis Heilsberg - / - Limity
- Lengainen, Kreis Allenstein - / - Łęgajny
- Lengen, Kreis Preußisch Eylau - / - Łęg
- Lengkupchen, Kreis Goldap - Lengenfließ - Lenkupie
- Lengowen, Kreis Oletzko/Treuburg - Lengau - Łęgowo
- Lentag, Kreis Sensburg - / - Łętowo
- Lentzienen, Kreis Ortelsburg - / - Wólka Szczycieńska
- Lenzkeim, Kreis Rastenburg - / - Łęsk
- Lepacken, Kreis Lyck - Ramecksfelde - Lepake Wielkie
- Leschaken, Kreis Osterode - Preußenwall - Lesiak Ostródzki
- Leschienen, Kreis Sensburg - / - Lesiny
- Leschnicken, Kreis Oletzko/Treuburg - Kleinheinrichtal - Leśniki
- Leschno (Forst), Kreis Allenstein - 1938: Klein Leschno, 1939: Leschnau, Forst - Leszno Małe
- Leunenburg, Kreis Rastenburg - / - Sątoczno
- Leynau, Kreis Allenstein - Leinau - Linowo
- Leynau, Kreis Ortelsburg - Leinau - Linowo
- Leyßen, Kreis Allenstein - Leissen (ab 1928) - Łajsy
- Lichtenau, Kreis Braunsberg - / - Lechowo
- Lichtenhagen, Kreis Rößel - / - Ustnik
- Lichtwalde, Kreis Braunsberg - / - Wyrębiska
- Liebemühl, Kreis Osterode - / - Miłomłyn
- Liebenau, Kreis Brausnberg - / - Lubnowo
- Liebenberg, Kreis Ortelsburg - / - Klon
- Liebenthal, Kreis Braunsberg - / - Lubianka
- Liebhausen, Kreis Preußisch Eylau - / - Kicina
- Liebnicken, Kreis Preußisch Eylau - / - Lipniki
- Liebrode, Stadt Liebemühl, Kreis Osterode - / - Zacisze
- Liebstadt, Kreis Mohrungen - / - Miłakowo
- Liegen, Kreis Osterode - / - Ligi
- Liegetrocken, Kreis Goldap - / - Łobody
- Liekeim, Kreis Friedland/Bartenstein - / - Nalikajmy
- Liesken, Kreis Friedland/Bartenstein - / - Liski
- Liewenberg, Kreis Heilsberg - / - Miłogórze
- Lilienthal, Kreis Braunsberg - / - Białczyn
- Linde, Kreis Lyck - / - Lipinka
- Lindenau, Kreis Osterode - / - Lipówka
- Lindenberg(-Ost), Kreis Ortelsburg, - / -  Lipowa Góra Wschodnia
- Lindenberg(-West), Kreis Ortelsburg, - / - Lipowa Góra Zachodnia
- Lindenberg (bei Hohenstein), Kreis Osterode - / - Lipowa Góra
- Lindenberg (bei Osterode), Kreis Osterode - / - Lipowiec
- Lindenberg, Kreis Rößel - / - Lipowa Góra
- Lindendorf, Kreis Sensburg -/ - Lipowo
- Lindenhain, Kreis Allenstein - / - Lipniak
- Lindenhof, Kreis Lötzen - / - Lipowy Dwór
- Lindenhof, Kreis Oletzko/Treuburg - / - Lipkowo
- Lindenwalde, Kreis Osterode - / - Lipowo Kurkowskie
- Lindmannsdorf, Kreis Braunsberg - / - Wola Lipecka
- Lindwald, Kreis Braunsberg - / - Lipówka
- Lingenau, Kreis Heilsberg - / - Łęgno
- Linglack, Kreis Rößel - / - Łędławki
- Lingwarowen, Kreis Darkehmen - Berglingen - Łęwarowo
- Linnawen, Kreis Goldap - Linnau - Linowo
- Lipiensken, Kreis Lötzen - Lindenwiese - Lipińskie
- Lipinsken, Kreis Johannisburg - Eschenried - Lipińskie
- Lipinsken, Ksp. Klaussen, Kreis Lyck - (ab 1935:) Seebrücken - Lipińskie
- Lipinsken, Ksp. Ostrokollen, Kreis Lyck - (ab 1935:) Lindenfließ - Lipińskie Małe
- Lipniak bei Farienen, Kreis Ortelsburg - Lindenheim _ Lipniak
- Lipniak bei Liebenberg, Kreis Ortelsburg - Friedrichshagen (Ostpr.) - Kilimany
- Lipnicken, Kreis Neidenburg - / - Lipniki
- Lipnik, Kreis Johannisburg - Falkenhöhe - Lipnik
- Lipnik, Kreis Ortelsburg - Jägerforst - Lipnik
- Lipniken, Kreis Johannisburg - / - Lipniki
- Lipowen, Kreis Lötzen - Lindenheim - Lipowo
- Lipowietz, Kreis Ortelsburg - Lindenort - Lipowiec
- Lippa, Kreis Johannisburg - Oppendorf - Lipa Przednia und Lipa Tylna
- Lippau, Kreis Neidenburg - / - Lipowo
- Lischijami, Kreis Johannisburg - Abbau Dorren - Lisie Jamy
- Lisettenhof, Kreis Braunsberg - / - Elżbiecin
- Lisettenhof, Kreis Heilsberg - / - Gościechowo
- Lisken, Kreis Johannisburg - / - Liski
- Lissagora, Kreis Ortelsburg - Anhaltsberg - Lysa Gora
- Lissaken, Kreis Johannisburg - Drugen - Lisaki
- Lissaken, Kreis Neidenburg - Talhöfen - Łysakowo
- Lissen, Kreis Angerburg - / - Lisy
- Lissen, Kreis Johannisburg - Dünen - Lisy
- Lissuhnen, Kreis Sensburg - (ab 1936:) Lißuhnen - Lisunie
- Lissuhnen, Forsthaus, Kreis Sensburg - / - Lisiny
- Littfinken, Kreis Neidenburg - / - Litwinki
- Löbelshof, Kreis Lyck - / - Chojniak
- Locken, Kreis Osterode - / - Łukta
- Löcknick, Kreis Rastenburg - / - Łęknica
- Lodigowen, Kreis Johannisburg - Ludwigshagen - Łodygowo
- Logdau, Kreis Neidenburg - / - Łogdowo
- Lokau, Kreis Rößel - / - Tłokowo
- Lomno, Kreis Neidenburg - / - Łomno
- Lontzig, Kreis Ortelsburg - / - Łąck Wielki
- Looskeim, Kreis Gerdauen - / - Łoskajmy
- Lopkeim, Kreis Osterode - / - Łopkajny
- Loschkeim, Kreis Friedland/Bartenstein - / - Łoskajmy
- Losgehnen, Kreis Friedland/Bartenstein - / - Lusiny
- Lossainen, Kreis Rößel - (ab 1936:) Loßainen - Łężany
- Lotterbach, Kreis Braunsberg - / - Niedbałki
- Lotterfeld, Kreis Braunsberg - / - Łoźnik
- Lötzen - / - Giżycko
- Louisenhof, Kreis Friedland/Bartenstein - / - Łobzowo
- Louisenhof, Kreis Preußisch Eylau (Ksp. Guttenfeld) - / - Meszniak
- Louisenhof, Kreis Rastenburg - / - Podlasie
- Louisenthal, Kreis Ortelsburg - / - Zazdrość
- Louisenthal, Kreis Rastenburg - / - Cegielnia
- Loyden, Kreis Friedland/Bartenstein - / - Łojdy
- Loyen, Kreis Goldap - Loien - Łoje
- Loyen, Kreis Lyck - Loien - Łoje
- Lubainen, Kreis Osterode - / - Lubajny
- Luben, Kreis Braunsberg - / - Lubień
- Lubjewen, Kreis Sensburg - Grünbruch - Lubiewo
- Lucka, Kreis Ortelsburg - Luckau (Ostpr.) - Łuka
- Lucknainen, Kreis Sensburg - / - Łuknajno
- Ludwigsdorf, Kreis Osterode - / - Łodwigowo
- Ludwigsgabe, Kreis Preußisch Eylau - / - Sądki
- Ludwigshof, Kreis Preußisch Eylau - / - Suszyna
- Ludwigshof, Kreis Rößel - / - Ludwikowo
- Ludwigshof, Kreis Sensburg - / - Śmietki Małe
- Ludwigshöhe, Kreis Gerdauen - / - Piskorze
- Ludwigsmühl, Kreis Rößel - / - Młyńczysko
- Ludwigsmühle, Kreis Heilsberg - / - Ludwikowo
- Luisenberg, Kreis Osterode - / - Szklania
- Luisenhof, Kreis Angerburg - / - Żywki Małe
- Luisenthal, Kreis Osterode - / - Nowy Folwark
- Lunau, Kreis Braunsberg - / - Łunowo
- Lupken, Kreis Johannisburg - / - Łupki
- Luttken, Kreis Osterode - / - Lutek
- Luzeinen, Kreis Osterode - / - Lusajny
- Lyck - / - Ełk
- Lykusen, Kreis Allenstein - Likusen - Likusy
- Lykusen, Kreis Neidenburg - / - Likusy
- Lysack, Kreis Ortelsburg - Kahlfelde - Łysak
- Lysken, Kreis Lyck - Lisken - Liski
- Lyssewen, Kreis Lyck - Lissau - Lisewo
- Lyssuhnen, Kreis Johannisburg - Lissuhnen - Lysonie

## M
- Maaschen, Kreis Lyck - Maschen (Ostpr.) - Maże
- Macharren, Kreis Sensburg - / - Machary
- Mäckelburgs (1938–1945 Mäckelburg), Kreis Froedland/Bartsnestein - / - Michałowo
- Magdalenz, Kreis Neidenburg - /  - Magdaleniec
- Magergut, Kreis Osterode - / - Chudy Dwór bzw. Maronie
- Magilowa, Kreis Neidenburg - Gebsattel - Mogiłowo
- Makohlen, Kreis Heilsberg - / - Maków
- Makoscheyen, Kreis Lyck - Ehrenwalde - Makosieje
- Makrauten, Kreis Osterode - / - Makruty
- Maldaneyen, Kreis Johannisburg - Maldaneien - Maldanin
- Maldanietz, Kreis Ortelsburg - Maldanen - Małdaniec
- Malga, Kreis Neidenburg - / - Małga
- Malgaofen, Kreis Neidenburg - / - Niedźwiedź (nicht mehr existent)
- Maliniack, Kreis Ortelsburg - Neu Werder - Maliniak
- Malkiehnen, Kreis Lyck - Malkienen - Małkinie
- Malleczewen, Kreis Lyck - Maletten - Maleczewo
- Mallinken, Kreis Lötzen - (ab 1930:) Birkfelde - Malinka
- Malschöwen, Kreis Neidenburg - Malshöfen - Małszewo
- Malschöwen, Kreis Ortelsburg - / - Małszewko
- Mamlack, Kreis Gerdauen - / - Majmławki
- Manchengut, Kreis Osterode - / - Mańki
- Mansfeld, Kreis Neidenburg - / - Mansfeldy
- Maradtken, Kreis Sensburg - / - Maradki
- Maradtkenwalde, Kreis Sensburg - / - Maradzki Chojniak
- Maradtkenwolka, Kreis Sensburg - Maradtken Abbau - Wola Maradzka
- Maransen, Kreis Osterode - / - Marązy
- Maraunen, Kreis Allenstein - / - Maruny
- Maraunen, Kreis Heilsberg - / - Morawa
- Maraunen, Kreis Rastenburg - / - Moruny
- Marchewken, Kreis Johannisburg - (ab 1926:) Bergfelde - Marchewki
- Marczinawolla, Kreis Lötzen - (ab 1929:) Martinshagen - Marcinowa Wola
- Marczinowen, Kreis Goldap - Martinsdorf - Marcinowo
- Marczynowen, Kreis Lyck - Martinshöhe - Marcinowo
- Marggrabowa, Kreis Oletzko - Treuburg - Olecko
- Marguhnen, Kreis Preußisch Eylau - / - Merguny
- Marienfelde, Kreis Braunsberg - / - Prątnik
- Marienfelde, Kreis Osterode - / - Glaznoty
- Marienfelde, Kreis Preußisch Holland - / - Marianka
- Marienhain, Kreis Neidenburg - / - Rapaty
- Marienhain, Kreis Osterode - / - Lasek
- Marienhof, Kreis Braunsberg - / - Borki
- Marienhof, Kreis Lyck - / - Ryczywół
- Marienhof, Kreis Osterode - / - Marynowo
- Marienhof, Kreis Sensburg - / - Brodzikowo
- Marienhöhe, Kreis Braunsberg - / - Prętki
- Mariensee, Kreis Rößel - / - Godzięcin
- Marienthal, Kreis Rastenburg - / - Kosakowo
- Marienwalde, Kreis Darkehmen/Angerapp - / - Maryszki
- Marienwalde, Kreis Rastenburg - / - Wólka Jankowska
- Markhausen, Kreis Gerdauen - / - Markuzy
- Markhausen, Kreis Preußisch Eylau - / - Wojtkowo
- Markeim, Kreis Heilsberg - / - Markajmy
- Markienen, Kreis Friedland/Bartenstein - / - Markiny
- Marklack, Kreis Rastenburg - / - Markławka
- Markowsken, Kreis Oletzko/Treuburg - Markau - Markowskie
- Markuschöwen, Kreis Osterode - Markushöfen - Markuszewo
- Marlinowen, Kreis Goldap - Mörleinstal - Marlinowo
- Marlutten, Kreis Rastenburg - / - Marłuty
- Marschallsheide, Kreis Rastenburg - / - Marszałki
- Martenheim, Kreis Lötzen - Mertenheim - Martiany
- Martenshöh, Kreis Osterode - / - Marciniaki
- Marwalde, Kreis Osterode - / - Marwałd
- Marxöwen, Kreis Ortelsburg - Markshöfen - Marksewo, umgangssprachlich auch: Marksoby
- Maschen, Kreis Lyck - / - Maze
- Masehnen, Kreis Angerburg - / - Mażany
- Massaunen, Kreis Friedland/Bartenstei - / - Masuny
- Masten, Kreis Johannisburg - / - Maszty
- Masuchen, Kreis Allenstein - Finkenwalde - Mazuchy
- Masuchowken, Kreis Lötzen - (ab 1936:) Rodental - Mazuchówka
- Masuhren, Kreis Oletzko/Treuburg - Masuren - Mazury
- Masurhöfchen, Kreis Gerdauen - / - Mazurkowo
- Masutschen, Kreis Darkehmen/Angerapp - Oberhofen (Ostpr.) - Mażucie
- Materschobensee, Kreis Ortelsburg - / - Sasek Wielki
- Mathes Höfchen, Kreis Rößel - / - Maciejewko
- Matheussek, Kreis Sensburg - Mathiessen - Mateuszek
- Mathiashof, Kreis Friedland/Bartenstein - / - Matyjaszki
- Mathildenhof, Kreis Lyck - / - Buniaki
- Mathildenhof, Kreis Rößel - / - Radochowo
- Mathildenhöh, Kreis Heilsberg - / - Koszela
- Matznorkehmen, Kreis Goldap - Matztal - Maciejowięta
- Matzwolla, Kreis Darkehmen/Angerapp - Balschdorf - Maciejowa Wola
- Maudannen, Kreis Sensburg - / - Majdan
- Mauden, Kreis Allenstein - / - Majdy
- Mauerwald, Kreis Angerburg - / - Mamerki
- Maurachshof, Stadt Heilsberg - / - Murowanka
- Mawern, Kreis Heilsberg - / - Mawry
- Maxhof, Kreis Lötzen - / - Grodkowo
- Maxkeim, Kreis Friedland/Bartenstein - / - Maszewy
- Medien, Kreis Heilsberg - / - Medyny
- Mehleden, Kreis Gerdauen - / - Melejdy
- Mehlsack, Kreis Braunsberg - / - Pieniężno
- Meischlitz, Kreis Neidenburg - / - Myślęta
- Meistersfelde, Kreis Rastenburg - / - Gęsiki
- Meitzen, Kreis Osterode - / - Mycyny
- Mekienen, Kreis Friedland/Bartenstein - / - Mekiny
- Melkhof, Kreis Preußisch Holland - / - Chlewki
- Mendrienen, Kreis Allenstein - / - Mędrzyny
- Mendrienen, Kreis Osterode - / - Mędryny (nicht mehr existent)
- Mengen, Kreis Heilsberg - / - Mirosław
- Mensguth, Dorf, Kreis Ortelsburg - / - Dźwierzuty
- Mensguth, Vorwerk, Kreis Ortelsburg - / - Dźwierzutki
- Mertenheim, Kreis Lötzen - / - Martiany
- Mertinsdorf, Kreis Osterode - / - Marcinkowo
- Mertinsdorf, Kreis Sensburg - / - Marcinkowo
- Meschkrupchen, Kreis Goldap - Meschen - Meszno
- Michalken, Kreis Neidenburg - Michelsau - Michałki
- Michelsdorf, Kreis Ortelsburg - / - Michałki
- Micken, Kreis Allenstein - / - Myki
- Miechowen, Kreis Lyck - Niederhorst - Miechowo
- Mielitzfelde, Stadt Bartenstein - / - Milicz
- Mierunsken, Kreis Oletzko - Merunen - Mieruniszki
- Mietzelchen, Kreis Ortelsburg - / - Mycielin
- Migehnen, Kreis Braunsberg, - / - Mingajny
- Mikolaiken, Kreis Lyck - Thomken - Mikołajki
- Mikutten, Kreis Johannisburg - / - Mikuty
- Milchbude, Kreis Lyck - / - Mleczkowo
- Milchbude, Kreis Rastenburg - / - Pastwiska
- Milken, Kreis Lötzen - / - Miłki
- Milkowitzmühle, Kreis Neidenburg - Milkwitzmühle - Miłkowiec
- Millenberg, Kreis Braunsberg - / - Miłkowo
- Millewen, Kreis Lyck - Millau - Milewo
- Millucken, Kreis Sensburg - / - Miłuki
- Milucken, Kreis Ortelsburg - / - Miłuki
- Mingfen, Kreis Ortelsburg - / - Miętkie
- Minten, Kreis Friedland/Bartenstein - / - Minty
- Mintwiese, Kreis Rastenburg - / - Mintowo
- Mirau, Kreis Ortelsburg, - / - Mirowo
- Mislicken, Kreis Johannisburg - Fröhlichen - Myśliki
- Mispelsee, Kreis Osterode - / - Jemiołowo
- Mitschkowken, Kreis Angerburg - Herbsthausen B - Mieczkówka
- Mitschullen, Kreis Angerburg - Rochau (Ostpr.) - Miczuły
- Mittel Jodupp, Kreis Goldap - Mittelholzeck - Czarnowo Średnie
- Mittel Pogobien, Kreis Johannisburg - Mittelpogauen - Pogobie Średnie
- Mittel Schweykowen, Kreis Johannisburg - Schweiken - Szwejkówko
- Mittelgut, Kreis Osterode - / - Śródka
- Mittenort, Kreis Angerburg - / - Tarławecki Róg
- Mittenwalde, Kreis Ortelsburg - / - Łęg Leśny
- Mlinicken, Kreis Goldap - Buschbach - Mlyniki
- Mniechen, Kreis Lötzen - (ab 1928:) Münchenfelde - Miechy
- Mnierczeiewen, Kreis Lötzen - (ab 1928:) Mertenau - Mierzejewo
- Mniodowko, Kreis Allenstein - (ab 1908:) Honigswalde - Miodówko
- Mniodunsken, Kreis Sensburg - Immenhagen - Mioduńskie
- Moczisko, Kreis Neidenburg - Adlershorst - Moczysko
- Modgarben, Kreis Rastenburg - / -Modgarby
- Modlainen, Kreis Rößel - / - Modliny
- Modlken, Kreis Neidenburg - Moddelkau - Módłki
- Mokainen, Kreis Allenstein - / - Mokiny
- Molditten, Kreis Rößel - / - Mołdyty
- Moldsen, Kreis Osterode - / - Molza
- Moldzien, Kreis Lyck - Mulden - Mołdzie
- Mollwitten, Kreis Preußisch Eylau - / - Molwity
- Molthainen, Kreis Gerdauen - Molteinen - Mołtajny
- Monczen, Kreis Lyck - Montzen - Mącze
- Mondtken, Kreis Allenstein - / - Mątki
- Monethen, Kreis Oletzko/Treuburg - Moneten - Monety
- Monethen, Kreis Johannisburg - / - Monety
- Monken, Kreis Lyck - / - Mąki
- Montitten, Kreis Preußisch Eylau - / - Mątyty
- Montschen, Kreis Lyck - Montzen - Macze
- Montwitz, Kreis Ortelsburg - / - Mącice
- Moorbruch, Kreis Braunsberg - / - Rucianka
- Moosznen, 1936: Mooschnen, Kreis Oletzko/Treuburg - Moschnen - Możne
- Moritzhof, Kreis Rastenburg - / - Marszewo
- Moritzruhe, Kreis Ortelsburg - / - Budy
- Mörken, Kreis Osterode - / - Mierki
- Mörlen, Kreis Osterode - / - Morliny
- Mortzfeld, Kreis Osterode - / - Cichogrąd
- Moschnitz, Kreis Osterode - / - Mosznica
- Mosdzehnen, Kreis Angerburg - Borkenwalde - Możdżany
- Mosdzien, Kreis Ortelsburg - Waldburg - Kowalik
- Mostolten, Kreis Lyck - / - Mostołty
- Mosznen, Kreis Oletzko - Moschnen - Mozne
- Moythienen, Kreis Ortelsburg - Moithienen - Mojtyny (Biskupiec)
- Moythienen, Kreis Sensburg - / - Mojtyny (Piecki)
- Mrossen, Kreis Lyck - Schönhorst - Mrozy Wielkie
- Mrowken, Kreis Lötzen - (seit 1929:) Neuforst - Mrówki
- Muggen, Kreis Karthaus - / - Migi
- Müggen, Kreis Preußisch Eylau - / - Migi
- Mühlbach, Kreis Rastenburg - (seit 1928:) Adlig Mühlbach - Młynowo
- Muhlack, Kreis Rastenburg - / - Muławki
- Muhlackshof, Kreis Rastenburg - / - Muławski Dwór
- Mühle Krossen, Kreis Preußisch Holland - / - Krosno-Młyn
- Mühle Langgut, Kreis Osterode - / - Łęgucki Młyn
- Mühlen, Kreis Osterode - / - Mielno
- Mühlfeld, Kreis Preußisch Eylau - / - Młynisko
- Münsterberg, Kreis Heilsberg - / - Cerkiewnik
- Muntowen, Kreis Sensburg - /Muntau - Muntowo
- Muntowenwolla, Kreis Sensburg - / - Wola Muntowska
- Murawken, Kreis Neidenburg - / - Murawki
- Muschaken, Kreis Neidenburg - / - Muszaki
- Mykossen, Kreis Johannisburg - Arenswalde - Mikosze
- Mykutten, Kreis Johannisburg - Mikutten - Mikuty
- Mylucken, Kreis Lyck, - Milucken - Miluki
- Mylussen, Kreis Lyck - Milussen - Miłusze
- Mysken, Kreis Johannisburg - Misken - Myszki

## N
- Nadafken, Kreis Sensburg - Kuppenhof - Nadawki
- Nadrau, Kreis Osterode - / - Nadrowo
- Nagladden, Kreis Allenstein  - / - Naglady
- Nahmgeist, Kreis Preußisch Holland - / - Śliwica
- Nakomniaden, Kreis Sensburg - Eichmedien - Nakomiady
- Nallaben, Kreis Braunsberg - / - Nałaby
- Napierken, Kreis Neidenburg - Wetzhausen (Ostpr.) - Napierki
- Napratten, Kreis Heilsberg - / - Napraty
- Nareythen, Kreis Ortelsburg - / - Narajty
- Narthen, Kreis Neidenburg - / - Narty
- Narz, Kreis Braunsberg - / - Narusa
- Narzym, Kreis Neidenburg - / - Narzym
- Nassen, Kreis Rößel - / - Nasy
- Nasteiken, Kreis Osterode - / - Nastajki
- Nattern, Kreis Allenstein - / - Naterki
- Naujehnen, Kreis Goldap - Neuengrund - Nowiny
- Neberg, Kreis Sensburg - / - Nibork
- Neblisch, Kreis Sensburg - / - Słomowo
- Neidenburg - / - Nidzica
- Nerwigk, Kreis Allenstein - / - Nerwik
- Nerfken, Kreis Preußisch Eylau - / - Nerwiki
- Neu Aßmanns, Kreis Friedland/Bartenstein - / - Nowe Witki
- Neu Bagnowen, Kreis Sensburg - Borkenau - Nowe Bagienice
- Neu Bartelsdorf, Kreis Allenstein - / - Nowa Wieś
- Neu Bertung, Kreis Allenstein - / - Owczarnia
- Neu Bodschwingken, Kreis Goldap - Neu Herandstal - Nowa Boćwinka
- Neu Borschenen, Kreis Rastenburg - / - Nowe Borszyny
- Neu Borowen, Kreis Neidenburg - Buschwalde - Nowe Borowe
- Neu Chatell, Kreis Rößel - / - Zameczek
- Neu Czayken, Kreis Ortelsburg - (ab 1933:) Neu Kiwitten - Nowe Czajki
- Neu Drygallen, Kreis Johannisburg - Neudrigelsdorf - Nowe Drygały
- Neu Freudenthal, Kreis Angerburg - / - Boćwinka
- Neu Galbuhnen, Kreis Rastenburg - / - Nowe Gałwuny
- Neu Garschen, Kreis Heilsberg - / - Garzewko
- Neu Gehland, Kreis Sensburg - / - Nowy Gieląd
- Neu Görlitz, Kreis Osterode - / - Nowa Gierłoż
- Neu Grabowen, Kreis Sensburg - Neugrabenhof - Głazowo
- Neu Guja, Kreis Angerburg - / - Nowa Guja
- Neu Haarszen, Kreis Angerburg - (ab 1936:) Neu Haarschen - Nowy Harsz
- Neu Jablonken, Kreis Osterode - Neufinken - Nowe Jabłonki
- Neu Jerutten, Kreis Ortelsburg - / - Chajdyce
- Neu Kaletka, Kreis Allenstein - Herrmannsort - Nowa Kaletka
- Neu Kelbonken, Kreis Sensburg - Neukelbunken - Nowe Kiełbonki
- Neu Keykuth, Kreis Ortelsburg - / - Nowe Kiejkuty
- Neu Klingenberg, Kreis Friedland/Bartenstein - / - Nowe Bardo
- Neu Kockendorf, Kreis Allenstein - / - Nowe Kawkowo
- Neu Kußfeld, Kreis Preußisch Holland - / - Nowe Kusy
- Neu Lustig, Kreis Rößel - / - Ptaszki
- Neu Maraunen, Kreis Allenstein - (ab 1928:) Maraunen - Biedowo
- Neu Mertinsdorf, Kreis Allenstein - Neu Märtinsdorf - Nowe Marcinkowo
- Neu Mickelnick, Kreis Rastenburg - / - Nowy Mikielnik
- Neu Münsterberg, Kreis Preußisch Holland - / - Nowe Monasterzysko
- Neu Pathaunen, Kreis Allenstein - / - Nowe Pajtuny
- Neu Proberg, Kreis Sensburg - / - Probark
- Neu Przykopp, Kreis Allenstein - (seit 1932:) Neu Grabenau - Nowy Przykop
- Neu Ramten, Kreis Osterode - / - Nowe Ramoty
- Neu Ramuck, Kreis Allenstein - / - Nowy Ramuk
- Neu Retzken, Kreis Oletzko/Treuburg - / - Nowe Raczki
- Neu Rudowken, Kreis Sensburg - / - Nowa Rudowka
- Neu Sadlucken, Kreis Braunsberg - / - Nowe Sadłuki
- Neu Schaden, Kreis Sensburg - / - Nowe Sady
- Neu Schiemanen, Kreis Ortelsburg - / - Nowiny
- Neu Schöneberg, Kreis Allenstein - / - Porbady
- Neu Soldahnen, Kreis Angerburg - / - Nowe Sołdany
- Neu Sorge, Kreis Preußisch Eylau - / - Cegielnia
- Neu Stabigotten, Kreis Allenstein - / - Ćwikielnia
- Neu Suchoroß, Kreis Ortelsburg - Auerswalde (Ostpr.) - Nowy Suchoros
- Neu Sysdroy, Kreis Sensburg - Neusixdroi - Nowy Zyzdrój
- Neu Ukta, Kreis Sensburg - / - Nowa Ukta
- Neu Uszanny, Kreis Johannisburg - (ab 1930:) Fichtenwalde - Uściany Nowe
- Neu Vierzighuben, Kreis Akllenstein - / - Nowe Włóki
- Neu Werder, Kreis Ortelsburg - / - Maliniak
- Neu Wuttrienen, Kreis Allenstein - / - Chaberkowo
- Neubrück, Kreis Sensburg - / - Nowy Most
- Neudims, Kreis Rößel - / - Najdymowo
- Neudorf, Kreis Neidenburg - / -Nowa Wieś
- Neudorf, Kreis Osterode - / - Nowa Wieś Ostródzka
- Neuendorf, Kreis Johannisburg - / - Nowa Wieś
- Neuendorf, Kreis Lyck - / - Nowa Wieś Ełcka
- Neuendorf, Kreis Oletzko/Treuburg - / - Jabłonowo
- Neuendorf, Kreis Preußisch Eylau - / - Nowa Wieś Iławecka
- Neuendorf, Kreis Rastenburg - / - Nowa Wieś Kętrzyńska
- Neuendorf bei Guttstadt, Kreis Heilsberg - / - Nowa Wieś Mała
- Neuendorf bei Heilsberg, Kreis Heilsberg - / - Nowa Wieś Wielka
- Neufeld, Kreis Braunsberg - / - Nowiny
- Neufelde, Kreis Oletzko/Treuburg - / - Bialskie Pole
- Neugut, Kreis Osterode - / - Nowe Siedlisko
- Neuguth, Kreis Preußisch Holland - / - Nowy Dwór
- Neuhof, Kreis Braunsberg - / - Nowy Dwór
- Neuhof, Kreis Heilsberg - / - Pilnik
- Neuhof, Kreis Preußisch Eylau - / - Nowy Dwór
- Neuhof Grabowken, Kreis Sensburg - (ab 1929:) Neuhof-Buchenhagen - Grabek
- Neuhof-Momehnen, Kreis Gerdauen - / -  Nowy Dwór Momajński
- Neuhoff, Kreis Lötzen - / - Zelki
- Neukrug, Kreis Preußisch Eylau - / - Nowa Karczma
- Neumannsruh, Kreis Mohrungen - / - Nowaczyzna
- Neumühl, Kreis Oletzko/Treuburg - / - Nowy Młyn
- Neumühl, Kreis Rastenburg - / - Nowy Młyn
- Neumühle, Kreis Allenstein - / - Nowy Młyn
- Neurode, Kreis Allenstein - / - Żarek
- Neusaß, Kreis Oletzko/Treuburg - / - Nowiny
- Neusorge, Kreis Braunsberg - / - Werzchy
- Neusorge, Kreis Rößel - / - Kłopotowo
- Neusorge, Kreis Sensburg - / - Karczewiec
- Neuwald, Kreis Neidenburg, - / - Nowy Las
- Nickelsdorf, Kreis Allenstein - / - Nikielkowo
- Nickelshagen, Kreis Mohrungen - / - Liksajny
- Nieden, Kreis Johannisburg - / - Nida
- Niedenau, Kreis Neidenburg - / - Niedanowo
- Nieder Salpkeim, Kreis Sensburg - / - Salpik Dolny
- Niederhof, Kreis Neidenburg - / - Księży Dwór
- Niederhof, Kreis Rößel - / - Nisko
- Niedermühl, Kreis Rößel - / - Niski Młyn
- Niederwald, Kreis Braunsberg - / - Nizinka
- Niederwitz, Stadt/Kreis Goldap - / - Niedrzwica
- Niederwola, Kreis Osterode - Ohmengrund - Wola Niska
- Niedzwedzen, Kreis Johannisburg - (ab 1924:) Reinersdorf - Niedźwiedzie
- Niedzwetzken, Kreis Lyck - (ab 1936:) Wiesengrund - Niedźwiedzkie
- Niedzwetzken, Kreis Oletzko/Treuburg - (ab 1926:) Bärengrund - Niedźwiedzkie
- Niekrassen, Kreis Lyck - Krassau - Niekrasy
- Nienstedten, Kreis Lötzen - / - Rydze
- Nikolaihorst, Kreis Sensburg - Nickelshorst, Forst - Mościska
- Nikolaiken, Stadt, Kreis Sensburg - / - Mikolajki
- Nikolaiken, Forst, Kreis Sensburg - / - Mikołajki (Osada leśna)
- Nikutowen, Kreis Sensburg - Niekuten - Nikutowo
- Niostoy, Kreis Neidenburg - / - Niestoja
- Nittken, Kreis Johannisburg - / - Nitki
- Nohnen, Kreis Friedland/Bartenstein - / - Nuny
- Nohnkeim, Kreis Rastenburg - / - Nunkajmy
- Nordenberg, Kreis Oletzko/Treuburg - / - Norki
- Nordenhof, Kreis Rastenburg - / - Pyszki
- Nordenthal, Kreis Oletzko/Treuburg - Nordental - Nory
- Nosewitz, Kreis Mohrungen - / - Mozgowo
- Noßberg, Kreis Heilsberg - / - Orzechowo
- Nossuten, Kreis Goldap - / - Nasuty
- Nowaken, Kreis Johannisburg - Brüderfelde - Nowaki
- Nowojowietz, Kreis Ortelsburg - (ab 1934:) Neuenwalde (Ostpr.) - Nowojowiec
- Numeiten, Kreis Angerburg - / - Okowizna
- Nußtal, Kreis Allenstein - / - Orzechowo

## O
- Ober Kapkeim, Kreis Heilsberg - / - Kabikiejmy
- Ober Kossewen, Kreis Sensburg - Oberrechenberg - Kosewo Górne
- Ober Mühlenthal, Kreis Sensburg - / - Młynowo
- Oberheide, Stadt Wormditt, Kreis Braunsberg - / - Kruczy Las
- Oberteich, Kreis Rastenburg - / - Stawnica
- Oblewen, Kreis Johannisburg - Kolbitzbruch - Oblewo
- Odmy, Kreis Osterode - / - Odmy
- Odoyen, Kreis Johannisburg - Nickelsberg - Odoje
- Odritten, Kreis Allenstein - / - Odryty
- Ogonken, Kreis Angerburg - Schwenten - Ogonki
- Ogrodtken, Kreis Lyck - Kalgendorf - Ogródek
- Ohmen, Kreis Osterode - / - Omin
- Okoniak, Kreis Osterode - Beutnerbaum - Okoniak
- Okrongeln, Kreis Lötzen - Schwansee (Ostpr.) - Okrągłe
- Olschau, Kreis Neidenburg - Struben - Olszewo
- Olschewen, Kreis Johannisburg - Kronfelde - Olszewo
- Olschewen, Kreis Sensburg - Erlenau - Olszewo
- Olschienen, Kreis Ortelsburg - Ebendorf (Ostpr.) - Olszyny
- Olschöwen, Kreis Angerburg - Kanitz - Olszewo Węgorzewskie
- Olschöwen, Kreis Lyck - Frauenfließ - Olszewo
- Olschöwen, Kreis Oletzko/Treuburg - (ab 1933:) Erlental - Olszewo
- Olschöwken, Kreis Ortelsburg - Kornau (Ostpr.) - Olszewki
- Omulef, Kreis Neidenburg - / - Omulew
- Omulefmühle, Kreis Neidenburg - / - Przysowy
- Omulefofen, Kreis Neidenburg - / - Kot
- Onufrigowen, Kreis Sensburg - (ab 1929:) Rehfelde - Onufryjewo
- Opalenietz, Kreis Ortelsburg - (ab 1904:) Flammberg - Opaleniec
- Open, Kreis Braunsberg - / - Opin
- Oratzen, Kreis Lyck - (ab 1928:) Wittenwalde - Oracze
- Orlau, Kreis Neidenburg - / - Orłowo
- Orlaumühle, Kreis Neidenburg - / - Orłowo Młyn
- Orlen, Kreis Lötzen - Arlen - Orło
- Orlowen, Kreis Johannisburg - Siegmunden - Orłowo
- Orlowen, Kreis Lötzen - Adlersdorf - Orłowo
- Orlowo, Kreis Rößel - Orlen - Orłowo
- Orschen, Kreis Preußisch Eylau - / - Orsy
- Ortelsburg - / - Szczytno
- Orzechowen, Kreis Lyck - (ab 1924:) Nußberg - Orzechowo
- Orzechowken, Kreis Oletzko/Treuburg - (ab 1925:) Nußdorf - Orzechówko
- Oschekau, Kreis Neidenburg - / - Osiekowo
- Osranken, Kreis Johannisburg - Steinfelde - Glabowskie
- Ossa, Kreis Sensburg - (ab 1930:) Schwanhof - Osa
- Ossöwen, Kreis Goldap - Ossau - Osowo
- Osterwein, Kreis Osterode - / - Ostrowin
- Ostkehmen, kreis Darkehmen/Angerapp - / - Osieki
- Ostrokollen, Kreis Lyck - Scharfenrade - Ostrykół
- Ostrowen, Kreis Goldap - Mühlhof - Ostrowo
- Ostrowitt, Kreis Osterode - Osterwitt - Ostrowite
- Ostrowken, Kreis Goldap - Waldbude - Ostrówko
- Osziwliken, Kreis Johannisburg - Wolfsheide - Osciewilki
- Ottenburg, Kreis Rößel - / - Wólka
- Ottendorf, Kreis Allenstein - / - Radosty
- Ottilienhof, Kreis Ortelsburg - / - Otole
- Ottoswalde, Kreis Rastenburg - / - Staniewo

## P
- Paaris, Kreis Rastenburg - / - Parys
- Pabbeln, Kreis Goldap - / - Wobały
- Pablindszen/Pablindschen, Kreis Goldap – Zollteich – Pobłędzie
- Packhausen, Kreis Braunsberg - / - Pakosze
- Padingkehmen, Kreis Goldap - Padingen - Będziszewo
- Pagelshof, Kreis Osterode - / - Ameryka
- Palten, Kreis Braunsberg - / - Posady
- Pammern, Kreis Lötzen - / - Pamry
- Panistrugga, Kreis Lyck - (ab 1927:) Herrnbach - Panistruga
- Panzerei, Kreis Osterode - / - Pancerzyn
- Pappelheim, Kreis Johannisburg - / - Gaudynki
- Papiermühle, Kreis Preußisch Eylau - / - Papiernia
- Papperten, Kreis Preußisch Eylau - / - Paprocina
- Paprodtken, Kreis Lötzen - Goldensee - Paprotki
- Park, Kreis Friedland/Bartenstein - / - Park
- Parkitten, Kreis Heilsberg - / - Parkity
- Parlack, Kreis Braunsberg - / - Pierławki
- Parlösen, Kreis Ortelsburg - /- Parleza Mała
- Parösken, Kreis Preußisch Eylau - / - Pareżki
- Parwolken, Kreis Osterode - / - Parwółki
- Pasken, Kreis Johannisburg - / - Paski Male / Kownato
- Passargenthal, Kreis Allenstein - / - Tomarynki
- Passarien, Kreis Friedland/Bartenstein - / - Pasaria
- Passarienhof, Kreis Friedland/Bartenstein - / - Pasarka
- Passenheim, Kreis Ortelsburg - / - Pasym
- Passenheimer Stadtförsterei, Kreis Ortelsburg - / - Gaj
- Paßlack, Kreis Friedland/Bartenstein - / - Pasławki
- Pastern, Kreis Rastenburg - / - Pasterzewo
- Paterschobensee, Kreis Ortelsburg - / - Sasek Mały
- Pathaunen, Kreis Allenstein - / - Pajtuny
- Pathaunenmühle, Kreis Allenstein - / - Pajtuński Młyn
- Patricken, Kreis Allenstein - / - Patryki
- Paudling, Kreis Rößel - / - Pudląg
- Paulen, Kreis Braunsberg - / - Pawły
- Paulienen, Kreis Preußisch Eylau und Friedland/Bartenstein - / - Pawłówka
- Paulinenhof, Kreis Lötzen - / - Wólka Cybulska
- Paulinenhof, Kreis Sensburg - / - Pawłowięta
- Paulsgut, Kreis Osterode - / - Pawłowo
- Paulswalde, Kreis Angerburg - / - Pawłowo
- Paustern, Kreis Preußisch Eylau, Ostpreußen - / - Paustry
- Pawlicken, Kreis Neidenburg - Palicken - Pawliki
- Pawlozinnen, Kreis Johannisburg - Paulshagen - Pawłocin
- Peisten, Kreis Preußisch Eylau - / - Piasty Wielkie
- Peitschendorf, Kreis Sensburg - / - Piecki
- Peitschendorfswerder, Kreis Sensburg - / - Ostrów Pieckowski
- Pelkshof, Kreis Sensburg - / - Pełkowo
- Penglitten, Kreis Allensgtein - / - Pęglity
- Pentzken, Kreis Neidenburg - Kleinmuckenhausen - Pęczki
- Perguschen, Kreis Preußisch Eylau - / - Piergozy
- Perkau, Kreis Friedland/Bartenstein - / - Parkoszewo
- Perkuiken, Kreis Friedland/Bartenstein - / - Perkujki
- Perlswalde, Kreis Angerburg - / - Perły
- Perscheln, Kreis Preußisch Eylau - / - Piersele
- Persing, Kreis Neidenburg - / - Brzeźno Łyńskie
- Perwilten, Kreis Braunsberg - / - Perwilty
- Peterhain s. Fedorwalde-Peterhain, Kreis Sensburg - / - Osiniak-Piotrowo
- Petermanns, Kreis Rastenburg - / - Pieszewo
- Petersberg, Kreis Angerburg - / - Piotrówko
- Petersberg, Kreis Sensburg - / - Piotrówka
- Petershagen, Kreis Preußisch Eylau - / - Pieszkowo
- Peterswalde, Kreis Braunsberg - / - Piotrowiec
- Peterswalde, Kreis Heilsberg - / - Piotraszewo
- Peterswalde, Kreis Osterode - / - Pietrzwałd
- Petrelskehmen, Kreis Darkehmen/Angerapp - Peterkeim - Pietraszki
- Pettelkau, Kreis Braunsberg - / - Pierzchały
- Peythunen, Kreis Braunsberg - / - Pajtuny
- Pfaffendorf, Kreis Ortelsburg - / - Popowa Wola
- Pfaffendorf, Kreis Sensburg - / - Popowo Salęckie
- Philippsdorf, Kreis Rastenburg - / - Filipówka
- Pianken, Kreis Johannisburg - Altwolfsdorf - Pianki
- Piasken, Kreis Lyck - (ab 1927:) Klein Rauschen - Piaski
- Piasken, Kreis Sensburg - / - Piaski
- Piassutten, Kreis Ortelsburg - Seenwalde - Piasutno
- Pieczisko, Kreis Johannisburg - (ab 1935:) Waldofen - Pieczysko
- Pientken, Kreis Lyck - Blumental - Piętki
- Pientken, Kreis Osterode - / - untergegangen, siehe Pientken (Kreis Osterode, Ostpreußen)
- Pierkunowen, Kreis Lötzen - (ab 1935:) Perkunen - Pierkunowo
- Pierlawken, Kreis Neidenburg - / - Pierławki
- Pierwoy, Kreis Sensburg - / - Pierwój
- Piestkeim, Kreis Allenstein - / - Pistki
- Pietraschen, Kreis Goldap - Rauental - Pietrasze
- Pietraschen (Dorf), Kreis Lyck - Petersgrund - Pietrasze
- Pietraschen (Gut), Kreis Lyck - Petersgrund - Pietrasze
- Pietrellen, Kreis Angerburg - Treugenfließ - Pietrele
- Pietrzyken, Kreis Johannisburg - (ab 1904:) Wiesenheim - Pietrzyki
- Pietzarken, Kreis Angerburg - (ab 1931:) Bergensee - Pieczarki
- Pietzonken, Kreis Lötzen - (ab 1930:) Grünau - Pieczonki
- Pilchen, Kreis Johannisburg - / - Pilchy
- Pilgramsaue, Kreis Neidenburg - / - Cebulki
- Pilgramsdorf, Kreis Braunsberg - / - Pielgrzymowo
- Pilgramsdorf, Kreis Neidenburg - / - Pielgrzymowo
- Pillackermühle, Kreis Sensburg - / - Piłak
- Pillau, Kreis Braunsberg - / - Piława
- Pillauken, Kreis Osterode - / - Piławki
- Pillwen, Kreis Preußisch Eylau - / - Pilwa
- Pilwe, Kreis Angerburg - / - Pilwa
- Piontken, Kreis Neidenburg - (ab 1932:) Freidorf - Piątki
- Piotrowitz, Kreis Neidenburg - (ab 1932:) Alt Petersdorf - Piotrowice
- Piskorzewen, Kreis Johannisburg - (ab 1904:) Königsdorf - Piskorzewo
- Pissanitzen, Kreis Lyck - (ab 1926:) Ebenfelde - Pisanica
- Pissau, Kreis Rößel - (ab 1910:) Waldensee - Piszewo
- Pistken, Kreis Lyck - Kröstenwerder - Pistki
- Plaßwich, Kreis Braunsberg - / - Płoskinia
- Platteinen, Kreis Osterode - / - Platyny
- Plausen, Kreis Rößel - / - Paluzy
- Plauten, Kreis Braunsberg - / - Pluty
- Plautzig, Kreis Allenstein - / - Pluski
- Plautzkehmen, Kreis Goldap - Engern (Ostpr.) - Pluszkiejmy
- Plensen, Kreis Friedland/Bartenstein - / - Plęsy
- Plichten, Kreis Osterode - / - Plichta
- Plohsen, Kreis Ortelsburg - / - Płozy
- Plonchau, Kreis Osterode - / - Pląchawy
- Plönhöfen, Kreis Rößel - / - Plenowo
- Plößen, Kreis Mohrungen - / - Pleśno
- Plößen, Kreis Rößel - / - Pleśno
- Plößenhof, Kreis Rößel - / - Pleśnik
- Plötnick, Kreis Rastenburg - / - Płutniki
- Plotzitznen, Kreis Lyck - Bunhausen - Płociczno
- Plowczen, Kreis Lyck - Plötzendorf - Płowce
- Plöwken, Kreis Oletzko/Treuburg - / - Plewki
- Plutken, Kreis Allenstein - / - Plutki
- Poburzen, Kreis Osterode - / - Pobórze
- Podlacken, Kreis Rastenburg - / - Podławki
- Podlassen, Kreis Allenstein - Klausenhof - Podlazy
- Podlechen, Kreis Braunsberg - / - Podlechy
- Podlechen, Kreis Rastenburg - / - Podlechy
- Podleiken, Kreis Osterode - / - Podlejki
- Poganten, Kreis Lötzen - / - Poganty
- Pogorzellen, Kreis Goldap - ab 1906: Hegelingen - Pogorzel
- Pohiebels, Kreis Rastenburg - / - Pożarki
- Pöhnen, Kreis Friedland/Bartenstein - / - Pieny
- Polenzhof, Kreis Friedland/Bartenstein - / - Połęcze
- Polkeim, Kreis Rößel - / - Polkajmy
- Polkitten, Kreis Friedland/Bartenstein - / - Pełkity
- Polko, Kreis Osterode - Brandtshöhe - Pólko
- Polleiken, Kreis Allenstein - / - Polejki
- Polnisch Dombrowken, Kreis Angerburg - seit 1904: Talheim - Dąbrówka Polska
- Polommen, Kreis Oletzko/Treuburg - Herzogsmühle - Połom
- Polommen, Kreis Sensburg - / - Połom
- Polpen, Kreis Heilsberg - / - Połapin
- Polschendorf, Kreis Sensburg - (ab 1928:) Stangenwalde - Polska Wieś
- Pomehren, Kreis Heilsberg - / - Pomorowo
- Pomiannen, Kreis Oletzko/Treuburg - Kelchdorf - Pomiany
- Pomnick, Kreis Rastenburg - / - Pomnik
- Popiellnen, Kreis Sensburg - (ab 1928:) Spirding - Popielno
- Popiollen, Kreis Angerburg - Albrechtswiesen - Popioły
- Popowen, Kreis Lyck - Wittingen - Popowo
- Popowken, Kreis Sensburg - Pfaffendorf - Popowo Salęckie
- Poremben, Kreis Sensburg - / - Poręby
- Porembischken, Kreis Sensburg - Vierwinden - Porębiska
- Porwangen, Kreis Rößel - / - Pierwągi
- Posaren, Kreis Neidenburg - / - Pożary
- Poschloschenm Kreis Preußisch Eylau - / - Posłusze
- Poseggen, Kreis Johannisburg - / - Pożegi
- Posegnick, Kreis Gerdauen - / - Sori
- Posewangen, Kreis Rastenburg - / - Pudwągi
- Posorten, Kreis Allenstein - / - Pozorty
- Posorten, Kreis Mohrungen - / - Pozorty
- Possessern, Kreis Angerburg - Großgarten - Pozezdrze
- Potritten, Kreis Rößel - / - Potryty
- Pötschendorf, Kreis Rastenburg - / - Pieckowo
- Powalczin, Kreis Ortelsburg - Schönhöhe - Powalczyn
- Powarschen, Kreis Preußisch Eylau - / - Powiersze
- Powiersen, Kreis Neidenburg - Waldbeek - Powierz
- Pranie, Kreis Johannisburg - (ab 1908:) Seehorst - Pranie
- Prantlack, Kreis Friedland/Bartenstein - / - Prętławki
- Präroszlehnen, Kreis Goldap - Jägersee - Przerośl Gołdapska
- Präslauken, Kreis Goldap - Praßlau - Przesławki
- Prassen, Kreis Rastenburg - / - Prosna
- Prauerschitten, Kreis Friedland/Bartenstein - / - Przewarszyty
- Prawdowen, Kreis Sensburg - (ab 1929:) Wahrendorf - Prawdowo
- Prawdzisken, Kreis Lyck - (ab 1934:) Reiffenrode - Prawdziska
- Preußen, Kreis Neidenburg - / - Prusy
- Preußhof, Kreis Osterode - / - Prusowo
- Preylowen, (1938–1945:) Preiwils, Kreis Allenstein - / - Prejłowo
- Prinowen, Kreis Angerburg - Primsdorf - Prynowo
- Prinzwald, Kreis Osterode - / - Barcinek
- Priom, Kreis Neidenburg - / - Prioma
- Pristanien, Kreis Angerburg - Paßdorf - Przystań
- Probeberg, Kreis Ortelsburg - / - Stankowo
- Proberg, Kreis Sensburg - / - Nowy Probark
- Probergswerder, Kreis Sensburg - / - Żabieniec
- Prohlen, Kreis Allenstein - / - Próle
- Prömbock, Kreis Rastenburg - / - Porębek
- Prossitten, Kreis Rößel - / - Prosity
- Prostken, Kreis Lyck - / - Prostki
- Prostkergut, Kreis Oletzko/Treuburg - / - Imionki
- Pruschinowen, Kreis Sensburg - (ab 1930:) Preußental - Prusinowo
- Pruschinowenwolka, Kreis Sensburg - (ab 1929:) Preußenort - Wólka Prusinowska
- Pruschinowo, Kreis Neidenburg - / - Prusinowo
- Prusken, Kreis Neidenburg - / - Pruski
- Prussowborrek, Kreis Ortelsburg - Preußenwalde - Prusowy Borek
- Przellenk, Kreis Neidenburg - / - Przełęk
- Przepiorken, Kreis Lyck - (ab 1926:) Wachteldorf - Przepiórki
- Przerwanken, Kreis Angerburg - (ab 1907:) Wiesental - Przerwanki
- Przykopken, Kreis Lyck - (ab 1926:) Birkenwalde - Przykopka
- Przykopp (Dorf), Kreis Allenstein - (ab 1932:) Grabenau - Przykop
- Przykopp (Forst), Kreis Allenstein - (ab 1934:) Wilhelmshütte - Przykopiec
- Przykopp, Kreis Lötzen - Hessenhöh - Przykop
- Przyroscheln, Kreis Johannisburg - Walddorf - Przerosl
- Przytullen, Kreis Angerburg - Kleinkutten - Przytuły
- Przytullen, Kreis Lyck - Seefrieden - Przytuły
- Przytullen, Kreis Oletzko/Treuburg - Siebenbergen - Przytuły
- Przytullen, Kreis Ortelsburg - Steinhöhe - Przytuły
- Ptakmühle, Kreis Neidenburg - Oelsnitzmühle - Ptak
- Puchallowen, Kreis Neidenburg - (ab 1936:) Windau - Puchałowo
- Puchowken, Kreis Oletzko/Treuburg - (ab 1929:) Wiesenfelde - Puchówka
- Pudelkeim, Kreis Preußisch Eylau - / - Pudlikajmy
- Pulfnick, Kreis Osterode - / - Pelnik
- Pülz, Kreis Rastenburg - / - Pilec
- Pupkeim, Kreis Allenstein - Tolnicken - Pupki
- Pupken, Kreis Osterode - / - Pupki
- Puppen, Kreis Ortelsburg - / - Spychowo
- Purda, Kreis Ortelsburg - (ab 1933:) Lindenort Ost - Purda Szczycieńska
- Purden, Kreis Allenstein - / - Purda Leśna
- Purden, Mühle, Kreis Allenstein - / - Zapurdka
- Purgalken, Kreis Neidenburg - / - Purgałki
- Pusarren, Kreis Ortelsburg - Wilhelmsthal - Puzary
- Pustnick, Kreis Sensburg - Pustniki - Pustniki

## Q
- Queetz, Kreis Heilsberg - / - Kwiecewo
- Quehnen, Kreis Preußisch Eylau - / - Kiwajny
- Quicka, Kreis Johannisburg - / - Kwik
- Quidlitz, Kreis Allenstein - / - Silice
- Quossen, Kreis Friedland/Bartenstein - / - Kosy

## R
- Raaben, Kreis Preußisch Eylau - / - Kruk
- Raaben, Kreis Schweidnitz - / - Kruków
- Radishöh, Stadtgemeinde Bialla - / - Radysy
- Radomin, Kreis Neidenburg - / - Radomin
- Radomken, Kreis Osterode - Kurzbachmühle - Radomki
- Radostowen, Kreis Ortelsburg - (ab 1946:) Rehbruch - Radostowo
- Radtkehmen, Kreis Darkehmen/Angerapp - Wittrade - Radkiejmy
- Radzien, Kreis Lötzen - Königsfließ - Radzie
- Radzienen, Kreis Ortelsburg - Hügelwalde - Zieleniec
- Rahnenfeld, Kreis Braunsberg - / - Ronin
- Rakowken, Kreis Goldap - Stoltznersdorf - Rakówko, jetzt: Rakówek
- Rakowken, Kreis Johannisburg - Sernau - Rakówko, jetzt: Turowo Duże
- Ramsau, Kreis Allenstein - / - Ramsowo
- Ramten, Kreis Osterode - / - Ramoty
- Ramten, Kreis Rößel - / - Ramty
- Ranten, Kreis Lötzen - / - Ranty
- Rapatten, Kreis Osterode - / - Rapaty
- Rapendorf, Kreis Preußisch Holland - / - Aniołowo
- Rastenburgsfelde, Stadt Rastenburg - / - Działki
- Rastenburgshöfchen, Stadt Rastenburg - / - Kętrzyńska Kępa
- Rastenburgswalde, Stadt Rastenburg - / - Bałtrucie
- Rastenburgswiese, Stadt Rastenburg - / - Gnatowo
- Rasthöhe, Stadt Rastenburg - / - Trzy Lipy
- Ratzeburg, Kreis Ortelsburg - / - Racibórz
- Rauden, Kreis Osterode - / - Rudno
- Raudischken, Kreis Gerdauen - Raudingen - Rudziszki
- Raunau, Kreis Heilsberg - / - Runowo
- Rauschken, Kreis Ortelsburg - / - Rusek Wielki
- Rauschken, Kreis Osterode - / - Ruszkowo
- Rauttersfelde, Kreis Gerdauen - / - Rutka
- Rauttershof, Kreis Gerdauen - / - Ruta
- Rawlack, Kreis Rastenburg - / - Rowy
- Rdzawen, Kreis Oletzko - Rostau - Rdzawe
- Reddenau, Kreis Preußisch Eylau - / - Rodnowo
- Reddicken, Kreis Goldap - / - Redyki
- Redikainen, Kreis Allenstein - / - Redykajny
- Regellen, Kreis Goldap - Glaubitz - Regiele
- Regeln, Kreis Lyck - / - Regiel
- Regelnitzen, Kreis Lyck - Regelnhof - Regielnica
- Regerteln, Kreis Heilsberg - / - Rogiedle
- Rehagen, Kreis Heilsberg - / - Sarnowo
- Rehberg, Kreis Elbing - / - Pagórki
- Rehberg, Kreis Mohrungen - / - Sarna
- Rehberg, Kreis Rößel - / - Jabłonowo
- Rehfeld, Kreis Oletzko/Treuburg - / - Godziejewo
- Rehsau, Kreis Angerburg - / - Rydzówka
- Rehstall, Kreis Rastenburg - / - Stachowizna
- Reichenau, Kreis Osterode - / - Rychnowo
- Reichenberg, Kreis Heilsberg - / - Kraszewo
- Reichenhof, Kreis Lötzen - / - Mleczkowo
- Reichsen, Kreis Heilsberg, Ostpreußen: Rejsy
- Reimerswalde, Kreis Heilsberg - / - Ignalin
- Reimsdorf, Kreis Rastenburg - / - Sławkowo
- Reinshof, Kreis Neidenburg - / - Dąbrowa
- Rekowen, Kreis Neidenburg - Reckau - Rekowe
- Rekownitza, Kreis Neidenburg - (ab 1921:) Großwalde - Rekownica
- Renkussen, Kreis Lyck - / - Rękusy
- Rentienen, Kreis Allenstein - / - Rentyny
- Retsch, Kreis Heilsberg - / - Redy
- Rettauen, Kreis Friedland/Bartenstein - / - Retowy
- Rettkowen, Kreis Neidenburg - Rettkau - Retkowo
- Reuschendorf, Kreis Lyck - / - Ruska Wieś
- Reuschendorf, Kreis Sensburg - / - Ruska Wieś
- Reuschhagen, Kreis Allenstein - / - Ruszajny
- Reuschwerder, Kreis Neidenburg - / - Ruskowo
- Reußen, Kreis Allenstein - / - Ruś
- Reussen, Kreis Angerburg - / - Ruska Wieś
- Reußen, Kreis Mohrungen - / - Ruś
- Reußwalde, Kreis Ortelsburg - / - Ruski Bór
- Reutersdorf, Kreis Goldap - / - Marcinowska Wólka
- Rhein, Kreis Lötzen - / - Ryn
- Rhein, Kreis Osterode - / - Ryn
- Rheindorfshof, Kreis Rößel - / - Wólka Ryńska
- Rheinmühl, Kreis Rößel - / - Ryński Młyn
- Rheinsfelde, Kreis Lötzen - / - Ryńskie Pole
- Rheinsgut, Kreis Osterode - / - Ryńskie
- Rheinshof, Kreis Lötzen - / - Ryński Dwór
- Rheinswein, Kreis Ortelsburg - / - Rańsk
- Rhog, Kreis Lötzen - Klein Lenkuk - Róg Orłowski
- Ribben, Kreis Sensburg - / - Rybno
- Ribittwen, Kreis Johannisburg - Ribitten - Rybitwy
- Ridbach, Kreis Rößel - / - Rzeck
- Riebenzahl, Kreis Lötzen - Rübenzahl - Rybical
- Rimlack, Kreis Preußisch Eylau - / - Rymławki
- Ringen, Kreis Oletzko/Treuburg - / - Rynie
- Riplauken, Kreis Rastenburg - / - Rypławki
- Rittebalde, Kreis Allenstein - / - Rycybałt
- Robawen, Kreis Rößel - Robaben - Robawy
- Rochlack, Kreis Rößel - / - Rukławki
- Rocklaß, Kreis Ortelsburg - (ab 1933:) Eckwald - Róklas
- Röbel, Kreis Oletzko/Treuburg - / - Kije
- Robertshof, Kreis Allenstein - / - Wrócikowo
- Robertshof, Kreis Neidenburg - / - Robaczewo
- Röblau, Kreis Ortelsburg - / - Lejkowo
- Rockeln, Kreis Friedland/Bartenstein - / - Rogielkajmy
- Rodau, Kreis Osterode - / - Rodowo
- Rodehlen, Kreis Rastenburg - / - Rodele
- Rodland, Kreis Preußisch Holland - / - Karczowizna
- Rodowen, Kreis Sensburg - Heinrichsdorf (Abbau) - Rodowo
- Rogahlen, Kreis Darkehmen/Angerapp - Gahlen (Ostpr.) - Rogale
- Rogainen, Kreis Goldap - / - Rogajny
- Rogallen, Kreis Lyck - / - Rogale
- Rogallen, Kreis Ortelsburg - Rogenau - Rogale
- Rogallicken, Kreis Lyck - Kleinrosenheide - Rogalik
- Rogau, Kreis Preußisch Holland - / - Rogowo
- Roggen, Kreis Angerburg - / - Róg
- Roggen, Kreis Lötzen - / - Róg Pierkunowski
- Roggen, Kreis Neidenburg - / - Róg
- Roggenhausen, Kreis Heilsberg - / - Rogóż
- Roggenhausen, Kreis Neidenburg - / - Rogóż
- Rogonnen (Dorf), Kreis Oletzko/Treuburg - / - Rogojny
- Rogonnen (Forsthaus), Kreis Oletzko/Treuburg - / - Rogojny
- Rogowken, Kreis Oletzko/Treuburg - Roggenfelde - Rogówko
- Rohmanen, Kreis Ortelsburg - / - Romany
- Rohrkrug, Kreis Preußisch Holland - / - Druzieńska Karczma
- Rollken, Kreis Johannisburg: Rolki
- Romahnshof, Kreis Gerdauen - / - Romaliny
- Romanken, Kreis Lyck - Maihof - Romanki
- Romanowen, Kreis Lyck - Heldenfelde - Romanowo
- Romberg, Kreis Rastenburg - / - Rzymek
- Romotten, Kreis Lyck - / - Romoty
- Romsdorf, Kreis Friedland/Bartenstein - / - Romankowo
- Rontzken, Kreis Neidenburg - Hornheim - Rączki
- Roschenen, Kreis Friedland/Bartenstein - / - Rusajny
- Röschken, Kreis Osterode - / - Reszki
- Rosenau, Kreis Allenstein - / - Różnowo
- Rosenbeck, Kreis Heilsberg - / - Różyn
- Rosengarten, Kreis Angerburg - / - Radzieje
- Rosengarten, Kreis Ortelsburg - / - Grodzie
- Rosengarth, Kreis Braunsberg - / - Różaniec
- Rosengarth, Kreis Heilsberg - / - Różynka
- Rosenhof, Kreis Angerburg - / - Róże
- Rosenhof, Kreis Rößel - / - Kożuszkowo
- Rosenort, Kreis Braunsberg - / - Różaniec
- Rosenort, Kreis Friedland/Bartenstein - / - Różyna
- Rosenorth, Kreis Rößel - / - Koprzywnik
- Rosenschön, Kreis Rößel - / - Nowa Wieś Reszelska
- Rosenstein, Kreis Angerburg - / - Różewiec
- Rosental, Kreis Angerburg - / - Różanka-Dwór
- Rosenwalde, Kreis Braunsberg - / - Wola Wilknicka
- Rosgitten, Kreis Allenstein - / - Rozgity
- Rosinsko, Kreis Lyck - Rosenheide - Rożyńsk
- Roskeim, Kreis Friedland/Bartenstein - / - Roskajmy
- Rösken, Kreis Preußisch Eylau - / - Różki
- Rosochatzken, Kreis Oletzko/Treuburg - (ab 1927:) Albrechtsfelde - Rosochackie
- Rosoggen, Kreis Sensburg - / - Rozogi
- Rostek, Kreis Sensburg - Steinbruch - Rostek
- Rostken, Kreis Johannisburg - / - Rostki
- Rostken, Kreis Lötzen - / - Rostki
- Rostken (Ksp. Baitkowen), Kreis Lyck - Waiblingen - Rostki Bajtkowskie
- Rostken (Ksp. Klaussen), Kreis Lyck - / - Rostki Skomackie
- Rosoggen, Kreis Ortelsburg - Friedrichshof - / - Rozogi
- Roszoggen, Kreis Sensburg - Rosoggen - Rozogi
- Rothebude, Kreis Goldap - / - Czerwony Dwór
- Rothekrug, Stadt/Kreis Osterode - / - Czerwona Karczma
- Rothenen, Kreis Preußisch Eylau - / - Rotajny
- Rothfließ, Kreis Rößel - / - Czerwonka
- Rothgörken, Kreis Friedland/Bartenstein - / - Czerwona Górka
- Rothhof, Kreis Braunsberg - / - Dworzysko
- Rothof, Kreis Angerburg - / - Czerwony Dwór
- Rothwalde, Kreis Allenstein - / - Czerwony Bór
- Rothwasser, Kreis Osterode - / - Czerwona Woda
- Rowmühle, Kreis Ortelsburg - Babantmühle - Rów
- Rübenzahl, Kreis Lötzen - / - Rybical
- Rückgarben, Kreis Friedland/Bartenstein - / - Rygarby
- Ruczkowen, Kreis Neidenburg - Reuschwerder - Ruskowo
- Ruda, Kreis Johannisburg - Ruhden - Ruda
- Rudczanny, Kreis Sensburg - Niedersee - Ruciane
- Rudolfsfelde, Stadt Soldau/Kreis Neidenburg - / - Rudolfowo
- Rudolfswalde, Kreis Rößel - / - Młodocin
- Rudwangen, Kreis Sensburg - / - Rydwągi
- Rudzien, Kreis Goldap - Rodenstein (Ostpr.) - Rudzie
- Rudzisken, Kreis Ortelsburg - (seit 1928:) Rudau - Rudziska
- Rudzisken, Kreis Rößel - (seit 1930:) Rudau - Rudziska
- Ruhden, Kreis Johannisburg - / - Ruda
- Ruhden, Kreis Lötzen - Eisenwerk - Ruda
- Ruhwalde, Kreis Osterode - / - Wygoda
- Rumeyken, Kreis Lyck - / - Romejki
- Rummy A, Kreis Ortelsburg - Rummau Ost - Rumy
- Rummy B, Kreis Ortelsburg - Rummau West - Rumy
- Ruskawies, Kreis Sensburg - Reuschendorf - Ruska Wies
- Ruttkowen, Kreis Ortelsburg - Ruttkau - Rutkowo
- Ruttkowitz, Kreis Neidenburg - / - Rutkowice
- Rydzewen, Kreis Lötzen - (seit 1927:) Rotwalde - Rydzewo
- Rydzewen, Kreis Lyck - Schwarzberge - Rydzewo
- Rykowitz, Kreis Allenstein - Rickenhof - Rykowiec
- Rymken, Kreis Lyck - Riemken - Rymki
- Rywoczin, Kreis Neidenburg - / - Rywociny
- Rzepken, Kreis Osterode - Geierskreuz - Rzepki
- Rzesniken, Kreis Johannisburg - Försterei Nickelsberg - Rzęśniki

## S
- Saadau, Kreis Ortelsburg - / - Sadowo
- Saagen, Kreis Preußisch Eylau - / - Sigajny
- Sabangen, Kreis Osterode - / - Samagowo
- Saberau, Kreis Neidenburg - / - Zaborowo
- Sabiellen, Kreis Ortelsburg - Hellengrund - Zabiele
- Sabielnen, Kreis Johannisburg - Freundlingen - Zabielne
- Sabielnen, Kreis Oletzko/Treuburg - Podersbach - Zabielne
- Sabioch, Kreis Osterode - Teerwald - Żabioch
- Sabloczyn, Kreis Neidenburg - Sablau - Zabłocie Kozłowskie
- Sablotschen, Kreis Neidenburg - Winrichsrode - Zabłocie Kanigowskie
- Saborowen, Kreis Lyck - Reichenwalde - Zaborowo
- Saborowen, Kreis Ortelsburg - Heideberg - Zaborowo
- Sachen, Kreis Neidenburg - / - Zachy
- Saddek, Kreis Neidenburg - Gartenau - Sadek
- Sadlowo, Kreis Rößel - (ab 1930:) Bischofsburg, Oberförsterei - Sadłowo
- Saffronken, Kreis Neidenburg - / - Safronka
- Sagerlauken, Kreis Friedland/Bartenstein - / - Zagławki
- Sagsau, Kreis Neidenburg - / - Zagrzewo
- Saiden, Kreis Oletzko - / - Zajdy
- Sakrent, Kreis Sensburg - / - Zakręt
- Salbken, Kreis Allenstein - / - Zalbki
- Salleschen, Kreis Neidenburg - Salleschen - Zalesie
- Salleschen, Kreis Johannisburg - Offenau (Ostpr.) - Zalesie
- Salleschen, Kreis Oletzko - Tannau - Zalesie
- Salleschen, Kreis Ortelsburg - Ingelheim - Zalesie
- Sallewen, Kreis Osterode - / - Zalewo
- Sallmeien, Kreis Osterode - / - Salminek
- Sallwarschienen, Kreis Preußisch Eylau - 1916–1945 Salwarschienen - Kanie Iławeckie
- Salpia, Kreis Sensburg - / - Prażmowo
- Salpkeim, Kreis Sensburg - / - Salpik
- Salucken, Kreis Sensburg - / - Załuki
- Salusken, Kreis Neidenburg - Kniprode - Załuski
- Salza, Kreis Lötzen - / - Zalec
- Salzbach, Kreis Rastenburg - / - Solanka
- Salzwedel, Kreis Oletzko/Treuburg - / - Drozdówko
- Samkowen, Kreis Sensburg - / - Zamkowo
- Samlack, Kreis Rößel - / - Samławki
- Samonienen, Kreis Goldap - Klarfließ - Samoniny
- Samordey, Kreis Johannisburg - Samordei - Zamordeje
- Samplatten, Kreis Ortelsburg - / - Sąpłaty
- Sand, Kreis Preußisch Eylau - / - Piasek
- Sandenberg, Kreis Rastenburg - / - Piaskowiec
- Sandhof, Kreis Angerburg - / - Rydzówka Mała
- Sandlack, Kreis Friedland/Bartenstein - / - Sędławki
- Sangershausen, Kreis Preußisch Holland - / - Sokółka
- Sangnitten, Kreis Preußisch Eylau - / - Sągnity
- Sanien, Kreis Lyck - Berndhöfen - Zanie
- Sankau, Kreis Braunsberg - / - Sądkowo
- Sansgarben, Kreis Rastenburg - / - Gęsie Góry
- Santoppen, Kreis Rößel - / - Sątopy
- Sapallen, Kreis Angerburg - Ostau - Sapałówka
- Sapuhnen, Kreis Allenstein - / - Sapuny
- Saraunen, Kreis Preußische Eylau - / - Saruny
- Sardienen, Kreis Preußisch Eylau - / - Żardyny
- Sareyken, Kreis Lyck - Sareiken - Szarejki
- Sarken, Kreis Lyck - / - Szarek
- Sasdrosz, Kreis Rößel - (ab 1930:) Falkenheim - Zazdrość
- Sastrosnen, Kreis Johannisburg - Schlangenfließ - Zastrużne
- Satticken, Kreis Goldap - / - Zatyki
- Sattycken, Kreis Oletzko/Treuburg - Satticken - Zatyki
- Sauden, Kreis Osterode - / - Sudwa
- Sauerbaum, Kreis Allenstein - / - Zerbuń
- Sauerschienen, Kreis Friedland/Bartenstein - / - Zawiersze
- Sausgörken, Kreis Rastenburg - / - Suchawa
- Sawadden, Kreis Angerburg - Herbsthausen A - Zawady
- Sawadden, Kreis Johannisburg - Ottenberge - Zawady
- Sawadden (Dorf), Kreis Lyck - Auglitten - Zawady Ełckie
- Sawadden (Gut), Kreis Lyck - Grenzwacht - Zawady-Tworki
- Sawadden, Kreis Neidenburg - Herzogsau - Zawady
- Sawadden, Kreis Oletzko/Treuburg - Schwalgenort - Zawady Oleckie
- Sawadden, Kreis Osterode - Jungingen - Zawady
- Sawadden, Kreis Rastenburg - Schwaden - Zawada
- Sawadden, Kreis Rößel - / - Zawada
- Sawadden, Kreis Sensburg - Balz - Zawada
- Sawitzmühle, Kreis Ortelsburg - Heidmühle - Sawica
- Sayden, Kreis Oletzko/Treuburg - Saiden - Zajdy
- Sbylutten, Kreis Neidenburg - Billau - Zbyluty
- Schabojeden, Kreis Goldap - Sprindberg - Zabojady
- Schaden, Kreis Sensburg - / - Stare Sady
- Schäferei, Kreis Preußisch Holland - / - Owczarnia
- Schäferei, Kreis Rastenburg - / - Owczarki
- Schäferei, Kreis Sensburg - / - Owczarnia
- Schafsberg, Kreis Braunsberg - / - Baranówka
- Schatzberg, Kreis Preußisch Eylau - / - Skarbiec
- Schätzels, Kreis Gerdauen - / - Czaczek
- Schätzelshöfchen, Kreis Gerdauen - / - Cacki
- Schareyken, Kreis Oletzko/Teuburg - Schareiken - Szarejki
- Scharfenort, Kreis Rastenburg - / - Ostry Róg
- Scharfenstein, Kreis Braunsberg - / - Ostry Kamień
- Scharfs, Kreis Rastenburg - / - Siemki
- Scharkeim, Kreis Rastenburg - / - Sarkajmy
- Scharnau, Kreis Neidenburg - / - Sarnowo
- Scharnigk, Kreis Rößel - / - Żardeniki
- Scharnigk A, Kreis Heilsberg - / - Żardeniki
- Scharnigk B, Kreis Heilsberg - / - Żardeniki
- Scharreycken, Kreis Lyck - Sareiken - Szarejki
- Schattens, Kreis Allenstein - / - Szatanki
- Schaustern, Kreis Allenstein - / - Szałstry
- Schechen, Kreis Johannisburg - Groß Zechen - Szczechy Wielkie
- Schedlisken, Kreis Lötzen - Dankfelde - Siedliska
- Schedlisken, Kreis Lyck - Sonnau - Siedliska
- Schellen, Kreis Rößel - / - Ryn Reszelski
- Schellongowken, Kreis Sensburg - Schillingshöfen - Szelągówka
- Schemionken, Kreis Lötzen - (ab 1928:) Bergwalde - Siemionki
- Scheuba, Kreis Lötzen - / - Siejba
- Scheufelsdorf, Kreis Ortelsburg - / - Tylkowo
- Scheufelsmühle, Kreis Ortelsburg - / - Tylkówko
- Schewecken, Kreis Preußisch Eylau - / - Żywkowo
- Schiast, Kreis Johannisburg - Schast - Szast
- Schielasken, Kreis Goldap - Hallenfelde - Zelaski
- Schiemanen, Kreis Neidenburg - / - Szymany
- Schießgarten, Kreis Osterode - / - Czyżówka
- Schiffus, Kreis Gerdauen - / - Siwoszewo
- Schikorren (Ksp. Ostrokollen), Kreis Lyck - Kiefernheide - Sikory Ostrokolskie
- Schikorren (Ksp. Stradaunen), Kreis Lyck - (ab 1927:) Wellheim - Sikory Juskie
- Schildeck, Kreis Osterode - / - Szyldak
- Schillamühle, Kreis Allenstein - / - Siła
- Schillgehnen, Kreis Braunsberg - / - Szyleny
- Schillings, Kreis Allenstein - / - Szelągowo
- Schillings, Kreis Mohrungen - / - Janowo
- Schillingsgut, Kreis Braunsberg - / - Szelążek
- Schillinnen, Kreis Goldap - Heidensee - Szyliny
- Schimanen, Kreis Neidenburg - Schiemanen - Szymany
- Schimiontken, Kreis Neidenburg - (ab 1928:) Sagsau - Siemiątki
- Schimonken, Kreis Sensburg - Schmidtsdorf - Szymonka
- Schippenbeilshof, Kreis Friedland/Bartenstein - Rohden - Sępopolski Dwór
- Schippern, Kreis Allenstein - / - Szypry
- Schlagakrug, Kreis Johannisburg - / - Bemowo Piskie
- Schlagamühle, Kreis Osterode - / - Kołatek
- Schlepien, Kreis Oletzko/Treuburg - Schlöppen - Ślepie
- Schleuse, Kreis Darkehmen/Angerapp - / - Śluza
- Schlitt, Kreis Heilsberg - / . Skolity
- Schlömpen, Kreis Rastenburg - / - Słępy
- Schloßberg, Kreis Angerburg - Heidenberg - Grodzisko
- Schmirdtkeim, Kreis Friedland/Bartenstein - / - Śmiardowo
- Schlößchen, Kreis Sensburg - / - Zameczek
- Schmodehnen, Kreis Gerdauen - / - Smodajny
- Schmolainen, Kreis Heilsberg - / - Smolajny
- Schmückwalde, Kreis Osterode - / - Smykowo
- Schnepien, Kreis Lyck - Schnippen - Śniepie
- Schniodowen, Kreis Sensburg - Schniedau - Śniadowo
- Schnittken, Kreis Sensburg - / - Śmietki
- Schobensee, Kreis Ortelsburg - / - Sasek
- Schodmack, Kreis Ortelsburg - Wiesendorf - Siódmak
- Schönau, Kreis Allenstein - / - Szynowo
- Schönau, Kreis Braunsberg - / - Jarzębiec
- Schönau, Kreis Neidenburg - / - Siemno
- Schönberg, Kreis Lötzen - / - Piękna Góra
- Schönborn, Kreis Rößel - / - Studnica
- Schönbruch, Kreis Friedland/Bartenstein - / - Szczurkowo
- Schönbruch, Kreis Rößel - / - Dworzec
- Schönbrunn, Kreis Angerburg - / - Maćki
- Schönbund, Kreis Angerburg - / - Ziemianki
- Schöndamerau, Kreis Braunsberg - / - Dąbrowa
- Schöneberg, Kreis Goldap - / - Rostek
- Schöneberg, Kreis Rößel - / - Wysoka Dąbrowa
- Schöneberg, Kreis Sensburg - / - Stawek
- Schönfeld bei Mühlhausen, Kreis Preußisch Holland - / - Krasinek
- Schönfeld bei Preußisch Holland, Kreis Preußisch Holland - / - Krasin
- Schönfeld, Kreis Sensburg - / - Ładne Pole
- Schönfelde, Kreis Allenstein - / - Unieszewo
- Schönfließ, Kreis Allenstein - / - Dadaj
- Schönfließ, Kreis Preußisch Holland - / - Kraskowo
- Schönfließ, Kreis Rastenburg - / - Kraskowo
- Schönheide, Kreis Braunsberg - / - Krasny Bór
- Schönkau, Kreis Neidenburg - / - Sękowo
- Schonklitten, Kreis Preußisch Eylau - / - Wysieka
- Schönruttkowen, Kreis Sensburg - Schönrauten - Rutkowo
- Schönsee, Kreis Braunsberg - / - Kowale
- Schönthal A, Kreis Rastenburg - / - Rybakowo
- Schönthal B, Kreis Rastenburg - / - Rybakowo
- Schönwäldchen, Kreis Osterode - / - Saminek
- Schönwalde, Kreis Allenstein - / - Szczęsne
- Schönwalde, Kreis Heilsberg - / - Warmiany
- Schönwiese, Kreis/Stadt Goldap - / - Piękne Łąki
- Schönwiese, Kreis Heilsberg - / - Międzylesie
- Schönwiese, Kreis Johannisburg - / - Osiki
- Schönwiese, Kreis Neidenburg - / - Krasnołąka
- Schönwiese, Kreis Preußisch Eylau (Amt Eichen) - / - Krasnołąka
- Schönwiese, Kreis Preußisch Eylau (Amt Nerfken) - / - Żuławy
- Schönwiese, Kreis Preußisch Holland - / - Zieony Grąd
- Schoyonn, Kreis Angerburg - Sperling - Wróbel
- Schraderswert, Kreis Lötzen - / - Dudka
- Schreibersdorf, Kreis Neidenburg - / - Prętki
- Schreibershöfchen, Stadt Bartenstein - / - Wiatrak
- Schrötersau, Kreis Ortelsburg - / - Zapadki
- Schulen, Kreis Heilsberg - / - Sułowo
- Schülzen (Dorf), Kreis Rastenburg - / - Silec
- Schülzen (Gut), Kreis Rastenburg - / - Silecki Folwark
- Schulzenvorwerk, Kreis Preußisch Eylau - Schulzen-Vorwerk - Sołtysowizna
- Schupowen, Kreis Angerburg - Schuppau - Czupowo
- Schuttschen, Kreis Neidenburg - / - Szuć
- Schuttschenofen, Kreis Neidenburg - Schuttschenofen - Piduń
- Schützendorf, Kreis Ortelsburg - / - Dybowo
- Schwadtken, Kreis Preußisch Eylau, Gem. Tenknitten - / - Świadki Iławeckie
- Schwadtken, Kreis Preußisch Eylau, Gem. Popprienen - / - Świadki Iławeckie
- Schwadtken, Kreis Preußisch Eylau, Gem. Wangnick - / - Świadki Górowskie
- Schwalg, Kreis Oletzko - Klein Schwalg - Szwalk
- Schwanhof, Kreis Osterode - / - Swonowo
- Schwansberg, Kreis Heilsberg - / - Łabno
- Schwarzdamm, Kreis Braunsberg, Ostpreußen - / - Czarna Grobla
- Schwarzenberg, Kreis Rößel - / - Czarnowiec
- Schwarzenofen, Kreis Neidenburg - / - Czarny Piec
- Schwarzwald, Kreis Sensburg - / - Czerniak
- Schweden, Kreis Heilsberg - / - Wojdyty
- Schwedhöfen, Kreis Rößel - / - Świdówka
- Schwedrich, Kreis Osterode - / - Swaderki
- Schwengen, Kreis Heilsberg - / - Swajnie
- Schwenkitten, Kreis Heilsberg - / - Świękity
- Schwentainen, Kreis Oletzko/Treuburg - / - Świętajno
- Schwentainen, Kreis Ortelsburg - Altkirchen - Świętajno
- Schwenteinen, Kreis Osterode - / - Świętajny
- Schwiddern, Kreis Johannisburg - / - Świdry
- Schwiddern, Kreis Lötzen - / - Świdry
- Schwiddern, Kreis Oletzko/Treuburg - / - Świdry
- Schwidrowken I, Kreis Oletzko/Treuburg - (ab 1929:) Eduardsfelde - Świdrówko
- Schwidrowken II, Kreis Oletzko/Treuburg - (ab 1929:) Wilhelmsruh - Świdrowo
- Schwillgarben, Kreis Braunsberg - / - Brzeszczyny
- Schwinicken, Kreis Sensburg - Eichelswalde - Świnie Oko
- Schwirgstein, Kreis Ortelsburg - / - Dźwiersztyny
- Schwirgstein, Kreis Osterode - / - Świerkocin
- Schwirrgauden, Kreis Braunsberg - / - Świergudy
- Schwoiken, Kreis Mohrungen - / - Swojki
- Schwöllmen, Kreis Preußisch Holland - / - Swędkowo
- Schwollmen, Kreis Preußisch Eylau - / - Swalmy
- Schwuben, Kreis Heilsberg - / - Swobodna
- Scuday, Kreis Neidenburg - Skudayen - Szkudaj
- Sczeczinken, Kreis Oletzko/Treuburg - (ab 1916:) Eichhorn - Szczecinki
- Sczepanken, Kreis Lötzen - Tiefen - Szeczepanki
- Sczepanken, Kreis Ortelsburg - Stauchwitz - Szczepankowo
- Sczepka, Kreis Neidenburg - / - Szczepka
- Scziersbowen, Kreis Sensburg - (ab 1927:) Talhausen - Szczerzbowo
- Sczuplienen, Kreis Neidenburg - / - Szczupliny
- Sczyballen (Kirchspiel Orlowen), Kreis Lötzen - Lorenzhall - Szczybały Orłowskie
- Sczyballen (Kirchspiel Rydzewen), Kreis Lötzen - (ab 1928:) Schönballen - Szczybały Giżyckie
- Sczyczonnek, Kreis Ortelsburg - Waldsee - Szczycionek
- Sdeden, Kreis Lyck - Stettenbach - Zdedy
- Sdorren, Kreis Johannisburg - Dorren - Zdory
- Sdroiken, Kreis Osterode - Eulenwinkel - Zdrojek
- Sdrojowen, Kreis Sensburg - (ab 1930:) Bornfeld - Zdrojewo
- Sdrusno, Kreis Johannisburg - Eichenberg - Zdrużno
- Sdunkeim, Kreis Rastenburg - / - Saduny
- Sdunken, Kreis Lyck - Ulrichsfelde - Zdunki
- Sdunowen, Kreis Johannisburg - Sadunen - Zdunowo
- Sechserben, Kreis Gerdauen - / - Kałki
- Seeben, Kreis Neidenburg - / - Żabiny
- Seeburg, Kreis Rößel - Jeziorany
- Seedanzig, Kreis Ortelsburg - / - Sędańsk
- Seedranken, Kreis Oletzko/Treuburg - / - Sedranki
- Seefeld, Kreis Braunsberg - / - Jeziorko
- Seehesten, Kreis Sensburg - / - Szestno
- Seelesen, Kreis Osterode - / - Żelazno
- Seeligenfeld, Kreis Rastenburg - / - Błogoszewo
- Seelonken, Kreis Ortelsburg - Ulrichssee - Zielonka
- Seemen, Kreis Osterode: Samin
- Seesken (Ksp. Schareyken), Kreis Oletzko/Treuburg - / - Szeszki
- Seesken (Ksp. Wielitzken), Kreis Oletzko/Treuburg - Draheim - Szeszki
- Seewalde, Kreis Osterode - / - Zybułtowo
- Selbongen, Kreis Sensburg - / - Zełwągi
- Seliggen, Kreis Lyck - / - Szeligi
- Selken, Kreis Lötzen - Neuhoff - Zelki
- Sellwa, Kreis Osterode - Sellwen - Selwa
- Sendrowen, Kreis Ortelsburg - Treudorf - Sędrowo
- Senkitten, Kreis Rößel - / - Sękity
- Sensburg - / - Mrągowo
- Sensujen, Kreis Osterode - / - Zezuj
- Sensutten, Kreis Osterode - / - Zezuty
- Sentken, Kreis Lyck - / - Sędki
- Serteggen, Kreis Goldap - Serteck - Żerdziny
- Serwillen, Kreis Angerburg - / - Surwile
- Settau, Kreis Heilsberg - / - Żytowo
- Seubersdorf, Kreis Mohrungen - / - Brzydowo
- Seubersdorf, Kreis Osterode - / - Brzydowo
- Seythen, Kreis Osterode - / - Sitno
- Sgonn, Kreis Sensburg - Hirschen - Zgon
- Siddau, Kreis Friedland/Bartenstein - / - Żydowo
- Sieden, Kreis Lyck - / - Mazurowo
- Siegfriedswalde, Kreis Heilsberg - / - Żegoty
- Siemanowen, Kreis Sensburg - Altensiedel - Szymanowo
- Siemienau, Kreis Neidenburg - / - Siemianowo
- Sienken, Kreis Preußisch Eylau - / - Żołędnik
- Sierokopaß, Kreis Neidenburg - (ab 1933:) Breitenfelde - Szerokopaś
- Sieslack, Kreis Preußisch Eylau - / - Piaseczno
- Siewen, Kreis Angerburg - / - Żywy
- Siewken, Kreis Angerburg - / - Żywki
- Silberbach, Kreis Mohrungen - / Strużyna
- Sillginnen, Kreis Gerdauen - / - Silginy
- Silzkeim, Kreis Rastenburg - / - Gumniska
- Sixtin, Kreis Sensburg - / - Sykstyny
- Skaibotten, Kreis Allenstein - / - Skajboty
- Skaisgirren, Kreis Goldap  - Hellerau (Ostpr.) - Skajzgiry
- Skallischen, Kreis Darkehmen/Angerapp - Altheide (Ostpr.) - Skalisze
- Skallischkehmen, Kreis Darkehmen/Angerap - Großsteinau - Skaliszkiejmy
- Skandau, Kreis Gerdauen - / - Skandawa
- Skandlack, Kreis Rastenburg - / - Skandławki
- Skapenwald, Kreis Osterode - / - Glimy
- Skarzinnen, Kreis Johannisburg - Richtenberg - Skarżyn
- Skerpen, Kreis Osterode - / - Skarpa
- Skitten, Kreis Friedland/Bartenstein - / - Skitno
- Skodden, Kreis Johannisburg - Schoden - Szkody
- Skötschen, Kreis Goldap - Grönfleet - Skocze
- Skomatzko, Kreis Lyck - Dippelsee - Skomack Wielki
- Skomentnen, Kreis Lyck - Skomanten - Skomętno Wielkie
- Skoppen, Kreis Lötzen - Reichenstein - Skop
- Skorupken, Kreis Lötzen - Schalensee - Skorupki
- Skottau, Kreis Neidenburg - / - Szkotowo
- Skrodzken, Kreis Johannisburg - Jagdhof - Skrodzkie
- Skrzypken, Kreis Lyck - (ab 1926:) Geigenau - Skrzypki
- Skudayen, Kreis Neidenburg - / - Szkudaj
- Skulten, Kreis Mohrungen - / - Skułty
- Skurpien, Kreis Neidenburg - / - Skurpie
- Slabowen, Kreis Lötzen - (ab 1928:) Langenwiese - Słabowo
- Snopken, Kreis Johannisburg - Wartendorf - Snopki
- Sobiechen, Kreis Angerburg - Salpen - Sobiechy
- Sobollen, Kreis Oletzko/Treuburg - Richtenberg - Sobole
- Sochen, Kreis Neidenburg - / - Sochy
- Soczien, Kreis Lyck - Kechlersdorf - Zocie
- Sodehnen, Kreis Preußisch Eylau - / - Sodziany
- Soffen, Kreis Lyck - / - Krokocie
- Sokolken, Kreis Lyck - Stahnken - Sokółki
- Sokolken, Kreis Oletzko/Treuburg - Halldorf - Sokółki
- Sokollen, Kreis Goldap - Hainholz - Sokoły
- Sokollen K, Kreis Johannisburg - Falkendorf - Sokoły
- Sokollen R, Kreis Johannisburg - Rosensee - Sokoły Jeziorne
- Soldahnen, Kreis Angerburg - / - Sołdany
- Soldahnen, Kreis Johannisburg - / - Sołdany
- Soldau, Kreis Neidenburg - / - Działdowo
- Solknick, Kreis Gerdauen - / - Solkieniki
- Soltmahnen, Kreis Angerburg - / - Sołtmany
- Soltmahnen, Kreis Lyck - / - Sołtmany
- Sombien, Kreis Osterode - / - Ząbie
- Sommerfeld, Kreis Heilsberg - / - Zagony
- Sonnenberg, Kreis Braunsberg - / - Bogdany
- Sonnenburg, Kreis Gerdauen (1928 bis 1945: Kreis Rastenburg) - / - Krzeczewo
- Sonnenfeld, Kreis Braunsberg - / - Cieszęta
- Sonnenhof, Stadt Liebemühl, Kreis Osterode - / - Przejazd
- Sonntag, Kreis Sensburg - / - Zyndaki
- Sonnwalde, Kreis Braunsberg - / - Radziejewo
- Sontopp, Kreis Neidenburg - Santop - Sątop
- Sooben, Kreis Osterode - / - Sobno
- Sophienhof, Kreis Allenstein - / - Zofijówka
- Sophienhof, Kreis Preußisch Eylau - / - Włodkowo
- Sophienthal, Kreis Lötzen - / - Monetki
- Sophienthal, Kreis Osterode - / - Rychnowska Wola
- Sordachen, Kreis Lyck - Sorden - Sordachy
- Soritten, Kreis Heilsberg - / - Suryty
- Sorquitten, Kreis Sensburg - / - Sorkwity
- Sortlack, Kreis Preußisch Eylau - / - Sortławki
- Sowirog, Kreis Johannisburg - (ab 1934:) Loterswalde - Sowiróg
- Soykamühle, Kreis Allenstein - Eichelmühle - Sójka
- Sparken, Kreis Johannisburg - / - Szparki
- Sperlack, Kreis Preußisch Eylau - / - Spurławki
- Sperling, Kreis Angerburg - / - Wróbel
- Sperlings, Kreis Heilsberg - / - Wróblik
- Sperwatten, Kreis Heilsberg - / - Zaręby
- Spiegelberg, Kreis Allenstein - / - Spręcowo
- Spiegels, Kreis Rastenburg - / - Śpigiel
- Spigels-Korschen, Kreis Rastenburg - / - Grzybowo
- Spieglowken, Kreis Rastenburg - Spiegelswalde - Śpiglówka
- Spiergsten, Kreis Lötzen - Spirgsten - Spytkowo
- Spiergsten-Grünwalde, Kreis Lötzen - Spirgsten-Grünwalde - Zielony Gaj
- Spirding, Fiorsthaus, Kreis Sensburg - / - Śniardewno
- Spirdingswerder, Kreis Johannisburg - / - Czarcia Gora
- Spittehnen, Kreis Preußisch Eylau/Bartenstein - / - Spytajny
- Spogahnen, Kreis Osterode - / - Spoguny, auch: Spogany
- Sporken, Kreis Osterode - / - Spórka
- Sporgeln (Kirchspiel Groß Schwansfeld), Kreis Friedland/Bartenstein - / - Spurgle
- Sporwienen, Kreis Friedland/Bartenstein - / - Sporwiny
- Springborn, Kreis Heilsberg, Dorf - / - Stoczek
- Springborn, Kreis Heilsberg, Kloster - / - Stoczek Klasztorny
- Springborn, Kreis Neidenburg - / - Parowa
- Staatshausen, Kreis Goldap - / - Stańczyki
- Stabigotten, Kreis Allenstein - / - Stawiguda
- Stabigotten (Forst), Kreis Allenstein - / - Stawiguda (Osada)
- Stabunken, Kreis Heilsberg - / - Stabunity
- Stangendorf, Kreis Braunsberg - / - Stępień
- Stanislewo, Kreis Rößel - (ab 1931:) Sternsee - Stanclewo
- Stärkenthal, Stadt Allenstein - / - Starkowo
- Starosten, Kreis Oletzko/Treuburg - Müllersbrück - Starosty
- Staßwinnen, Kreis Lötzen - Eisermühl - Staświny
- Statzen, Kreis Lyck - / - Stacze
- Statzen, Kreis Oletzko/Treuburg - / - Stacze
- Stawisken, Kreis Angerburg - Teichen - Stawiska
- Stawken, Kreis Angerburg - Staken - Stawki
- Stechernsruh, Kreis Rastenburg - / - Wólka Pilecka
- Steffenswalde, Kreis Osterode - / - Szczepankowo
- Stegmannsdorf, Kreis Braunsberg - / - Chwalęcin
- Stein, Kreis Angerburg - / - Kamień
- Steinbach, Kreis Angerburg - / - Kamienna Struga
- Steinberg, Kreis Allenstein - / - Łomy
- Steinberg, Kreis Ortelsburg - / - Kamionek
- Steinbotten, Kreis Braunsberg - / - Pełty
- Steinbruch, Kreis Preußisch Eylau - / - Biała Leśniczówka
- Steinfließ, Kreis Osterode - / - Miejska Wola
- Steinhof (bei Angerburg), Kreis Angerburg - / - Matyski
- Steinhof (bei Rosengarten), Kreis Angerburg - / - Skrzypy
- Steinhof, Kreis Sensburg - / - Kamionka
- Steinkerwalde, Kreis Braunsberg - / - Kamionki
- Steinort, Kreis Angerburg - / - Sztynort
- Stenkienen, Kreis Allenstein - / - Stękiny
- Sternberg, Kreis Heilsberg - / - Stryjkowo
- Sternfelde, Stadt/Kreis Sensburg - / - Gwiazdowo
- Sternwalde, Stadt/Kreis Sensburg - / - Lasowiec
- Stettenbruch, Kreis Rastenburg - / - Szczeciniak
- Stettinnen, Kreis Preußisch Eylau - / - Szczeciny
- Stettinnenhof, Kreis Preußisch Eylau - / - Szczeciniak
- Stigehnen, Kreis Braunsberg - / - Stygajny
- Stilgen, Kreis Preußisch Eylau - / - Styligi
- Stobben, Kreis Angerburg - / - Pniewo
- Stobbenbruch, Kreis Preußisch Eylau - / - Porąbki
- Stobbenorth, Kreis Oletzko/Treuburg - Stobbenort - Pieńki
- Stobrigkehlen, Kreis Darkehmen/Angerapp - Stillheide - Ściborki
- Stolpen, Kreis Allenstein - / - Słupy
- Stolzenberg, Stadt Allenstein - / - Pieczewo
- Stolzenberg (Gut), Stadt Allenstein - / - Piękna Góra
- Stolzenfeld, Kreis Friedland/Bartenstein - / - Stopki
- Stolzhagen, Kreis Heilsberg - / - Kochanówka
- Stoosznen, Kreis Oletzko/Treuburg - Stosnau - Stożne
- Storchenberg, Kreis Angerburg - / - Wydutki
- Storchwiese, Kreis Ortelsburg - / - Myszadło
- Stosznen, Kreis Lyck - Sprindenau - Stożne
- Stradaunen, Kreis Lyck - / - Straduny
- Straubendorf, Kreis Braunsberg - / - Strubno
- Strauchmühl, Kreis Rößel - / - Krzewina
- Streitz, Kreis Rastenburg - / - Strzyże
- Striewo, Kreis Rößel - (ab 1928:) Stockhausen - Stryjewo
- Strzelnicken, Kreis Johannisburg - (ab 1930:) Schützenau - Strzelniki
- Strzelzen, Kreis Lötzen - Zweischützen - Strzelce
- Stullichen, Kreis Angerburg - / - Stulichy
- Sturmhübel, Kreis Rößel - / - Grzęda
- Sucholasken, Kreis Lötzen - (ab 1935:) Rauschenwalde - Sucholaski
- Suchorowitz, Kreis Ortelsburg - Deutschwalde (Ostpr.) - Suchorowiec
- Südenort, Kreis Angerburg - / - Zacisz
- Sugnienen, Kreis Braunsberg - / - Żugienie
- Sulawken, Kreis Osterode - Kleinbednarken - Żuławki
- Suleiken, Kreis Oletzko - / - Sulejki
- Sulimmen, Kreis Johannisburg - / - Sulimy
- Sulimmen, Kreis Lötzen - / - Sulimy
- Sumken, Kreis Johannisburg - / - Sumki
- Summowen, Kreis Goldap - Summau - Sumowo
- Surminnen, Kreis Angerburg - / - Surminy
- Surmowen, Kreis Sensburg - Surmau - Surmówka
- Süssenberg, Kreis Heilsberg - / - Jarandowo
- Süssenthal, Kreis Allenstein - / - Sętal
- Sußnick, Kreis Rastenburg - / - Suśnik
- Sutzken, Kreis Gerdauen - Sutzen - Suczki
- Sutzken, Kreis Goldap - Hitlershöhe - Suczki
- Sutzken, Kreis Lyck - Morgengrund - Suczki
- Sybba, Kreis Lyck - Walden - Szyba
- Sydden, Kreis Oletzko/Treuburg - Sidden - Żydy
- Symken, Kreis Johannisburg - Simken - Szymki
- Sypittken, Kreis Lyck - Vierbrücken - Sypitki
- Sysdroyofen, Kreis Sensburg - Sixdroi - Zyzdrojowy Piecek
- Sysdroywolla, Kreis Sensburg - Kranzhausen - Zyzdrojowa Wola
- Szabojeden/Schabojeden, Kreis Goldap - Sprindberg - Żabojady
- Szameyten, Kreis Lyck - (ab 1928:) Wittenwalde - Oracze
- Szczeczynowen, Kreis Lyck - (ab 1925:) Steinberg - Szczecinowo
- Szczudlen, Kreis Lyck - (ab 1936:) Georgsfelde - Szczudły
- Szerokibor, Kreis Johannisburg - Breitenheide - Szeroki Bor
- Szielasken/Schielasken, kreis Goldap - Hallenfelde - Żelazki
- Szieloni Lasseck, Kreis Lötzen - Grünwalde - Zielony Lasek
- Szioreinen, Kreis Osterode - Schioreinen - Żurejny
- Szittkehmen/Schittkehmen, Kreis Goldap – Wehrkirchen – Żytkiejmy
- Szklarnia, Kreis Sensburg - Glashütte - Szklarnia

## T
- Taberbrück, Kreis Osterode - / - Tabórz
- Taberlack, Kreis Angerburg - / - Tarławki
- Taberwiese, Kreis Rastenburg - / - Taborzec
- Tafelbude, Kreis Osterode - / - Kątno
- Tafterwald, Kreis Braunsberg - / - Tawty
- Talheim, Kreis Angerburg - / - Dąbrówka Polska
- Talken, Kreis Lötzen - / - Talki
- Talken, Kreis Lyck - / - Talki
- Talowo, Kreis Friedland/Bartenstein - / - Tałowo
- Talten, Kreis Sensburg - / - Tałty
- Tannenberg, Kreis Angerburg - / - Jeglewo
- Tannenberg, Kreis Osterode - / - Stębark
- Tappelkeim, Kreis Preußisch Eylau - / - Tapilkajmy
- Tartarren, Kreis Goldap - Noldental - Tatary
- Tatzken, Kreis Johannisburg - / - Taczki
- Taubendorf, Kreis Neidenburg - / - Gołębiewo
- Taubenhof gen. Gutchen, Kreis Osterode - / - Gucin
- Taulensee, Kreis Osterode - / _ Tułodziad
- Tautschken, Kreis Neidenburg - / - Tuczki
- Teistimmen, Kreis Rößel - / - Tejstymy
- Tengutten, Kreis Allenstein - / - Tęguty
- Terka, Kreis Allenstein - / - Sapuny
- Termlack, Kreis Heilsberg - / - Tremlak
- Terra, Kreis Rastenburg - / - Siemkowo
- Terten, Kreis Neidenburg - / - Pólko
- Teufelsberg, Kreis Angerburg - / - Diabla Góra
- Thalau, Kreis Lyck - / - Skomack Wielki
- Thalbach, Kreis Braunsberg - / - Bludyny
- Thalheim, Kreis Neidenburg - / - Dziurdziewo
- Thalussen, Kreis Lyck - Talussen - Talusy
- Tharden, Kreis Osterode - / - Tarda
- Theerbude, Kreis Oletzko/Treuburg - / - Smolnik
- Theerofen, Kreis Goldap - / - Koniszki
- Theerwisch, Kreis Ortelsburg - / - Targowo
- Theerwischwolla, Kreis Ortelsburg - (ab 1933:) Theerwischwalde - Targowska Wola
- Theerwischwolka, Kreis Ortelsburg - (ab 1928:) Waldrode - Targowska Wólka
- Thegsten, Kreis Heilsberg - / - Rokitnik
- Theresenthal, Kreis Gerdauen - / - Dobroty
- Theuernitz, Kreis Osterode - / - Turznica
- Thewelkehmen, Kreis Goldap - Tulkeim - Barcie
- Thiemau, Kreis Lötzen - / - Gorazdowo
- Thierberg, Kreis Osterode - / - Zwierzewo
- Thierberg, Abbau, Kreis Osterode - / - Międzylesie
- Thiergarten, Kreis Angerburg - / - Trygort
- Thiergarten, Kreis Heilsberg - / - Łaniewo-Leśnictwo
- Thiergarten, Kreis Sensburg - / - Zwierzyniec
- Thomareinen, Kreis Osterode - / - Tomaryny
- Thomascheinen, Kreis Osterode - / - Tomaszyn
- Thomsdorf, Kreis Allenstein - / - Tomaszkowo
- Thorchen, Kreis Osterode - / - Zatoka Leśna
- Thorms, Kreis Friedland/Bartenstein - / - Turcz
- Thurau, Kreis Neidenburg - / - Turowo
- Thurnitzmühle, Kreis Osterode - / -  Guzowy Młyn
- Thurowen, Kreis Lyck - Auersberg - Turowo
- Thurowken, Kreis Osterode - Turauken - Turówko
- Thurwangen, Kreis Rastenburg - / - Turwągi
- Thymau, Kreis Osterode - / - Tymawa
- Thyrau, Kreis Osterode - / - Tyrowo
- Tiedmannsdorf, Kreis Braunsberg - / - Chruściel
- Timnikswalde, Kreis Sensburg - Ratswalde - Tymnikowo
- Tingen, Kreis Friedland/Bartenstein - / - Tynga
- Tolkemüth, Kreis Osterode - / - Tolkmity
- Tolks, Kreis Preußisch Eylau - / - Tolko
- Tolksdorf, Kreis Braunsberg - / - Tolkowiec
- Tolksdorf, Kreis Rastenburg - / - Tołkiny
- Tollack, Kreis Allenstein - / - Tuławki
- Tolleinen, Kreis Osterode - Tolejny
- Tollnigk, Kreis Heilsberg - / - Tolniki Wielkie
- Tollnigk, Kreis Rößel - / - Tolniki Małe
- Topprienen, Kreis Preußisch Eylau - / - Toprzyny
- Tornienen, Kreis Rößel - / - Tarniny
- Tratzen, Kreis Lyck - Trabenau - Tracze
- Trautenau, Kreis Heilsberg - / - Trutnowo
- Trautzig, Kreis Allenstein - / - Track
- Trockener Wald, Kreis Rößel - / - Sucholasek
- Trockenhorn, Kreis Johannisburg - / - Suchy Róg
- Trojahnmühle, Kreis Allenstein - / - Trojan
- Tromitten, Kreis Friedland/Bartenstein - / - Tromity
- Troscziksberg, Kreis Sensburg - (ab 1936:) Troszigsberg, (ab 1938:) Trotzigsberg - Troszczykowo
- Trosienen, Kreis Friedland/Bartenstein - / - Trosiny
- Trossen, Kreis Lötzen - / - Tros
- Truchsen, Kreis Rößel - / - Troksy
- Trukeinen, Kreis Osterode - / - Trokajny
- Trzianken, Kreis Ortelsburg - (ab 1877:) Rohrdorf - Trzcianka
- Trzonken, Kreis Johannisburg - Mövenau - Trzonki
- Tuchlinnen, Kreis Johannisburg - / - Tuchlin
- Tüngen, Kreis Braunsberg - / - Bogatyńskie
- Turoscheln, Kreis Johannisburg - Mittenheide - Turośl
- Turowen, Kreis Johannisburg - Turau - Turowo

## U
- Ublick, Kreis Johannisburg - / - Ublik
- Udzikau, Kreis Osterode - Mertinsfelde - Udzikowo
- Uklanken, Kreis Sensburg - Erbmühle - Uklanka
- Ukta, Kreis Sensburg - / - Ukta
- Ulleschen, Kreis Neidenburg - / - Ulesie
- Ulonsk, Kreis Ortelsburg - Kleinrehbruch - Ulążki
- Ulonskofen, Kreis Ortelsburg - Schobendorf - Piece
- Unter Kapkeim, Kreis Heilsberg - / - Kabikiejmy Dolne
- Upalten, Kreis Lötzen - / - Upałty
- Upidamischken, Kreis Goldap - Altenzoll - Tuniszki
- Urbanken, Kreis Oletzko/Treuburg - / - Urbanki
- Uri, Kreis Rastenburg - / - Góry
- Usranken, Kreis Lötzen - Königshöhe - Uzranki
- Ustrich, Kreis Allenstein - / - Ustrych
- Uszannek (1938–1945 Trotha), Kreis Neidenburg - / - Uścianek
- Uszballen/Uschballen, Kreis Darkehmen/Angerapp - Langenrück - Użbale

## V
- Vierhuben, Kreis Rößel - / - Czwórka
- Vierzighuben, Kreis Braunsberg - / - Włóczyska
- Vierzighufen, Kreis Osterode - / - Wierzbica
- Voigtsdorf, Kreis Heilsberg - / - Wójtowo
- Voigtsdorf, Kreis Rößel - / - Wójtowo
- Voigtshof, Kreis Rößel - / - Wójtówko
- Vollmarstein, Kreis Sensburg - / - Nowe Nadawki
- Von Löbensche Morgen, Kreis Ortelsburg - / - Morgi
- Vonferne, Kreis Allenstein - / - Smoleń
- Vorder Kumkeim, Kreis Preußisch Eylau - / - Kumkiejmy Przednie
- Vorder Lippa, Kreis Johannisburg - Vorder Oppendorf - Lipa Przednia
- Vorwerkswalde, Kreis Allenstein - (?) Waldhausen - Zalesie

## W
- Wadang, Kreis Allenstein - / - Wadąg
- Wagenfeld, Kreis Ortelsburg - / - Olędry
- Wagten, Kreis Braunsberg - / - Drwęczno
- Wahlsdorf, Kreis Osterode - / - Wola Wysoka
- Waldau, Kreis Gerdauen - / - Przylasek
- Waldau, Kreis Osterode - / - Wałdowo
- Waldburg, Kreis Ortelsburg - / - Kowalik
- Waldenthal, Kreis Rastenburg - / - Lesieniec
- Waldersee, Kreis Johannisburg - / - Koczek
- Waldgut Lötzen, Kreis Angerburg - / - Knieja Łuczańska
- Waldhaus Augustwalde, Kreis Rößel - / - Gajówka Augustowska
- Waldhaus Drengfurth, Kreis Rastenburg - / - Wilcze
- Waldhaus Wenden, Kreis Rastenburg - / - Nowa Różanka
- Waldheil, Kreis Preußisch Eylau - / - Ciszyna
- Waldheim, Kreis Angerburg - / - Wysiecza
- Waldheim, Kreis Ortelsburg - / - Rudziska Pasymskie
- Waldhof, Kreis Angerburg - / - Kaczorowo
- Waldhof, Kreis Gerdauen - / - Pasternak
- Waldhof, Kreis Heilsberg - / - Polanka
- Waldhof, Kreis Lötzen - / - Canki
- Waldkater, Kreis Goldap - / - Leśny Zakątek
- Waldpusch bei Ortelsburg, Kreis Ortelsburg - / - Wałpusz
- Waldpusch bei Willenberg, Kreis Ortelsburg - / - Stachy
- Waldriede, Kreis Rastenburg - / - Olszynka
- Waldsee, Kreis Rastenburg - / - Rybniki
- Walisko, Kreis Angerburg - Waldsee - Wolisko
- Walkaschken, Kreis Preußisch Eylau - / - Wilkaski
- Walkeim, Kreis Rößel - / - Wilkiejmy
- Wallen, Kreis Allenstein - / - Wały
- Wallen, Kreis Ortelsburg - / - Wały
- Wallendorf, Kreis Neidenburg - / - Wały
- Waltershausen, Kreis Neidenburg - / - Rogóżek
- Waltersmühl, Kreis Heilsberg - / - Konradowo
- Wangnick, Kreis Preußisch Eylau - / - Wągniki
- Wangnick, Kreis Rastenburg - / - Wągniki
- Wangotten, Kreis Rastenburg - / - Wanguty
- Wangritten, Kreis Friedland/Bartenstein - / - Węgoryty
- Wangst, Kreis Rößel - / - Wągsty
- Wansen, Kreis Neidenburg - / - Wądzyn
- Waplitz, Kreis Ortelsburg - / - Waplewo
- Waplitz, Kreis Osterode - / - Waplewo
- Wappendorf, Kreis Ortelsburg - / - Łupowo
- Warchallen, Kreis Neidenburg - / - Warchały
- Wargitten, Kreis Rastenburg - / - Wargity
- Warglitten (b. Hohenstein), Kreis Osterode - / - Warlity Małe
- Warglitten (b. Osterode), Kreis Osterode - / - Warlity Wielkie
- Warneinen, Kreis Osterode - / - Worniny
- Warnikeim, Kreis Rastenburg - / - Warnikajmy
- Warnold (Försterei), Kreis Sensburg - / - Kończewo
- Warnold (Gut), Kreis Sensburg - / - Warnowo
- Warpuhnen, Kreis Sensburg - / - Warpuny
- Warschkeiten, Kreis Preußisch Eylau - / - Warszkajty
- Wartenburg, Kreis Allenstein - / - Barczewo
- Warweiden, Kreis Osterode - / - Wirwajdy
- Waschetta, Kreis Osterode - Waschette - Waszeta
- Waschulken, Kreis Neidenburg - Waiselhöhe - Waszulki
- Wasienen, Kreis Neidenburg - / - Ważyny
- Wassermühle Kosuchen, Kreis Johannisburg - Mühle Kölmerfelde - Kożuchowski Młyn
- Wawrochen, Kreis Ortelsburg - Deutschheide - Wawrochy
- Wecklitzmühle, Kreis Braunsberg - / - Wikielec
- Weeskendorf, Kreis Preußisch Holland - / - Węzina
- Weeskenhof, Kreis Preußisch Holland - / - Rzeczna, bis 1993: Kalsk
- Wehlack, Kreis Rastenburg - / - Skierki
- Wehrwilten, Kreis Friedland/Bartenstein - / - Wirwilty
- Weischnuren, Kreis Preußisch Eylau - / - Wajsnory
- Weischnuren, Kreis Rastenburg - / - Wajsznory
- Weißberg, Kreis Osterode - / - Góry Lubiańskie
- Weißenburg, Kreis Sensburg - / - Wyszembork
- Weißkreuz, Kreis Heilsberg - / - Krzyżno
- Weissuhnen (Dorf), Kreis Johannisburg - / - Wejsuny
- Weissuhnen (Försterei), Kreis Johannisburg - / - Wejsuny-Leśniczówka
- Weitzdorf, Kreis Rastenburg - / - Grabno
- Wemitten, Kreis Allenstein - / - Wymój
- Wendehnen, Kreis Rastenburg - / - Wandajny
- Wenden, Kreis Rastenburg - / - Winda
- Wengaithen, Kreis Allenstein - / - Węgajty
- Wengoyen, Kreis Rößel - / - Węgój
- Wenigsee, Kreis Osterode - / - Łutynówko
- Wensewen, Kreis Johannisburg - Wensen - Wężewo
- Wensöwen, Kreis Oletzko/Treuburg - Eibenau - Wężewo
- Wensowken, Kreis Angerburg - Wensen - Wężówko
- Wensowken, Kreis Lötzen - Großbalzhöfen - Wężówka
- Wenzken, Kreis Angerburg - / - Więcki
- Werder, Kreis Lötzen - / - Ostrów
- Wernegitten, Kreis Heilsberg - / - Kłębowo
- Wernershöh, Kreis Braunsberg - / - Walnin
- Weskeim, Kreis Preußisch Eylau - / - Weskajmy
- Wessolowen, Kreis Allenstein - Frohwalde - Wesołowo
- Wessolowen, Kreis Ortelsburg - Fröhlichshof - Wesołowo
- Wessolowen, Kreis Sensburg - (ab 1929:) Wesselhof - Wesołowo
- Wessolowo, Kreis Neidenburg - / - Wesołowo
- Wessolygrund, Kreis Ortelsburg - Freudengrund - Piecuchy
- Wettin, Kreis Rastenburg - / - Wetyn
- Weydicken, Kreis Lötzen - Weidicken - Wejdyki
- Weypoth, Kreis Rastenburg - / - Wypęk
- Wiartel, Kreis Johannisburg - / - Wiartel
- Wichertshof, Kreis Heilsberg - / - Wichrowo
- Wickerau, Kreis Rastenburg - / - Wikrowo
- Wickno, Kreis Neidenburg - Wickenau - Wikno
- Wickno, Kreis Ortelsburg - Wickenau - Wikno
- Widdrichs, Kreis Heilsberg - / - Widryki
- Widminnen, Kreis Lötzen - / - Wydminy
- Widrinnen, Kreis Rastenburg - / - Widryny
- Wiecherts, Kreis Preußisch Eylau - / - Wągródka
- Wielgilasz, Kreis Johannisburg - (ab 1905:) Tannenheim - Wielki Las
- Wielitzken, Kreis Oletzko/Treuburg - Wallenrode - Wieliczki
- Wienduga, Kreis Allenstein - / - Binduga
- Wienen A und Wienen B, Kreis Preußisch Eylau - / - Kurek
- Wienken, Kreis Heilsberg - / - Winiec
- Wientzkowen, Kreis Neidenburg - Winsken - Więckowo
- Wieplack, Kreis Friedland/Bartenstein  - / - Wipławki
- Wieps, Kreis Allenstein - / - Wipsowo
- Wierczeyken, Kreis Lötzen - (ab 1928:) Gregerswalde - Wierciejki
- Wiersba, Kreis Sensburg - Beldahnsee - Wierzba
- Wiersbau bei Neidenburg (Dorf), Kreis Neidenburg - (ab 1928:) Taubendorf - Gołębiewo
- Wiersbau bei Neidenburg (Gut), Kreis Neidenburg - (ab 1898:) Wiesenfeld - Wierzbowo
- Wiersbau bei Soldau, Kreis Neidenburg - / - Wierzbowo
- Wiersbau, Kreis Sensburg - Lockwinnen - Wierzbowo
- Wiersbianken, Kreis Goldap - Lichtenhain - Wierzbianki
- Wiersbinnen, Kreis Johannisburg - Stollendorf - Wierzbiny
- Wierzbowen, 1932–1938: Wiersbowen, Kreis Lyck - Waldwerder - Wierzbowo
- Wiesenau, Kreis Sensburg - / - Małoszewo
- Wiesenfeld, Kreis Neidenburg - / - Wierzbowo
- Wiesenheim, Kreis Johannisburg - Pietrzyki
- Wiesenhof, Kreis Preußisch Holland - / - Łączna
- Wiesental, Kreis Angerburg - / - Przerwanki
- Wiesenthal, Kreis Lötzen - / - Bachorza
- Wiesenthal, Kreis Rößel - / - Ługi
- Wigrinnen, Kreis Sensburg - / - Wygryny
- Wilhelminenhof, Kreis Friedland/Bartenstein - / - Wiloszyn
- Wilhelmsberg, Kreis Preußisch Eylau - / - Okopek
- Wilhelmsdorf, Kreis Rastenburg - / - Wilamowo
- Wilhelmshof, Kreis Angerburg - / - Stadnica
- Wilhelmshof, Kreis Osterode - / - Wilamowo
- Wilhelmshöh, Kreis Angerburg - / - Koźlak
- Wilhelmshöhe, Stadt Rastenburg - / - Wichowo
- Wilhelmsruh, Stadt Bartenstein - / - Stoczki
- Wilhelmsthal, Kreis Allenstein - / - Wilimowo
- Wilhelmsthal (Dorf), Kreis Ortelsburg - / - Gawrzyjałki
- Wilhelmsthal (Gut), Kreis Ortelsburg - / - Pużary
- Wilkassen, Kreis Goldap - Kleineichicht - Wilkasy
- Wilkatschen, Kreis Goldap - Birkendorf (Ostpr.) - Wiłkajcie
- Wilken, Kreis Osterode - / - Wilkowo
- Wilkendorf, Kreis Rastenburg - / - Wilkowo
- Wilkowen, Kreis Angerburg - Geroldswalde - Wilkowo
- Wilkusmühle, Kreis Angerburg - / - Wilkus
- Willamowen, Kreis Ortelsburg - (seit 1932:) Wilhelmshof - Wilamowo
- Willenberg, Kreis Braunsberg - / - Garbina
- Willenberg, Kreis Ortelsburg - / - Wielbark
- Willims, Kreis Rößel - / - Wilimy
- Willkamm, Kreis Gerdauen - / - Wielewo
- Willkassen, Kreis Lötzen - Wolfsee - Wilkasy
- Willkassen, Kreis Oletzko/Treuburg - / - Wilkasy
- Willudden, Kreis Angerburg - Andreastal - Wyłudy
- Willudtken, Kreis Lötzen - Heydeck - Wyłudki
- Wilmsdorf, Kreis Neidenburg - / - Wilamowo
- Wilmsdorf (bis vor 1908: Klein Wilmsdorf), Kreis Osterode - / - Wielimowo
- Wilzken, Kreis Neidenburg - / - Wilczki
- Windenhof, Kreis Heilsberg - / - Kunik
- Windtkeim, Kreis Rastenburg - / - Windykajmy
- Windtken, Kreis Allenstein - / - Wołowno
- Winkenhagen, Kreis Osterode - / - Winiec
- Wischniewen, Kreis Lyck - Kölmersdorf - Wiśniowo Ełckie
- Wissowatten, Kreis Lötzen - / - Wyszowate
- Wittgirren, Kreis Darkehmen/Angerapp - Wittbach - Widgiry
- Wittichsfelde, Kreis Goldap - / - Bronisze
- Wittigwalde, Kreis Osterode - / - Wigwałd
- Wittinnen, Kreis Lyck - / - Wityny
- Wittmannsdorf, Kreis Osterode - / - Witramowo
- Witulten, Kreis Osterode - / - Witułty
- Wlosten, Kreis Johannisburg - Flosten - Włosty
- Woduhnkeim (Adlig~, Köllmisch~), Kreis Friedland/Bartenstein - / - Wodukajmy
- Woinassen, Kreis Oletzko - / - Wojnasy
- Wokellen, Kreis Preußisch Eylau - / - Wokiele
- Wolfsdorf, Kreis Heilsberg - / - Wilczkowo
- Wolfsgarten, Kreis Neidenburg - / - Wilczyce
- Wolfshagen, Kreis Rastenburg, - / - Wilczyny
- Wolfsee (Gut), Kreis Lötzen - / - Wilkaski
- Wolisko, Kreis Neidenburg - Schnepfenberge - Wolisko
- Wolka, Kreis Neidenburg - Großkarlshof - Wólka Orłowska
- Wolka, Kreis Ortelsburg - Georgsheide - Wólka Wielbarska
- Wolka, Kreis Rastenburg - Spittel - Wólka
- Wolka, Kreis Sensburg - Dietrichswalde - Wolka
- Wolka Bagnowen, Kreis Sensburg - Tiefendorf - Wolka Bagnowska
- Wolken, Kreis Angerburg - / - Wólka
- Wölken, Kreis Braunsberg - / - Wołki
- Wölken, Kreis Heilsberg - / - Wilki
- Wolla, Kreis Neidenburg - Grenzdamm - Wola
- Wollisko, Kreis Johannisburg - Reihershorst - Wolisko Wielkie
- Wollmersruh, Kreis Rößel- / - Ignacówka
- Wondollek, Kreis Johannisburg - Wondollen - Wądołek
- Wonglik, Kreis Johannisburg - Balzershausen - Wąglik
- Wönicken, Kreis Osterode - / - Wynki
- Woninkeim, Kreis Gerdauen - / - Wanikajmy
- Wonneberg, Kreis Rößel - / - Studzianka
- Woplauken, Kreis Rastenburg - / - Wopławki
- Woppen, Kreis Allenstein - / - Wopy
- Woppen, Kreis Braunsberg - /  Wopy
- Wordommen, Kreis Friedland/Bartenstein - / - Wardomy
- Worfengrund, Kreis Ortelsburg - / - Czarkowy Grąd
- Worglitten, Kreis Preußisch Eylau - / - Wargielity
- Worgullen, Kreis Johannisburg - / - Worgule
- Worienen, Kreis Preußisch Eylau - / - Woryny
- Woritten, Kreis Allenstein - / - Woryty
- Woritten (Gemeinde Barten), Kreis Mohrungen - / - Woryty Zalewskie
- Woritten (Gemeinde Golbitten), Kreis Mohrungen - / - Woryty Morąskie
- Workeim, Kreis Heilsberg - / - Workiejmy
- Worlack, Kreis Preußisch Eylau - / - Worławki
- Worleinen, Kreis Osterode - / - Worliny
- Wormen, Kreis Preußisch Eylau - / - Wormie
- Wormen, Kreis Rastenburg - / - Studzieniec
- Worplack, Kreis Rößel - / - Worpławki
- Worschienen, Kreis Preußisch Eylau - / - Worszyny
- Wosnitzen, Kreis Sensburg - Julienhöfen - Woźnice
- Wossau, Kreis Rastenburg - / - Osewo
- Wosseden, Kreis Heilsberg - / - Nowosady
- Woszczellen (1928–1938 Woszellen), Kreis Lyck - Neumalken - Woszczele
- Wöterkeim, Kreis Friedland/Bartenstein - / - Wiatrowiec
- Wotterkeim (Dorf), Kreis Rastenburg - / - Kowalewo Małe
- Wotterkeim (Vorwerk), Kreis Rastenburg - / - Kowalewo Duże
- Wotterlack, Kreis Preußisch Eylau - / - Kowalski Pole
- Woymanns, Kreis Preußisch Eylau - / - Wojmiany
- Woynassen, Kreis Oletzko/Treuburg - Woinassen - Wojnasy
- Woynen (1938–1945 Woinen), Kreis Johannisburg - Woinen - Wojny

```
Wojnitt, Kreis Braunsberg - / - 
Wojnity
```

- Woytellen, Kreis Johannisburg - Woiten - Wojtele
- Wrobbeln, Kreis Osterode - Geiershof - Wróble
- Wronken, Kreis Oletzko/Treuburg - Fronicken - Wronki
- Wronowo, Kreis Osterode - Wiesengut - Wronowo
- Wujaken, Kreis Ortelsburg - (ab 1934:) Ohmswalde - Wujaki
- Wujewken, Kreis Neidenburg - Goldberg - Złota Góra
- Wuttrienen, Kreis Allenstein - / - Butryny
- Wychrowitz, Kreis Neidenburg - Hardichhausen - Wichrowiec
- Wygodda, Kreis Allenstein - Waldruh - Wygoda
- Wymisly, Kreis Sensburg - Katzenbuckel - Wymysły
- Wypad, Kreis Sensburg - Waldsiedeln - Wypad
- Wyranden, Kreis Allenstein - Wiranden - Wyrandy
- Wyseggen, Kreis Ortelsburg - Grünlanden - Wyżegi
- Wyseggo, Kreis Ortelsburg - (ab 1928:) Klein Wilhelmsthal - Wyżega
- Wyssocken, Kreis Lyck - Waltershöhe - Wysokie
- Wysockigrund, Kreis Ortelsburg - (ab 1932:) Lindengrund - Wysoki Grąd
- Wystemp, Kreis Ortelsburg - (ab 1934:) Höhenwerder - Występ

## Z
- Zabinken, Kreis Angerburg - Hochsee - Zabinki, seit 2010: Żabinka
- Zabrodzin, Kreis Rößel - (ab 1929:) Schöndorf - Zabrodzie
- Zagern, Kreis Braunsberg - / - Zawierz
- Zameczek, Kreis Sensburg - Schlößchen - Zameczek
- Zanderborken, Kreis Friedland/Bartenstein - / - Borki Sędrowskie
- Zappeln, Kreis Lyck - / - Czaple
- Zargen, Kreis Darkehmen/Angerapp - / - Szarek
- Zasdrosz, Kreis Allenstein - (ab 1935:) Neidhof - Zazdrość
- Zatzkowen, Kreis Sensburg - Eisenack - Czaszkowo
- Zawoyken, Kreis Ortelsburg - (ab 1934:) Lilienfelde - Zawojki
- Zdrojek, Kreis Neidenburg - Künsberg - Zdrojek
- Zechern, Kreis Heilsberg - / - UrbanowoĞ
- Zehnhuben, Kreis Rößel - / - Kostrzewy
- Zehsen, Kreis Preußisch Eylau - / - Sajzy
- Zeysen, Kreis Lyck - / - Sajzy
- Ziebalspforte, Kreis Heilsberg - / - Bramka
- Ziegelei Groß Blaustein, Kreis Rastenburg - / - Siniec-Cegielnia
- Ziegelei Steinort, Kreis Angerburg - / - Kamionek Wielki
- Ziegenberg, Kreis Osterode - ab 1926: Schönhausen - Kozia Góra
- Zielasen, Kreis Lyck - Zielhausen - Zelasy
- Zielasken, Kreis Lyck - Schelasken - Żelazki
- Zielonen, Kreis Ortelsburg - Grünflur - Zielone
- Zielonka, Kreis Osterode - Finkenhorst - Zielonka
- Zielonken, 1912–1938: Seelonken, Kreis Ortelsburg - Ulrichssee - Zielonka
- Zielonygrund, Kreis Ortelsburg - (ab 1933:) Schützengrund - Orzeszki
- Ziemianen, Kreis Angerburg - / - Ziemiany
- Zimnawodda, Kreis Neidenburg - (ab 1893:) Kaltenborn - Zimna Woda
- Zimnawodda, Kreis Ortelsburg - (ab 1933:) Hirschthal - Zimna Woda
- Zipperken, Kreis Preußisch Eylau - / - Czyprki
- Zohlen, Kreis Preußisch Eylau - / - Solno
- Zondern, Kreis Lötzen - / - Sądry
- Zudnochen, Kreis Sensburg - Siebenhöfen (Ostpr.) - Cudnochy
- Zwalinnen, Kreis Johannisburg - Schwallen - Cwaliny
- Zwweiteichen, Kreis Heilsberg - / - Stawno
- Zworaden, Kreis Neidenburg - / - Dwukoły
- Zyden, Kreis Lyck - Sieden - Zydy
- Zymna, Kreis Johannisburg - (ab 1932:) Kaltenfließ - Zimna
- Zymowo, Kreis Sensburg - (ab 1929:) Winterau - Cimowo